# Medea

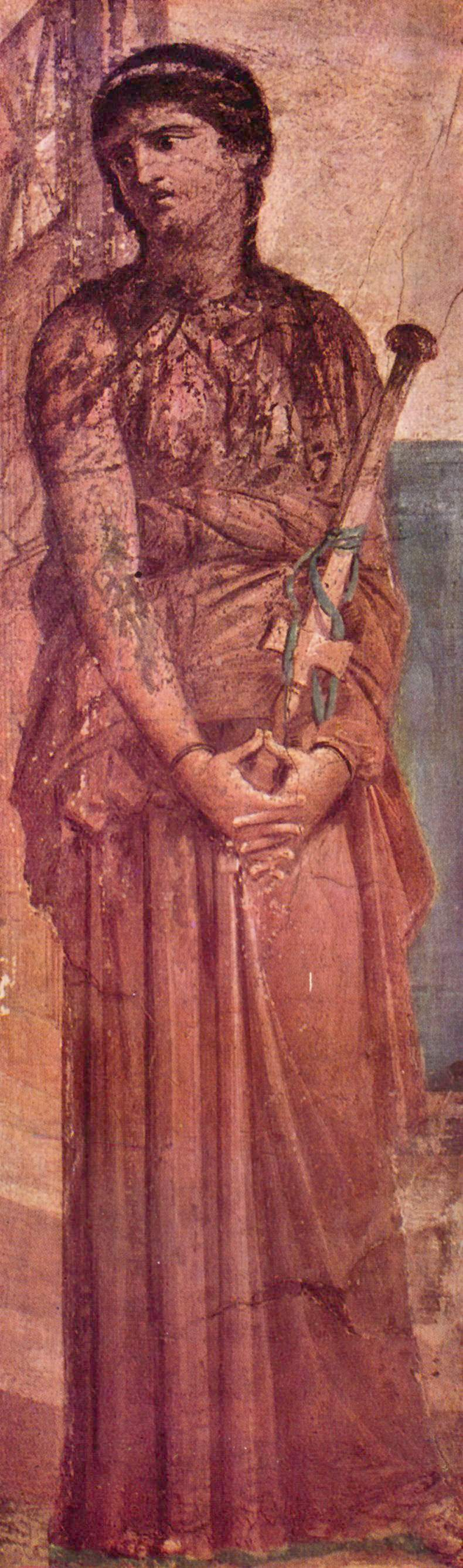
Medea auf einem römischen Wandbild des 1. Jahrhunderts aus Herculaneum im Archäologischen Nationalmuseum Neapel

Medea oder Medeia (altgriechisch Μήδεια Mḗdeia, deutsch ‚die Ratwissende‘) ist eine Frauengestalt der griechischen Mythologie. Die Medeasage gehört seit der Antike zu den bekanntesten Stoffen der Weltliteratur. Sie hat auch in der bildenden Kunst und in der Musik stark nachgewirkt.
Medea ist die zauberkundige Tochter des Königs Aietes von Kolchis an der Ostküste des Schwarzen Meeres
und dessen Frau Idyia. Dorthin fahren im Auftrag des Königs Pelias von Iolkos die Argonauten, eine Schar von Helden unter der Führung von Pelias’ Neffen Iason. Sie sollen das von Aietes gehütete Goldene Vlies erbeuten und nach Iolkos bringen. Aus Liebe verhilft Medea Iason zu dem Vlies und flieht mit den Argonauten. Sie heiratet Iason. In Iolkos ersinnt sie ihm zuliebe eine List, durch die König Pelias zu Tode kommt, worauf die beiden Iolkos verlassen müssen und sich in Korinth niederlassen. Dort leben sie einige Zeit mit ihren beiden Söhnen Mermeros und Pheres. Dann verstößt Iason Medea, um die Tochter des Königs Kreon von Korinth zu heiraten. Aus Rache dafür, geleitet von Emotionen wider die Vernunft, ermordet Medea Kreon, dessen Tochter und ihre eigenen Kinder. Sie flieht nach Athen und heiratet dort den König Aigeus. Damit wird sie die Stiefmutter des Helden Theseus. In einem Konflikt mit Theseus kann sie sich aber nicht durchsetzen. Daher muss sie das Land verlassen und wendet sich nach Asien. Über ihr weiteres Schicksal liegen unterschiedliche Angaben vor.
In der Antike wurde der Stoff sowohl in der Epik als auch im Drama verarbeitet. Die bekanntesten Bearbeitungen sind die Medea-Tragödien von Euripides und Seneca, das Argonautenepos des Apollonios von Rhodos und die Version Ovids in seinen Metamorphosen. Seit dem Hochmittelalter haben zahlreiche Dichter, Schriftsteller, bildende Künstler und Komponisten die Medeasage aufgegriffen und dabei oft stark umgestaltet. In der modernen Forschung zielt eine Fülle von Interpretationen darauf ab, das komplexe Geschehen begreiflich zu machen.

## Medea in der Antike

### Übersicht über den antiken Stoff
Der Mythos ist im Lauf von Jahrhunderten geformt und ausgestaltet worden. Er besteht aus Elementen verschiedener Herkunft, die mit der Gestalt der Medea verknüpft wurden. Einzelheiten sind in unterschiedlichen Versionen überliefert. Gewöhnlich griffen die antiken Autoren nur Teile des Sagenmaterials heraus und bearbeiteten Ausschnitte aus Medeas Lebensgeschichte, die sich für ihre jeweiligen literarischen Zwecke eigneten. Dennoch fügten sich im Bewusstsein der Nachwelt die einzelnen Bestandteile der Überlieferung zu einem Ganzen, dem chronologisch strukturierten Medea-Mythos. Als Zentralfigur des gesamten mit ihrem Namen verbundenen Geschehens lebte Medea in der europäischen Literatur und Kunst fort.
Eine Zusammenschau der Hauptelemente der gängigsten Versionen ergibt folgenden Ablauf:
Kretheus, der Gründer und König der Stadt Iolkos in Thessalien, hatte Stiefsöhne, darunter Pelias, und eigene Söhne, unter denen Aison der älteste war. Nach dem Tod des Kretheus übernahm Pelias als der älteste von allen Söhnen die Herrschaft in Iolkos. Zwischen ihm und seinem jüngeren Halbbruder Aison bestand ein Rivalitätsverhältnis, da Aison und sein Sohn Iason als leibliche Nachkommen des Dynastiegründers seine Herrschaft gefährdeten. Bedroht wurde Pelias auch durch den Zorn der Göttin Hera, deren Feindschaft er sich zugezogen hatte.
Ein Orakel hatte Pelias vor dem „Einschuhigen“, der ihn ums Leben bringen werde, gewarnt. Als Iason eines Tages mit nur einem Schuh auftrat, da er den anderen verloren hatte, erkannte Pelias, dass sich der Orakelspruch auf seinen Neffen Iason bezog. Um ihn aus dem Weg zu räumen, erteilte er ihm den Auftrag, das Goldene Vlies zu beschaffen. Das Vlies war das Fell des fliegenden Widders, auf dessen Rücken einst der Königssohn Phrixos und seine Schwester Helle vor den Nachstellungen ihrer Stiefmutter aus Griechenland geflohen waren. Helle war unterwegs ums Leben gekommen, Phrixos hatte nach seiner Ankunft in dem Reich Aia den Widder dem Zeus geopfert. Aia, ursprünglich ein mythisches Wunderland, wurde später mit Kolchis an der Ostküste des Schwarzen Meeres identifiziert. Das Widderfell überließ Phrixos dem König Aietes („Mann von Aia“), der in dieser Gegend herrschte. Aietes war ein Sohn des Sonnengottes Helios. Sowohl in Kolchis als auch in Iolkos galt das Vlies als kostbares Gut, dessen Besitz Heil brachte oder Unheil abwendete. Daher ging man in Iolkos davon aus, dass seine Rückgewinnung nicht kampflos erfolgen könne. Iason versammelte eine kampfkräftige Schar von Helden, die Argonauten, die unter seiner Führung auf dem Schiff Argo die gefährliche Fahrt nach Kolchis antraten. Dabei genossen sie die tatkräftige Unterstützung der Göttin Hera.
In Kolchis war damals weiterhin König Aietes, der Vater Medeas, an der Macht. Er verhandelte mit den Argonauten. Zwar hatte er keineswegs die Absicht, auf das Vlies zu verzichten, doch gab er vor, er werde es den Fremden überlassen, wenn Iason es schaffe, den Drachen, der das Widderfell hütete, zu überwinden. Außerdem hatte Iason vor der ihm in Aussicht gestellten Aushändigung des Vlieses noch zwei weitere Heldentaten zu vollbringen: Er sollte zwei wilde, feuerspeiende Stiere bändigen und mit ihnen pflügen. Dann sollte er Drachenzähne säen und eine der Drachensaat entsprungene Kriegerschar töten. Da diese Herausforderungen menschliche Kräfte überstiegen, ging Aietes, der die Argonauten vernichten wollte, davon aus, dass der Fremde daran scheitern und dabei ums Leben kommen werde. Iason meisterte jedoch alle Gefahren dank der Zauberkunst der Königstochter Medea, die in leidenschaftlicher Liebe zu ihm entbrannt war. Medea verdankte ihr Zauberwissen der Göttin Hekate, deren Priesterin sie war. Da sich Aietes nicht an die Vereinbarung hielt, raubte Iason das Vlies mit Medeas Hilfe, und die Argonauten flohen auf ihrem Schiff mit Medea und ihrer Beute.
Die kolchische Flotte nahm die Verfolgung der Argo auf. Die Fliehenden konnten sich nur dadurch retten, dass Medea den Tod ihres Bruders Apsyrtos verschuldete. Nach einer verbreiteten Version hatten die Argonauten Apsyrtos, der noch ein kleines Kind war, mitgenommen. Medea tötete und zerstückelte ihn und warf seine Glieder den Verfolgern vor. Diese sammelten die Leichenteile ein und verloren dadurch Zeit; so konnten die Argonauten ihnen entkommen. Nach einer anderen Fassung der Sage war Apsyrtos bereits erwachsen und befehligte einen Teil der kolchischen Flotte. Medea lockte ihn in einen Hinterhalt und ermöglichte damit Iason, ihn zu töten.
Im weiteren Verlauf der Heimfahrt erlebten die Helden neue Abenteuer, ehe sie schließlich die Heimat erreichten. Iason und Medea heirateten entweder schon in Kolchis vor der Abfahrt oder nach anderen Versionen unterwegs oder erst nach der Ankunft in Iolkos.

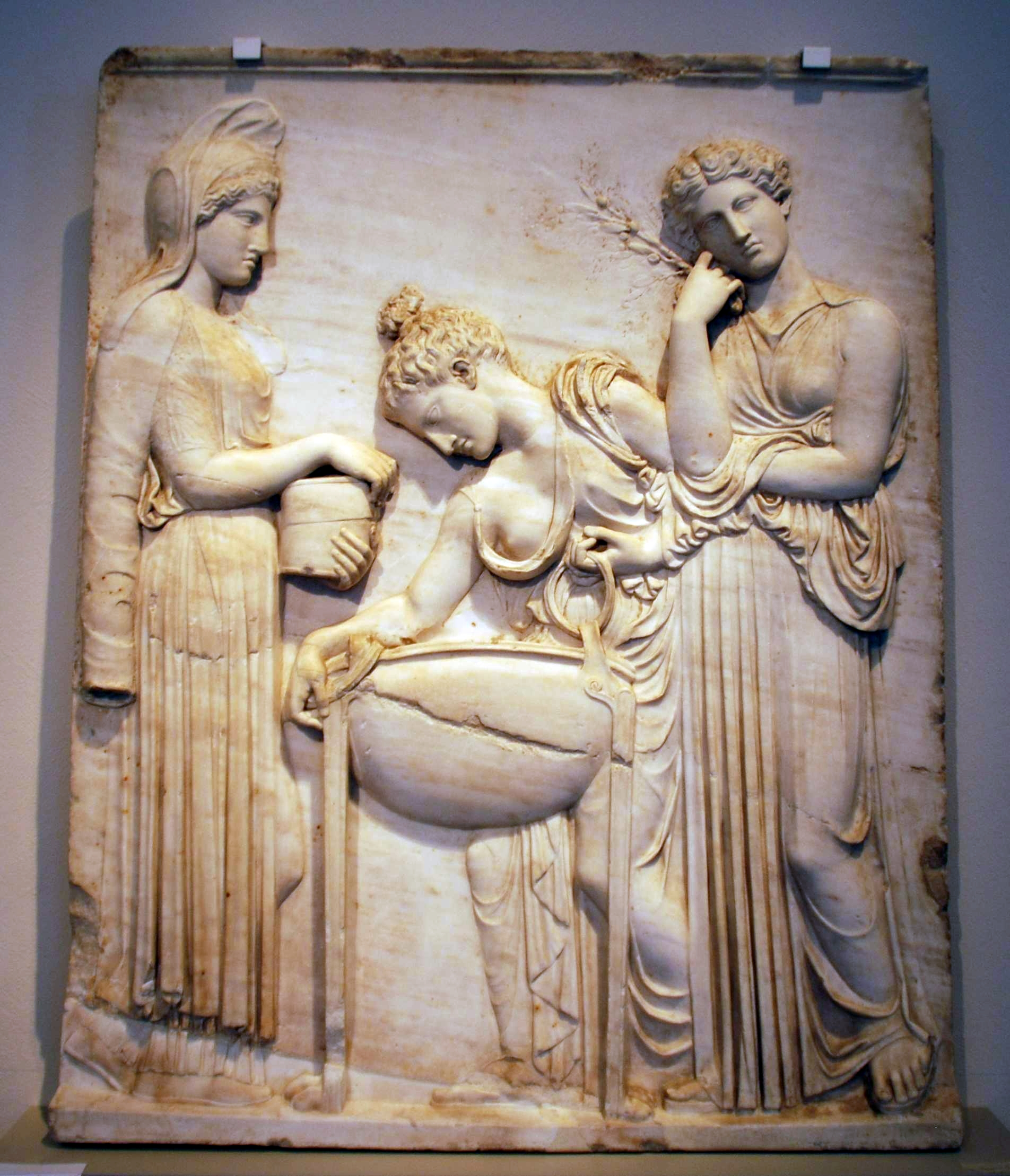
Medea (links) mit zwei Peliaden. Kopie eines Reliefs der Zeit um 420 v. Chr. in der Antikensammlung Berlin

In Iolkos nahm König Pelias das Vlies in Empfang, doch musste er nun für seinen Hochmut und seine Hinterlist büßen. Medea überredete die Töchter des Königs, die Peliaden, an ihm einen Verjüngungszauber vorzunehmen. Sie zeigte, dass sie imstande war, einen alten Widder zu verjüngen, indem sie ihn zerschnitt und die Stücke in einem Kessel kochte, worauf ein Lamm aus dem Gefäß hervorsprang. Daraufhin zerstückelten und kochten die Königstöchter ihren Vater, jedoch ohne Erfolg. Akastos, der Sohn des Pelias, übernahm die Herrschaft in Iolkos. Medea und Iason verließen die Stadt; einer Version zufolge wurden sie von Akastos vertrieben, nach einer anderen überließen sie ihm freiwillig die Macht und wanderten dann aus. Sie zogen nach Korinth, wo Medeas Großvater, der Sonnengott Helios, traditionell besonders verehrt wurde.
In Korinth herrschte der König Kreon, der eine Tochter namens Glauke oder Krëusa hatte. Mit dieser Königstochter wollte sich Iason nun verbinden. Kreon willigte ein, ihn zu seinem Schwiegersohn zu machen. Medea wurde verstoßen, und Kreon befahl ihr, sein Land zu verlassen. Dafür beschloss Medea, an Iason Rache zu nehmen. Sie ermordete seine Braut, und auch der König fiel ihrem Anschlag zum Opfer. Schließlich tötete sie ihre eigenen Kinder – zwei Söhne –, um Iason, den sie am Leben ließ, kinderlos zu machen. Dann fuhr sie auf einem Wagen, den ihr Helios zur Verfügung stellte, nach Athen.
In Athen heiratete Medea den König Aigeus, der Attika beherrschte. Mit ihm hatte sie einen Sohn namens Medos. Aigeus hatte aber bereits einen Sohn, den Helden Theseus, der die Thronfolge für sich beanspruchen konnte. Theseus geriet mit seiner Stiefmutter Medea in Konflikt. Es gelang ihr nicht, ihn zu beseitigen. Daher musste sie mit ihrem Sohn das Land verlassen. Über ihr weiteres Schicksal gehen die Überlieferungen weit auseinander.

### Die ältesten Bestandteile des Mythos
Über den prähistorischen Ursprung des Mythos lassen sich nur Vermutungen anstellen. Bedeutsam ist der Umstand, dass der Name Medeia von dem Verb μήδομαι mḗdomai, deutsch ‚ersinnen, nachdenken, einen Beschluss fassen‘, abgeleitet ist. Die Bedeutung des Namens ist wohl „die Ratwissende“.
Schon in den ältesten greifbaren Fassungen des Erzählstoffs war Medea eine Königstochter von göttlicher Abstammung. Im Gegensatz zu den späteren Versionen des Mythos wurde sie anfänglich ebenso wie Iason positiv dargestellt; von Verbrechen war nicht die Rede. In der ältesten Überlieferung lassen sich zwei separate Erzählungen unterscheiden: die Urform der Argonautensage und die Urform der Sage von Medeas Wirken in Korinth.

#### Die Urform der Argonautensage
In ihrer ältesten erkennbaren Gestalt ist die Medeasage in die Erzählung von Iasons Erbeutung des Goldenen Vlieses eingewoben. Hier geht es um einen Helden, der in der Fremde Großtaten vollbringt und eine Königstochter als Braut gewinnt.
Eine knappe Zusammenfassung dieser Ursage, in der noch nichts Tragisches vorkommt, findet sich im späten 8. Jahrhundert v. Chr. bei dem Dichter Hesiod. Er nennt als Gattin des Aietes und Mutter Medeas die Okeanide Idyia. Als Enkelin des Helios gehört Hesiods Medeia zu den Unsterblichen, sie verbindet sich aber mit einem sterblichen Gatten. Darüber teilt Hesiod in seiner Theogonie mit:
κούρην δ᾽ Αἰήταο διοτρεφέος βασιλῆος

Αἰσονίδης βουλῇσι θεῶν αἰειγενετάων

ἦγε παρ᾽ Αἰήτεω, τελέσας στονόεντας ἀέθλους,

τοὺς πολλοὺς ἐπέτελλε μέγας βασιλεὺς ὑπερήνωρ,

ὑβριστὴς Πελίης καὶ ἀτάσθαλος ὀβριμοεργός·
Und die Tochter des gottgesegneten Königs Aietes

führte Aisons Sohn nach dem Willen der ewigen Götter

von Aietes hinweg, nachdem er schwere Kämpfe bestanden hatte,

deren viele ihm der große, übermütige König aufgetragen hatte,

der trotzige, wilde Gewalttäter Pelias.
Wie der Dichter anschließend mitteilt, hat das Paar nach der Heimkehr der Argonauten geheiratet und Medea hat ihrem Gatten, dem „Hirten der Völker“, einen Sohn namens Medeios geschenkt. Bei Hesiod ist Iasons Verhalten noch untadelig; er ist ein Held, der seine Aufgaben meistert, die Gewinnung der Königstochter ist der Lohn für seine Leistung. Auch Aietes ist hier ein guter König, der sich anscheinend mit Iason einvernehmlich geeinigt und ihn als Schwiegersohn akzeptiert hat. Unvorteilhaft dargestellt wird nur Pelias. Er spielt die in Sagen häufige Rolle des bösen, hochmütigen Verwandten, der den Helden als Bedrohung wahrnimmt und ihn daher mit einer gefährlichen, unlösbar scheinenden Aufgabe betraut und in die Fremde schickt, um ihn loszuwerden. Allerdings fehlt bei Hesiod die Rache des Helden nach seiner Heimkehr, der gewaltsame Tod des Pelias. Dieses Element war kein Bestandteil der ältesten Sagenschicht, auf der Hesiods Darstellung fußt. In der ältesten Gestalt der Sage nehmen die Argonauten nach ihrer Rückkehr an den Feierlichkeiten anlässlich von Pelias’ Begräbnis teil. Somit besteht Einvernehmen zwischen ihnen und Pelias’ Sohn und Nachfolger Akastos, Pelias ist eines natürlichen Todes gestorben.
Zu einer sehr alten Gestalt der Sage zählt die von Hesiod verschwiegene maßgebliche Rolle Medeas bei der Bewältigung von Iasons Aufgaben. Sie wird schon in der vierten Pythischen Ode des Lyrikers Pindar, die anlässlich eines im Jahr 462 v. Chr. errungenen Wettkampfsieges entstand, ausführlich gewürdigt. Bereits in dieser alten Überlieferungsschicht erscheint Iason zwar als Held, doch seine Tapferkeit genügt nicht, aus eigener Kraft kann er sein Ziel nicht erreichen. Den Erfolg ermöglicht die Hilfe der Königstochter, die ihn liebt und der er die Ehe verspricht. Seine Verbindung mit ihr wird von einer göttlichen Instanz herbeigeführt; bei Pindar ist es Kypris (Aphrodite). Medeas Zauberkunst erweist sich als ausschlaggebend. Die kolchische Prinzessin übernimmt die aus zahlreichen Sagen bekannte Rolle der helfenden Jungfrau („helper-maiden“), die dem Helden in kritischen Lagen beisteht.
Die Grundidee der ursprünglichen Argonautensage ist, dass ein Zusammenwirken von heldenhafter Tapferkeit und übermenschlicher Macht erforderlich ist, damit das unmöglich Scheinende gelingt. Die Götter belohnen Iasons Heldentum, indem sie ihm eine Frau von göttlicher Abstammung schenken. Nach der Heimkehr leben die beiden als glückliches Ehepaar und erfreuen sich ihrer Nachkommenschaft.
Ein weiteres Motiv der Ursage war Medeas Fähigkeit, durch Zauber zu verjüngen. Iason soll in den Genuss einer solchen Verjüngung gekommen sein. In Iolkos profitierte Iasons alter Vater Aison von dem Verjüngungszauber; diese Version hat der Autor der nur fragmentarisch überlieferten Nostoi erzählt. Später wurde das Motiv dahingehend abgewandelt, dass Medeas Verjüngungsfähigkeit in den Dienst der Rache an Pelias gestellt wurde. Die Beseitigung des bösartigen, frevlerischen Herrschers konnte aus der Sicht des griechischen Sagenpublikums als legitim erscheinen, doch geriet damit Medea in die Rolle einer nicht nur hilfreichen, sondern auch unheimlichen Zauberin.

#### Medea in Korinth

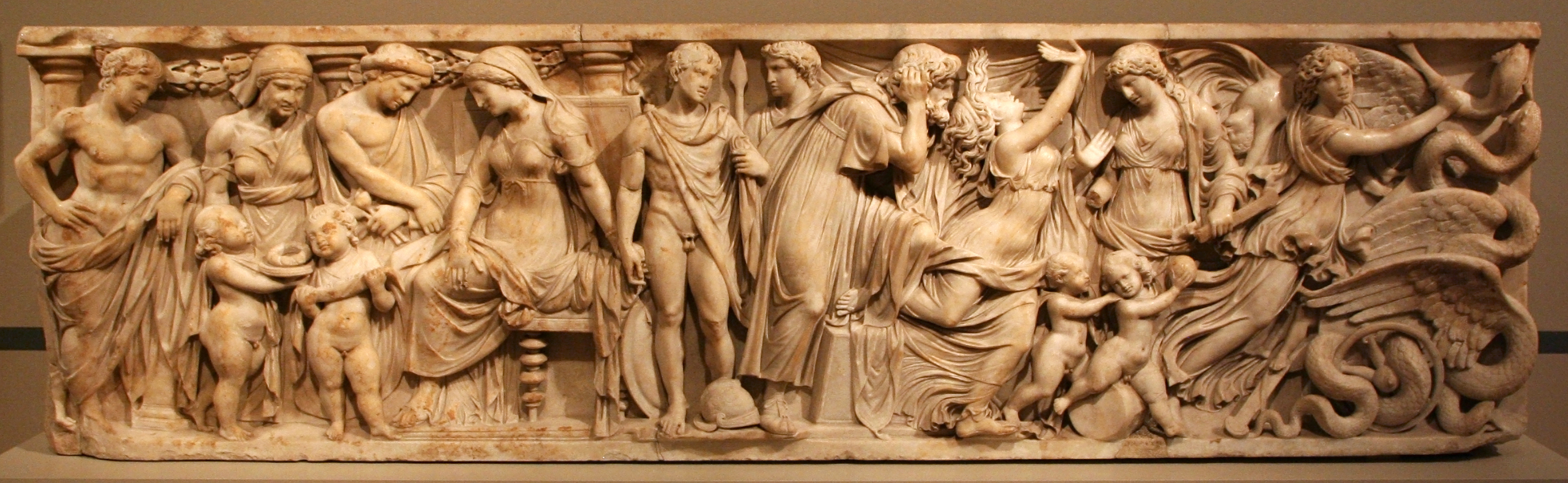
Medeas Taten in Korinth auf einem römischen Sarkophag des 2. Jahrhunderts, Altes Museum, Berlin

Wohl unabhängig von der Entwicklung der Erzählungen von Medeas Taten in Kolchis und in Iolkos entstand eine Weiterführung ihrer Lebensgeschichte, deren Schauplatz Korinth war. Fassbar ist diese Ausgestaltung der Medea-Sage schon im 8. Jahrhundert v. Chr. in dem nur fragmentarisch erhaltenen Epos Korinthiaka des Eumelos von Korinth. Bei Eumelos hatte der Sonnengott Helios seinem Sohn Aietes, dem Vater Medeas, die Stadt Korinth geschenkt. Aietes ließ die Stadt zunächst von Statthaltern regieren, doch als kein geeigneter Statthalter mehr zu finden war, riefen die Korinther Medea aus Iolkos herbei und baten sie, als Königin die Herrschaft zu übernehmen. Damit wurde Iason König von Korinth. Auch hier wirkt die Urfassung der Sage auffallend harmonisch: Offenbar herrschte Eintracht zwischen Aietes und seinem Schwiegersohn; Medea und Iason sahen sich nicht nach einer heimtückischen Mordtat zum Wegzug aus Iolkos veranlasst, sondern erhielten eine ehrenvolle Berufung auf den korinthischen Thron.
Hieran schließt sich ein Motiv an, das für die weitere Entwicklung der Sage höchst bedeutsam wurde: Der Tod der Kinder Medeas und Iasons. Nach der von Eumelos und in einem Pindar-Scholion überlieferten Version brachte Medea die Kinder jeweils nach der Geburt in den Heratempel und verbarg sie dort, um sie durch einen Zauber unsterblich zu machen. Dies war erforderlich, da die Kinder wegen der Sterblichkeit ihres Vaters sterblich waren, obwohl Medea als Enkelin des Sonnengottes zu den Unsterblichen zählte. Das Vorhaben misslang jedoch und die Kinder kamen dabei ums Leben. Iason ertappte Medea und weigerte sich, ihr den Tod der Kinder zu verzeihen. Daraufhin trennte sich das Paar, Iason kehrte nach Iolkos zurück. Dort war er offenbar weiterhin angesehen, wurde also nicht für den Tod des Königs Pelias verantwortlich gemacht. Auch Medea verließ Korinth.
In dieser Fassung erhält die Medea-Sage einen tragischen, verhängnisvollen Aspekt: Medea hat – wenn auch in bester Absicht – den Tod ihrer Kinder herbeigeführt, daran zerbricht ihre Ehe. Hier zeigt sich wie in der Pelias-Episode die dunkle, unheimliche Seite der Zauberei, wenn auch Medea nicht als wirklich schuldig erscheint.
In zwei abweichenden jüngeren Fassungen gelangte ein neues Element in die Erzählung: Ein schwerer Konflikt, in den Medea in Korinth geraten war und der zum Tod der Kinder führte. Hier ist erstmals das Motiv des Kindermords greifbar, wobei allerdings Medea nicht die Rolle der Mörderin spielt. Eine dieser Versionen ist in einem Fragment des Grammatikers Parmeniskos überliefert, die andere wurde auf einen Geschichtsschreiber namens Kreophylos zurückgeführt.
Nach der von Parmeniskos mitgeteilten Version widersetzten sich die Korintherinnen der Herrschaft Medeas, denn sie wollten nicht von einer Zauberin aus der Fremde regiert werden. Sie verfolgten die vierzehn Kinder der Königin. Die Kinder wurden ermordet, obwohl sie am Altar der Hera Zuflucht gesucht hatten. Zur Strafe sandte Hera eine Seuche, die viele Todesopfer forderte. Korinth musste sich von der Blutschuld und von der Befleckung des Heiligtums reinigen. Dies geschah laut Parmeniskos’ Angaben, indem jedes Jahr sieben Knaben und sieben Mädchen aus den vornehmsten Familien den Dienst im Hera-Tempel übernahmen und dort Sühneopfer darbrachten. Diese Sitte soll erst nach der Verwüstung Korinths durch die Römer im Jahr 146 v. Chr. verschwunden sein. Tatsächlich gab es in dem Tempel – gemeint ist der Tempel der Hera Akraia in Perachora – einen Kult der Kinder Medeas. Dieser Kult muss mit einem alten Mythos zusammenhängen, der wesentlich älter war als die Versionen, in denen Medea als die für den Tod der Kinder Verantwortliche erscheint.
Die auf Kreophylos zurückgeführte Geschichte ist eine Weiterentwicklung des korinthischen Stoffs, die jünger sein muss als die von Eumelos mitgeteilte Fassung. Ihr zufolge tötete Medea Kreon, den König von Korinth, worauf sie nach Athen fliehen musste. Ihre kleinen Söhne konnte sie auf der Flucht nicht mitnehmen. Daher ließ sie sie im Heratempel zurück, denn sie erwartete, dass sich Iason seiner Nachkommen annehmen werde. Kreons Verwandte töteten jedoch die Kinder. Diese Freveltat versuchten sie zu vertuschen, indem sie das Gerücht verbreiteten, Medea habe ihre Kinder selbst umgebracht. In dieser Überlieferung ist Medea nicht Königin von Korinth, sondern eine dort lebende Fremde, die einen Königsmord begeht und dann die Flucht ergreifen muss. Ihr Verhältnis zu Iason scheint nicht gänzlich zerrüttet zu sein. Hier tauchen zwei Motive auf, die für die Weiterentwicklung der Sage wegweisend werden: Medea bringt Kreon um und wird – wenn auch nur in einer falschen Beschuldigung – als Mörderin ihrer eigenen Kinder bezeichnet. Diese Beschuldigung setzt voraus, dass es bereits eine Version gab, in der Medea selbst die Verantwortliche war.

#### Der Abschluss von Medeas Wirken
Medeas Aufenthalt in Athen war spätestens ab der zweiten Hälfte des 5. Jahrhunderts v. Chr. ein fester Bestandteil der Überlieferung. Auch die letzte Phase ihres Lebens nach der Trennung von König Aigeus wurde in die Sage eingebaut. Der Geschichtsschreiber Herodot berichtete, sie habe sich nach ihrem Weggang aus Athen zu den Ariern begeben, die daraufhin ihren Namen geändert und sich seither Meder genannt hätten. Diese Angabe stamme aus medischer Überlieferung. Die Meder waren ein westiranischer Stammesverband, der im 7. und 6. Jahrhundert v. Chr. ein großes Territorium in Westasien beherrschte. In späteren Quellen ist die etymologische Ableitung des Namens der Meder von Medeas Sohn, der in der jüngeren Überlieferung den Namen Medos trägt, gängig. Schon Hesiod erzählte, Medea habe einen Sohn namens Medeios gehabt. Für Hesiod war Medeios ein Sohn Iasons, da die Trennung des Ehepaars und der Kindermord im Sagenbestand seiner Zeit noch nicht vorkamen. Erst die spätere, von Euripides abhängige Überlieferung, die vom Tod der Kinder Iasons ausging, machte Aigeus zum Vater von Medeas Sohn, mit dem sie zu den Medern ging, als sie Athen wegen des Mordanschlags auf Theseus verlassen musste.
Zu einer frühen Überlieferungsschicht gehört die Erzählung, Medea sei zuletzt in das Heldenparadies Elysion oder auf die „Inseln der Seligen“ gelangt. In diesem mythischen Reich soll sie den Helden Achilleus geheiratet haben, der nach seinem Tod im Trojanischen Krieg dort weiterlebte. Schon die Lyriker Ibykos und Simonides von Keos sollen auf die Heirat mit Achilleus Bezug genommen haben. Dieser höchst ehrenvolle Abschluss von Medeas Wirken muss aus einem alten Sagenzusammenhang stammen, in dem sie noch keine Verbrecherin ist.

#### Die allgemeine Entwicklungstendenz der Sage
Die Entwicklung der verschiedenen frühen Zweige der Sage lässt erkennen, dass sich die ursprünglich reine oder zumindest von keiner schweren Untat befleckte Gestalt der Medea zunehmend verdüstert. Mit ihrer Zauberkunst, die eigentlich konstruktiven Zielen – dem Schutz in Gefahren, der Verjüngung oder der Erlangung von Unsterblichkeit – dienen soll, gerät sie auf Abwege. Sie lädt Schuld am Tod von Menschen auf sich und verwandelt sich in eine Mörderin. Schließlich wird ein Stadium erreicht, in dem man ihr sogar einen Mord an den eigenen Kindern zutraut.
Noch mehr als der Königsmord in Korinth löst der Brudermord auf der Argonautenfahrt bei den Griechen Entsetzen aus. Er gehört nicht zur ältesten, von Untaten freien Schicht des Sagenstoffs, ist aber schon vor Euripides ein Bestandteil der Überlieferung geworden.

### Die Tragödien des Euripides

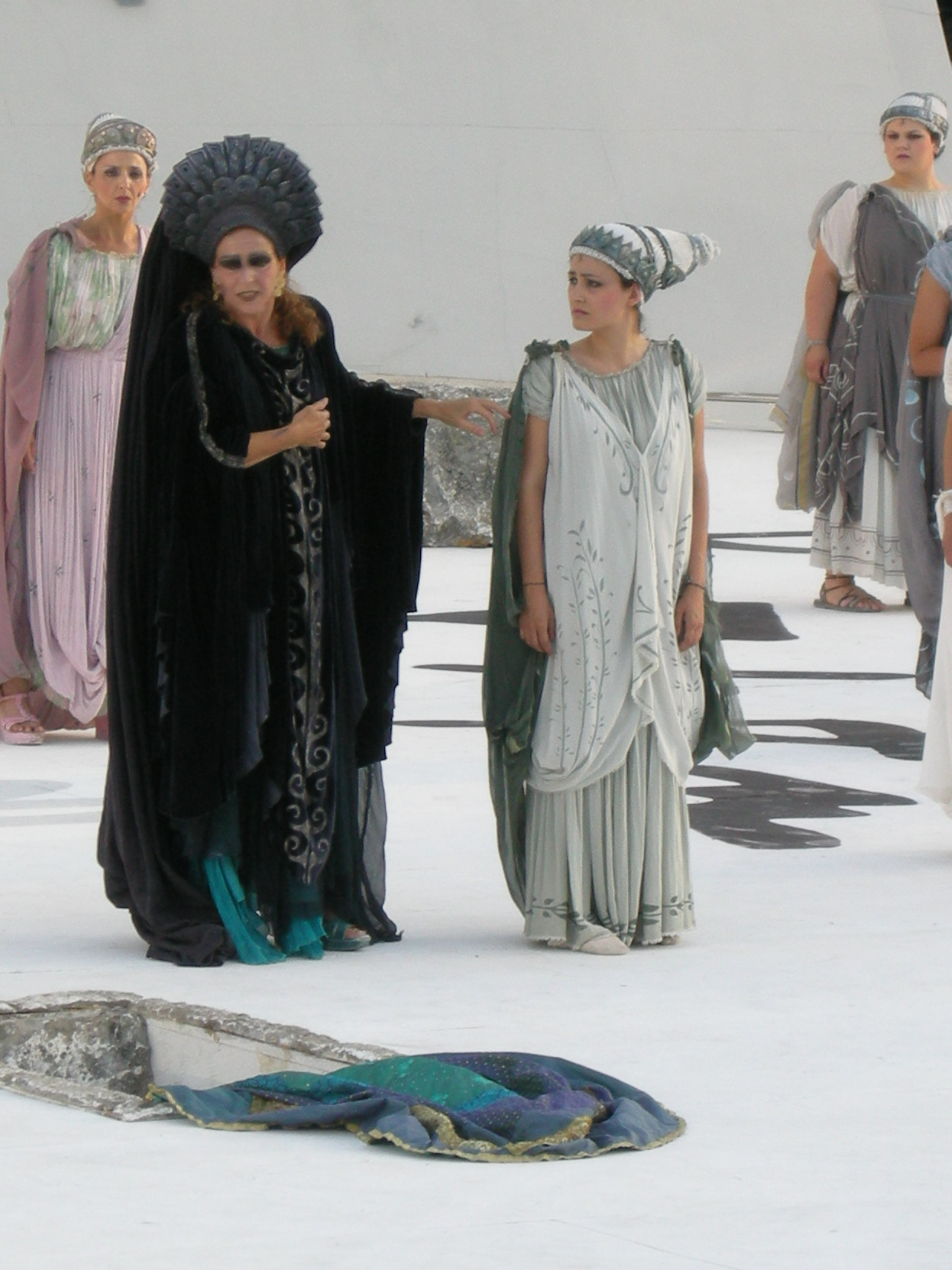
Elisabetta Pozzi als Medea in einer Aufführung der Tragödie des Euripides in Syrakus (2009)

Die Tragödie Medeia des Euripides ist im Jahr 431 v. Chr. in Athen aufgeführt worden. Nach einer antiken Überlieferung war sie die Umarbeitung eines älteren Stücks, das ein ansonsten unbekannter Tragödiendichter namens Neophron verfasst hatte. Das Verhältnis der beiden Werke ist in der Forschung umstritten. Im Wettkampf der Tragödiendichter erzielte Euripides mit der Medeia keinen Sieg; das Stück wurde vom Publikum sogar auf den dritten und letzten Platz gesetzt.

#### Handlung derMedeia
Die Handlung spielt sich am Tage des Kindermords in Korinth vor dem Haus der Medea ab. Iason hat sich von ihr getrennt, um Kreons Tochter zu heiraten. In der Vorszene beklagt Medeas Amme diesen Verrat und das Schicksal ihrer Herrin, die einst um des Verräters willen ihre Heimat verlassen hat und dies nun bedauert. Vom Erzieher der beiden Kinder erfährt die Amme, dass Kreon Medea und die Kinder des Landes verweisen will, Iason also seine Söhne im Stich lässt. Die Amme ahnt bereits, dass die Verstoßene den Kindern etwas antun wird.
In der ersten Hauptszene tritt Medea aus dem Haus, um dem Chor, der aus korinthischen Frauen besteht, ihre Sicht darzulegen. Sie schildert eindringlich das Elend, in das sie geraten ist, und allgemein das traurige Los der Frauen, die der Willkür ihrer Männer hilflos ausgeliefert sind. In ihrem Fall kommt hinzu, dass sie in Korinth Ausländerin ist und keine Blutsverwandten hat, die sie schützen könnten. Kreon tritt auf und verkündet seinen Ausweisungsbeschluss, der sofort zu vollziehen sei, denn er befürchtet, dass sich Medeas Zaubermacht gegen ihn und seine Tochter – sein einziges Kind – richten wird. Vergeblich fleht ihn Medea um Rücknahme des Beschlusses an; sie hasse zwar Iason, doch gegen das Königshaus führe sie nichts im Schilde. Schließlich lässt sich Kreon – gegen sein besseres Wissen, wie er selbst sagt – dazu bewegen, ihr bis zum Ende des Tages Aufschub zu gewähren; doch wenn sie diese Frist überschreite, müsse sie samt den Kindern sterben. Kreon tritt ab. Medea vertraut dem Chor ihre Absicht an, den König, seine Tochter und Iason zu töten. Sie erwägt ihre Rachemöglichkeiten und entscheidet sich für Gift.
In der zweiten Hauptszene kommt es zum Wortwechsel zwischen Iason und Medea. Er beschuldigt sie, durch ihre Flüche und Schmähungen gegen den König ihre Ausweisung selbst provoziert zu haben. Sie hält ihm seine Undankbarkeit vor. Um seinetwillen habe sie sich in ihrer Heimat ebenso wie in Iolkos verhasst gemacht; daher habe sie nun keine Zuflucht mehr, sondern werde mit den Kindern als Bettlerin in der Fremde leben müssen. Dem hält Iason entgegen, sie habe ihm nicht aus freier Entscheidung, sondern unter dem Zwang erotischer Hörigkeit geholfen; daher sei der Erfolg der Argonautenfahrt eigentlich nicht ihr, sondern der Liebesgöttin zu verdanken. Sie selbst habe dabei sehr profitiert, denn durch ihn sei sie aus der Barbarei von Kolchis in das zivilisierte Griechenland gelangt. Seine Heirat mit der korinthischen Königstochter bedeute für ihn als Flüchtling einen sozialen Aufstieg. Nicht aus Liebesleidenschaft habe er sich darauf eingelassen, sondern damit seine Verbindung mit dem Königshaus letztlich seinen und Medeas Kindern zugute komme. Dies habe sie nun aber durch ihr Verhalten vereitelt. Sie stellt ihm den Kontrast zwischen seiner Unehrlichkeit und ihrer ehelichen Treue vor Augen. Er bietet ihr Reisegeld an, was sie verächtlich ablehnt.
In der dritten Hauptszene tritt König Aigeus von Athen auf. Er ist auf der Durchreise in Korinth. Medea erzählt ihm, was ihr widerfahren ist. Darauf sichert er ihr Asyl in Athen zu und bekräftigt dies mit einem Schwur; niemals werde er sie aus seinem Land verjagen. Nun beschließt sie, nicht nur ihre Rivalin zu töten, sondern auch die Kinder, um Iason das größtmögliche Leid zuzufügen. Vergeblich erhebt der Chor Einspruch.
In der vierten Hauptszene täuscht Medea Iason den Wunsch nach Versöhnung vor und bittet ihn um Verzeihung. Sie selbst wolle sich dem Verbannungsbefehl fügen, doch solle er sich mit Unterstützung seiner Braut beim König dafür einsetzen, dass die Kinder bleiben dürften. Iason ist hocherfreut und will sich nach Kräften darum bemühen. Darauf lässt sie ein heimlich als Mordinstrument präpariertes prunkvolles Seidenkleid und goldenen Schmuck bringen. Sie beauftragt die Kinder, der Königstochter diese Gaben zu überbringen, angeblich um sie gnädig zu stimmen.
Die fünfte Hauptszene zeigt Medea schwankend, nachdem sie erfahren hat, dass das Verbannungsurteil gegen die Kinder aufgehoben ist. Beim Anblick der Kinder erwägt sie, doch mit ihnen ins Exil zu gehen oder sie in Korinth zurückzulassen. Doch ist es nun zu spät, denn sie hat der Tochter Kreons schon das vergiftete Kleid überreichen lassen, das der Empfängerin den Tod bringen wird, sobald sie es anzieht. Dann werden sich die Angehörigen der Ermordeten an Medeas Kindern rächen. Sie beschließt, die Kinder lieber selbst zu töten, als sie in die Hände von Feinden fallen zu lassen. Der Chor weist auf das traurige Schicksal aller Eltern hin, die sich wegen ihrer Kinder grämen und sorgen. Wer sogar den Tod seiner Kinder erleben müsse, dem widerfahre schlimmstes Leid.
Das Unheil vollendet sich in der sechsten Hauptszene. Medea erfährt, dass ihre Rivalin den ihr zugedachten qualvollen Tod erlitten hat. Das giftige Kleid hat die Haut der Prinzessin zerstört und von der zugehörigen goldenen Krone ist ein Feuerstrom ausgegangen, durch den ihr Fleisch geschmolzen ist. Kreon, der seine sterbende Tochter umarmte, ist durch die Berührung ihres Kleides ebenfalls vergiftet worden. Der Diener, der Medea die Einzelheiten ausführlich schildert, schließt seinen Bericht mit den Worten, nun habe sich wieder einmal gezeigt, dass alles Sterbliche nur ein Schatten sei, kein Sterblicher erlange je Glückseligkeit. Medea begibt sich ins Haus und begeht den Mord an ihren Kindern, während der Chor sein Entsetzen ausdrückt.

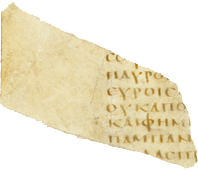
Fragment einer spätantiken Handschrift der Medeia des Euripides

In der abschließenden Szene ist Iason, der vom Mord im Palast erfahren hat, herbeigeeilt, um seine Kinder vor der Rache der Königssippe zu retten. Von der Chorführerin erfährt er, dass die Knaben nicht mehr am Leben sind. Nun will er die Mörderin mit seinem Schwert töten. Das Tor des Hauses wird geöffnet, Medea steht neben den Leichen der Kinder auf einem von Drachen gezogenen Wagen, den ihr Helios geschickt hat. Durch das Eingreifen des Gottes ist sie dem menschlichen Machtbereich entzogen und vor jeder Rache geschützt. Es kommt zu einem letzten Wortwechsel mit Iason. Er verflucht Medea und wirft ihr nun vor, dass sie einst, um seine Frau zu werden, ihren Vater und ihr Vaterland verraten und ihren Bruder getötet hat. Dies habe sie als Barbarin getan, keine Griechin sei zu so schändlichem Verhalten fähig. Sie weist ihm die Schuld am Tod der Kinder zu, da er die Ehe gebrochen habe, und kündigt ihm einen elenden Tod an. Auf dem Drachenwagen erhebt sie sich in die Luft, um zu Aigeus zu fliegen. Die Kinderleichen nimmt sie mit.

#### Interpretation und Kritik derMedeia
Aristoteles tadelte in seiner Poetik den Schluss der Medeia, da er sich nicht aus der Handlung ergebe, sondern durch einen gewaltsamen Eingriff – mit dem Drachenwagen – herbeigeführt werde (das später so genannte Mittel des „Deus ex machina“). Das Auftreten des Aigeus erwähnte Aristoteles als Beispiel für Unstimmigkeit im Handlungsablauf, die der Dichter zu vermeiden habe.
Moderne Interpreten betonen den Gegensatz zwischen der Leidenschaftlichkeit und Konsequenz Medeas und den spitzfindig wirkenden Überlegungen und Argumenten Iasons. Für Medea hat die erotische Bindung absoluten Vorrang. In ihrer Wertordnung verbindet sich die Forderung nach unbedingter Loyalität zwischen den Ehepartnern mit der Bereitschaft, alle anderen Pflichten hintanzustellen. Insbesondere missachtet sie ohne Skrupel die Bindungen und Verpflichtungen, die sich aus der Blutsverwandtschaft und gesellschaftlichen Normen ergeben. Auch Iason handelt skrupellos, aber nicht aus Leidenschaft, sondern aus Zweckmäßigkeitserwägungen. Seinen Opportunismus legt er ehrlich dar, er heuchelt nicht. Er hat Aspekte der Heldenmoral verinnerlicht, denn für ihn sind Ruhm und der Besitz der Königswürde höchstrangige Werte; andererseits folgt er aber einer bürgerlichen Moral, indem er offen das Streben nach materieller Versorgung als Grund für seine Heirat mit der korinthischen Königstochter angibt. Im Streit mit Medea tritt seine durchgängige, teils groteske Verkennung ihrer Denk- und Empfindungsweise zutage. Durch seine Verständnislosigkeit reizt er sie zu immer heftigerer Wut und Erbitterung, obwohl er sie eigentlich besänftigen und in seinem Sinne zur Vernunft bringen will. Damit trägt er wesentlich dazu bei, dass die Katastrophe unabwendbar wird. In seiner Naivität hofft er allen Ernstes, sie werde sich mit ihrer Verstoßung abfinden und sich damit trösten, dass sein Aufstieg zum korinthischen Thronfolger auch ihren Kindern durch die Nähe zum Königshaus erfreuliche Perspektiven eröffnen könnte. Wegen seiner Blindheit für ihre Mentalität kann sie ihm mühelos einen plötzlichen radikalen Sinneswandel vortäuschen; ihre angebliche spontane Bekehrung zu seiner Sichtweise glaubt er ihr sofort.
Die Medea des Euripides ist ihrer Leidenschaft nicht ausgeliefert, sondern sie liefert sich ihr bewusst aus. Sie handelt nicht im Affekt in dem Sinne, dass sie die Kontrolle über sich verlöre, sondern sie steuert und lenkt ihre Emotionen. Viel diskutiert wurde schon in der Antike ihre Feststellung: „Und ich erkenne, was für üble Taten ich begehen will, doch stärker als meine Einsichten ist die Leidenschaft (thymós), die ja für die Sterblichen die Ursache der größten Übel ist.“ Hier sagt Medea, sie handle wider besseres Wissen. Antike Philosophen zitierten diese Stelle in ihren Erörterungen über die Willensfreiheit und die Akrasia, die Willensschwäche, die zum Handeln wider besseres Wissen führt.
Für das Verständnis der Handlung ist wesentlich, dass Iason zwar anfangs bereit ist, auf die Kinder zu verzichten, also nicht sehr an ihnen hängt, am Schluss aber von ihrem Tod tief getroffen ist, wie es Medea beabsichtigt hat. Dies hängt damit zusammen, dass für einen antiken Griechen männliche Nachkommen einen hochrangigen gesellschaftlichen Wert darstellten. Iason ist von der Erwartung ausgegangen, künftig mit seiner Braut Söhne zu haben, daher ist ihm der Verzicht auf die Kinder aus der Ehe mit Medea relativ leicht gefallen. Durch die Ermordung der Königstochter ist diese Hoffnung aber zerstört worden. Dadurch hätten seine bereits vorhandenen Söhne für ihn eine weit größere Bedeutung erhalten als zuvor. Ihr Tod hat ihn jedoch dem Schicksal der Kinderlosigkeit überantwortet.

#### Weitere Tragödien
Zur ersten Tetralogie, mit der Euripides in Athen am Tragödienwettkampf teilnahm, gehörten die im Jahr 455 v. Chr. aufgeführten Peliaden („Peliastöchter“). In diesem Werk, von dem nur kurze Fragmente erhalten sind, ließ der Dichter nach der Heimkehr der Argonauten Medea allein den Königspalast in Iolkos betreten, während die Argonauten sich und ihr Schiff noch versteckten. Medea, die als Priesterin der Artemis auftrat, überzeugte die Töchter des Pelias von der Notwendigkeit, ihren Vater zu verjüngen, indem sie auf das hohe Alter des Königs und das Fehlen männlicher Nachkommenschaft hinwies. Pelias’ Sohn Akastos, der an der Argonautenfahrt teilgenommen hatte, galt in Iolkos offenbar als verschollen und wahrscheinlich tot.
Euripides verfasste auch die Tragödie Aigeus, von der ebenfalls nur Fragmente erhalten geblieben sind. In diesem Stück stellte er den Konflikt in Athen dar. Die Handlung spielt sich vor dem Palast des Aigeus ab. Medea hat nach dem Kindermord in Athen Zuflucht gefunden, König Aigeus hat sie zu seiner Frau gemacht. Theseus, der Sohn des Aigeus und der Aithra, ist fern von seiner Heimat aufgewachsen und nun als Erwachsener heimgekehrt. Seine Identität will er seinem Vater anfangs noch nicht enthüllen. Aigeus, der ihn zuvor nie gesehen hat, erkennt ihn nicht, aber Medea bemerkt, mit wem sie es zu tun hat. Sie sieht in Theseus einen Gegner, wohl weil sie davon ausgeht, dass er als der ältere Königssohn ihrem Sohn die Thronfolge streitig machen wird. Daher redet sie dem König ein, der Fremdling wolle ihn der Herrschaft berauben, und rät ihm, den angeblichen Feind beim Mahl mit einem Giftbecher umzubringen. Ihre Intrige scheitert im letzten Augenblick, da Aigeus seinen Sohn an dessen Schwert erkennt. Darauf verstößt Aigeus seine Frau, Medea muss das Land verlassen.

### Das Argonautenepos des Apollonios Rhodios
Im 3. Jahrhundert v. Chr. verfasste der Dichter Apollonios Rhodios (Apollonios von Rhodos) das aus vier Büchern bestehende Epos Argonautika. Seine Darstellung der Argonautenfahrt prägte für die Folgezeit das Bild von Medeas Schicksal bis zu ihrer Ankunft in Iolkos.

#### Handlung
Der Teil des Epos, in dem Medea eine Rolle spielt, beginnt am Anfang des dritten Buches nach dem Eintreffen der Argonauten in Kolchis. Medea, die sich in den Fremdling Iason verliebt hat, rechnet mit seinem Tod beim Versuch, die Aufgaben zu meistern, die Aietes ihm heimtückisch gestellt hat. Zu den eindrücklichsten Partien der Argonautika zählen die Schilderungen ihres Schwankens zwischen der Angst vor den Folgen des Verrats an ihrer Familie und ihrem übermächtigen Wunsch, den geliebten Fremden zu retten. Dank ihrer Hilfe meistert Iason die Aufgaben. Aietes merkt, dass seine Tochter ihre Hand im Spiel hatte, und Medea macht sich klar, dass ihre Rolle ihm nicht verborgen bleiben kann. Da sie den furchtbaren Zorn ihres gnadenlosen Vaters fürchtet, schließt sie sich den flüchtenden Argonauten an, doch schon vor der Abfahrt bedauert sie ihre unüberlegte Entscheidung für Iason.
Auf der Heimfahrt müssen sich die fliehenden Argonauten mit den zahlenmäßig überlegenen Verfolgern aus Kolchis auseinandersetzen. Dabei tritt Iasons Schwäche noch deutlicher zutage als bei der Erbeutung des Vlieses. Nun geht es nicht mehr um die Bewältigung unbekannter Gefahren oder Lösung von Aufgaben, die menschliche Kraft übersteigen, sondern um gewöhnlichen Kampf zwischen Männern. Ein Teil der kolchischen Flotte unter dem Kommando von Medeas Bruder Apsyrtos hat die Argonauten eingeholt und verlangt die Auslieferung der Verräterin und die Rückgabe des Vlieses. Die Argonauten weigern sich, das Vlies herzugeben, da es ihnen nach der Vereinbarung mit Aietes zusteht, aber hinsichtlich Medeas zeigen sie sich verhandlungsbereit. Es kommt zu einer Vereinbarung: Medea soll in einen nahen Artemistempel gebracht werden und dort bleiben, bis ein örtlicher König ein Schiedsurteil darüber gefällt hat, ob sie den Kolchern auszuliefern ist oder die Fahrt nach Griechenland fortsetzen darf. Iason stimmt dieser Abmachung zu, lässt also seine Braut im Stich. Erst als sie ihn an seine Eide erinnert, ihm seine Treulosigkeit vorwirft und ihn beschwört, sie entweder zu schützen oder ihr sogleich mit seinem Schwert den Tod zu geben, erschrickt er und versucht sie zu besänftigen. Er erklärt ihr, dass ihm die Abmachung nicht gefalle; er habe zunächst nur Zeit gewinnen wollen. Ein Ausweg sei möglich, wenn es gelinge, die Feinde durch eine List ihres Führers zu berauben, dann seien sie überwindbar. Die verzweifelte Medea sieht sich gezwungen, auf diese Idee einzugehen. Sie stimmt zu, ihren Bruder in eine Falle zu locken. Durch Lügen veranlasst sie ihn, sich mit ihr zu einer Besprechung auf einer Insel zu treffen. Dort überfällt Iason den ahnungslosen Apsyrtos aus dem Hinterhalt und tötet ihn, während Medea ihr Gesicht verhüllt. Die Mordtat wird im Bereich des Artemistempels vollbracht, was sie als besonders abscheulich erscheinen lässt. Anschließend verständigt Medea die Argonauten mit einem Lichtsignal von dem Erfolg, worauf sie herbeieilen und die gesamte Besatzung von Apsyrtos’ Schiff abschlachten. Dann ergreifen die Argonauten die Flucht.

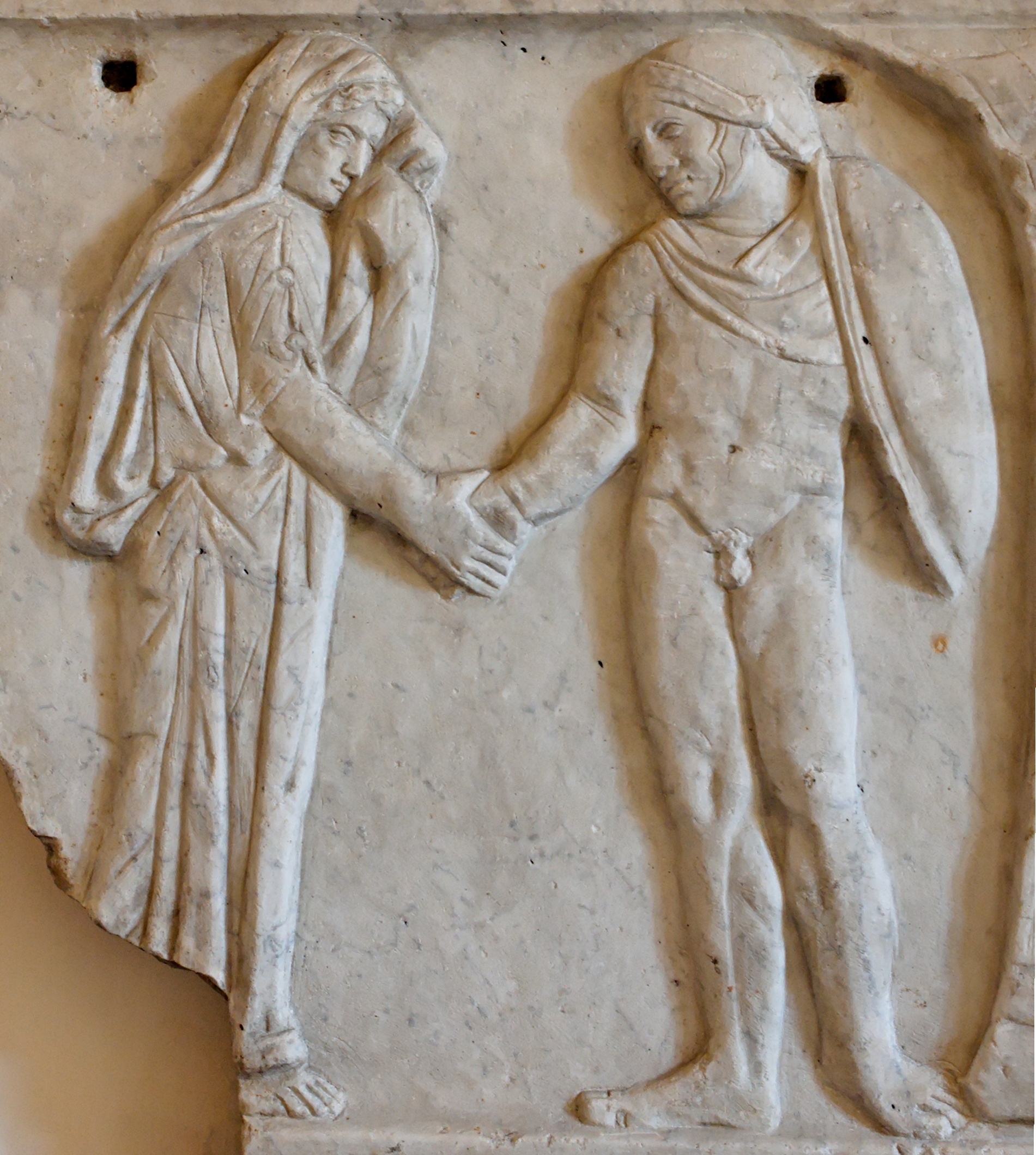
Iason und Medea reichen einander zum Zeichen ihres Ehebunds die Hände. Relief eines römischen Sarkophags des 2. Jahrhunderts im Palazzo Altemps, Rom

Im weiteren Verlauf der Fahrt gelangen die Argonauten zur Insel der Zauberin Kirke, einer Tante Medeas. Das durch den Brudermord befleckte Paar sucht Kirke auf, um Entsühnung zu erlangen. Kirke führt ein Entsühnungsritual durch, wobei sie ein neugeborenes Ferkel schlachtet, weist aber danach Medea aus dem Haus, da sie ihr Verhalten nicht billigt. Auf der Weiterfahrt erreicht die Argo die Insel der Phaiaken, wo König Alkinoos herrscht. Dort stoßen die Argonauten auf einen anderen Teil der sie verfolgenden kolchischen Flotte. Alkinoos will einen Kampf in seinem Lande vermeiden, er strebt eine Entscheidung des Streits durch einen Schiedsspruch an. Nun ist Medea in höchster Gefahr, da ihr wiederum die Auslieferung droht. Daher wendet sie sich an die Königin Arete, die Frau des Alkinoos, und fleht sie um Hilfe an. Arete bittet ihren Mann, Iason nicht in eine Lage zu bringen, in der er eidbrüchig werde, denn er habe Medea geschworen, sie zu heiraten. Alkinoos macht seine Entscheidung davon abhängig, ob Medea noch Jungfrau ist oder ihre Ehe bereits vollzogen wurde. Falls sie schon Ehefrau und möglicherweise schwanger ist, soll sie nicht von ihrem Mann getrennt werden, denn sie untersteht dann seiner Gewalt und nicht mehr der ihres Vaters. Arete teilt dies den Argonauten mit, worauf das Paar sogleich eine improvisierte Hochzeit feiert; die Hochzeitsnacht verbringen sie in einer Grotte. Damit ist Medea gerettet. Die Fahrt wird fortgesetzt. Auf der Insel Kreta gelingt es Medea, durch Zauber den gefährlichen Riesen Talos unschädlich zu machen. Das Epos endet mit der glücklichen Heimkehr der Argonauten.

#### Interpretation
Die schon bei Euripides hervortretende Fragwürdigkeit von Iasons Charakter wird hier noch stärker akzentuiert. Bei Apollonios ist Medeas Geliebter von Anfang an kein abenteuerlustiger Held, der sich unerschrocken den Herausforderungen stellt. Der Dichter zeigt einen grübelnden, in manchen Situationen verzagten oder sein Ziel aus dem Auge verlierenden Iason. Seine Medea ist anfangs ein unschuldiges Mädchen, das der Macht der Liebe erliegt, später ist sie als Iasons Gefährtin hart und zu rücksichtslosem Vorgehen fähig. Diese Zwiespältigkeit wird von manchen Kritikern als eine Hauptschwäche des Epos betrachtet, kann aber auch als von vornherein in Medeas Charakter angelegter Umschwung gedeutet werden.
Aus dem Handlungsablauf wird deutlich, dass diese Version der Sage schon sehr weit von der Verherrlichung des Heldentums im ursprünglichen Mythos entfernt ist. Das Heldentum erweist sich als brüchig. Nicht heroischer Mut des Protagonisten erzwingt den Erfolg der Argonautenfahrt, sondern günstige Schicksalsfügungen führen ihn herbei und verhindern, dass das Unternehmen an den vielfältigen menschlichen Unzulänglichkeiten scheitert. In Kolchis, wo Iason mit übermenschlicher Gewalt konfrontiert ist, setzt er sich durch, da Medeas Zaubermacht ihn in solchen Auseinandersetzungen unüberwindlich macht. Auf der Heimfahrt jedoch, wo er es mit menschlichen Gegnern zu tun hat, ist Medea nicht mehr die überlegene Zauberin, sondern nur noch die schutzbedürftige Frau, die seinetwegen in Lebensgefahr schwebt. Die Liebe des Paares ist bereits erloschen, schon bei der Auseinandersetzung mit Apsyrtos und dann auch bei Alkinoos geht es beiden nur noch um die eigene Rettung. Medea bereut bereits nach kurzer Verliebtheit, dass sie um eines undankbaren Mannes willen ihre Familie verraten und ihre Heimat verlassen hat. Auf der Flucht aus Kolchis wird Iasons Mangel an Heldenhaftigkeit offenkundig. Nirgends stellt er sich den Feinden zum offenen Kampf, sondern er entzieht sich ihrem Zugriff mit List und Tücke. In kritischen Situationen ist er grundsätzlich bereit, seine Braut zu opfern, um seine Haut zu retten. Sein unaufrichtiges Taktieren kontrastiert schroff mit der vorbehaltlosen Hingabe Medeas, die stets konsequent zum Äußersten geht und dabei immer mehr Schuld auf sich lädt. Dies passt zu der künftigen Fortsetzung der mythischen Handlung in Korinth, die der Dichter der Argonautika zwar nicht erwähnt, deren Kenntnis er aber bei seinem Publikum voraussetzt.

### Die Dichtungen Ovids
Der römische Dichter Ovid befasste sich mehrmals eingehend mit dem Mythos. In seinen Metamorphosen schilderte er markante Vorgänge aus dem Leben der Zauberin von ihrer ersten Begegnung mit Iason bis zu ihrem Weggang aus Athen. Außerdem widmete er dem Mythos seine einzige Tragödie, die Medea; sie war in der Antike berühmt, ist aber bis auf zwei knappe Fragmente verloren. In seinen Heroides – fiktiven Briefen mythischer Gestalten – ist Medea eine der Briefschreiberinnen. In den Tristia, Briefen aus Ovids Verbannungsort Tomi, lokalisierte der Dichter Medeas Mord an Apsyrtos an der Küste von Tomi.

#### Metamorphosen
Medea ist beim Anblick Iasons vom „mächtigen Feuer“ des Liebeswahns ergriffen worden. In einem längeren Monolog bringt sie ihren inneren Konflikt zwischen der Vernunft, die Loyalität zum Vater und zur Heimat fordert, und dem, „was Lieben genannt wird“, zum Ausdruck. Sie will den Fremdling, dem ihr Vater den Untergang zugedacht hat, retten und hofft, er werde ihr dann immer dankbar sein, sie heiraten und ihr treu bleiben. Hinzu kommt, dass sie bereits – ohne eine Alternative zu kennen – ihre Heimat als barbarisch empfindet und feststellt: „Der größte Gott ist innen in mir!“ Andererseits wertet sie ihr Vorhaben als Frevel und Verbrechen; „das Rechte“ – die familiäre Bindung – kämpft mit dem Liebesverlangen. Fast hätte das Pflichtgefühl gesiegt, doch als sie beim Altar der Hekate Iason begegnet, kommt er ihr wie ein Gott vor, und als er sie um Hilfe bittet, ihr die Ehe verspricht und dies eidlich bekräftigt, entscheidet sie sich für ihn. Mittels ihrer Zauberkunst bewältigt Iason die Gefahren, als Sieger kehrt er mit seiner Gattin heim. Ovids Medea betont, dass sie von der Liebe überwältigt bewusst gegen ihr besseres Wissen handelt: „Ich sehe und erkenne das Bessere, doch folge ich dem Schlechteren“; „Nicht Unkenntnis des Wahren wird mich verleiten, sondern die Liebe“.
In Iolkos verjüngt Medea Iasons Vater Aison. Ausführlich schildert Ovid die Vorbereitung und Durchführung des Verjüngungszaubers, bei dem Medea mit dem Schwert Aisons Kehle öffnen muss, um sein altes Blut durch vorbereiteten Saft zu ersetzen. Der Greis wird zum Jüngling, der er einst war. Es folgt die Tötung des Pelias, die Medea gemeinsam mit dessen Töchtern vollzieht, worauf sie auf dem Drachenwagen entflieht. Nur äußerst kurz behandelt Ovid die Vorgänge in Korinth, wobei er bei dem Mord an der Königstochter den ganzen Palast in Flammen aufgehen lässt, und wendet sich dann Medeas Rolle in Athen zu. Dort wäre es ihr fast gelungen, Theseus zu vergiften; als der Anschlag entdeckt wird, flieht sie „durch Zauber Nebel verbreitend“.
Ovid setzte den Sagenstoff als bekannt voraus. Er griff einzelne Vorgänge heraus und malte sie breit aus, bei anderen begnügte er sich mit knappen Hinweisen. Bei den für sein Publikum anstößigsten Elementen der Sage zeigte er sich äußerst zurückhaltend: Den Mord an Medeas Bruder überging er, den Kindermord erwähnte er nur andeutungsweise und verhüllend.

#### Heroides
Ovids Heroides sind eine Sammlung von einundzwanzig Briefgedichten in elegischen Distichen. Meist lässt der Dichter berühmte mythische Frauen das Wort ergreifen. Sie wenden sich klagend an ihre verlorenen Gatten oder Geliebten. Medea ist die fiktive Autorin des zwölften Briefs. Iason hat seine Frau zugunsten der korinthischen Königstochter verlassen. In dem Brief beschwört ihn die verstoßene Medea, zu ihr zurückzukehren. Sie empfindet ihr Leben seit der ersten Begegnung mit Iason als bloße Qual. Die einzige Lust, die ihr noch geblieben ist, besteht darin, dem Undankbaren seine Schuld vorzuhalten. Sie erinnert ihn an alles, was sie für ihn getan und geopfert hat, und an seinen Treueschwur. Aus ihren Verdiensten leitet sie einen Anspruch auf ihn ab: „Dich will ich haben, den ich verdient habe“. Abschließend droht sie ihm und seiner neuen Frau furchtbare Rache an.
Im sechsten, ebenfalls an Iason gerichteten Brief schildert seine einstige Geliebte Hypsipyle ihr Schicksal. Ihr hatte er Treue versprochen, bevor er in Kolchis eintraf und Medea begegnete. Aus Hypsipyles Sicht erscheint Medea als hexenhaftes Monster, sie wird von der Rivalin verflucht.

### Die Tragödie Senecas
Der römische Philosoph, Schriftsteller und Dichter Seneca schrieb im ersten Jahrhundert eine Tragödie Medea in lateinischer Sprache. Dafür wählte er den gleichen kurzen Ausschnitt aus dem mythischen Geschehen wie Euripides: die Reaktion Medeas auf ihre Verstoßung in Korinth. Zwar orientierte sich Seneca weitgehend am Ablauf bei Euripides, doch nahm er auch Änderungen vor, welche die Hauptfiguren in anderem Licht erscheinen lassen als in dem Werk des griechischen Tragikers.

#### Handlung
Das Geschehen spielt sich wie bei Euripides vor Medeas Haus ab. Es beginnt mit einem Prolog, in dem die verlassene Ehefrau die Götter beschwört, das korinthische Königshaus zu vernichten und ihren treulosen Gatten ins Elend zu stoßen. Fröhlich singende Jünglinge und Mädchen treten auf, Korinth feiert Iasons neue Hochzeit. Im Gespräch mit der Amme, die zu umsichtigem Handeln rät, bekennt Medea ihren Hass, dem sie sich offen und hemmungslos hingibt. Kreon erscheint, er fordert ihre Abreise. Er befiehlt ihr als König, verhehlt aber zugleich seine Furcht vor ihr nicht. Schließlich gewährt er ihr den erbetenen Aufschub. Iason kommt, vor seiner Konfrontation mit seiner verstoßenen Frau hält er einen kurzen Monolog, in dem er seine Lage darstellt und seine Gedanken und Gefühle enthüllt. In Korinth ist er ein Flüchtling; ein auswärtiger Feind, Acastus, fordert seine Auslieferung und will ihn und seine ganze Familie vernichten. Nur wenn er Kreons Tochter heiratet, wird der König für ihn eintreten und seine Kinder schützen. Daher muss er die Treue, die er Medea geschworen hat, brechen. Nicht aus Feigheit, sondern aus Sorge um das Überleben der Kinder hat er sich zu diesem Schritt entschlossen. Obwohl er Medeas Wildheit kennt, hofft er, dass sie sich um der Kinder willen einsichtig zeigen wird.
Medea fordert ihn auf, mit ihr zu fliehen, so wie sie einst seinetwegen aus ihrer Heimat geflohen ist. Sie hält ihm vor, was sie für ihn getan und aufgegeben hat. Er sei der wahre Urheber der Morde an Apsyrtos und Pelias, denn ihm zuliebe seien sie begangen worden. Er weist die Verantwortung zurück, worauf sie erwidert, er habe die Rettung seines Lebens nicht annehmen dürfen, wenn er die dafür erforderlichen Taten missbillige. Schließlich bittet sie ihn, ihr wenigstens die Kinder zu lassen. Iason versichert, dass er eher sein Leben aufgäbe als die Kinder. Daraus ersieht sie, dass ihm die Kinder über alles gehen. Dies ist seine verwundbarste Stelle. So kommt sie auf den Gedanken, sich durch Ermordung der Kinder an ihm zu rächen.
Wie bei Euripides folgt darauf die Vorbereitung und Durchführung von Medeas Mord an ihrer Rivalin, auch der König fällt dem Anschlag zum Opfer. Der ganze Königspalast brennt ab, Wasser kann diese Flammen nicht löschen. Darauf will Iason die Mörderin ergreifen, er erscheint mit Bewaffneten vor ihrem Haus. Eines der Kinder hat sie schon getötet, mit dem anderen zeigt sie sich auf dem Dach. Sie bekennt: „Gegen meinen Willen ergreift mich eine gewaltige Lust, und sieh da, sie wächst!“ Vor Iasons Augen ermordet sie seinen anderen Sohn, dann wirft sie die beiden Leichen hinab und entflieht auf dem Drachenwagen in die Höhe. Iason ruft ihr nach, sie solle bezeugen, dass im Himmel, wo sie hinfliegt, keine Götter sind. Diese zweideutigen Verse können unterschiedlich gedeutet werden: atheistisch – dass es keine Götter geben kann, wenn solche Untaten möglich sind – oder in dem Sinne, dass dort, wo Medea auftaucht, sogar die Götter entsetzt das Weite suchen.

#### Interpretation
Seneca war auch als Dramatiker Philosoph und nutzte den Dramenstoff zur Veranschaulichung seiner von der Stoa geprägten philosophischen Überzeugungen. Insbesondere ging es ihm darum, die verhängnisvollen Folgen eines hemmungslos affektgesteuerten Handelns zu demonstrieren; das Vernunftwidrige war für ihn zugleich das Unmenschliche. Medea zeigt in diesem Drama mehr Bewusstheit über den verbrecherischen Charakter ihres Tuns als bei Euripides. Iason ist von Anfang an weitgehend entlastet, da er nicht mutwillig, sondern unter dem Zwang einer furchtbaren Notlage handelt und für seine Kinder Verantwortung übernimmt. Im Gegensatz zur Darstellung bei Euripides will er die Kinder nicht mit ihrer Mutter fortziehen lassen, sondern es steht von vornherein fest, dass sie bei ihm bleiben sollen. Bei Medea löst dies Erbitterung aus, es ist ein zusätzliches Motiv für ihre Mordtaten. Durch diese Änderung der Konzeption erscheint das Verhalten beider Protagonisten leichter nachvollziehbar als bei Euripides.
Seneca wollte mit dramatischen Effekten Entsetzen erregen; den Kindermord ließ er im Gegensatz zu Euripides auf offener Bühne geschehen. Allerdings war sein Drama vermutlich nicht zur Aufführung, sondern nur zur Lektüre und Rezitation bestimmt. Horaz wählte den Kindermord als Beispiel für das antike Tabu, die Tötung eines Menschen auf der Bühne darzustellen.

### Das Epos des Valerius Flaccus
In der zweiten Hälfte des 1. Jahrhunderts verfasste der römische Dichter Gaius Valerius Flaccus die Argonautica, ein lateinisches Epos, das die Argonautenfahrt bis zur Verfolgung der Argonauten durch die Kolcher schildert. Das Werk ist unvollendet geblieben, es bricht vor dem Mord an Medeas Bruder, der lateinisch Absyrtus genannt wird, ab. Im fünften Buch des Epos trifft Iason in Kolchis ein und unterstützt Aietes im Kampf gegen dessen Bruder Perses. Im sechsten und siebten Buch wird die Erlangung des Vlieses mit Medeas Hilfe geschildert, im achten, unvollendeten die Flucht der Argonauten, die von den Kolchern unter Absyrtus verfolgt werden.

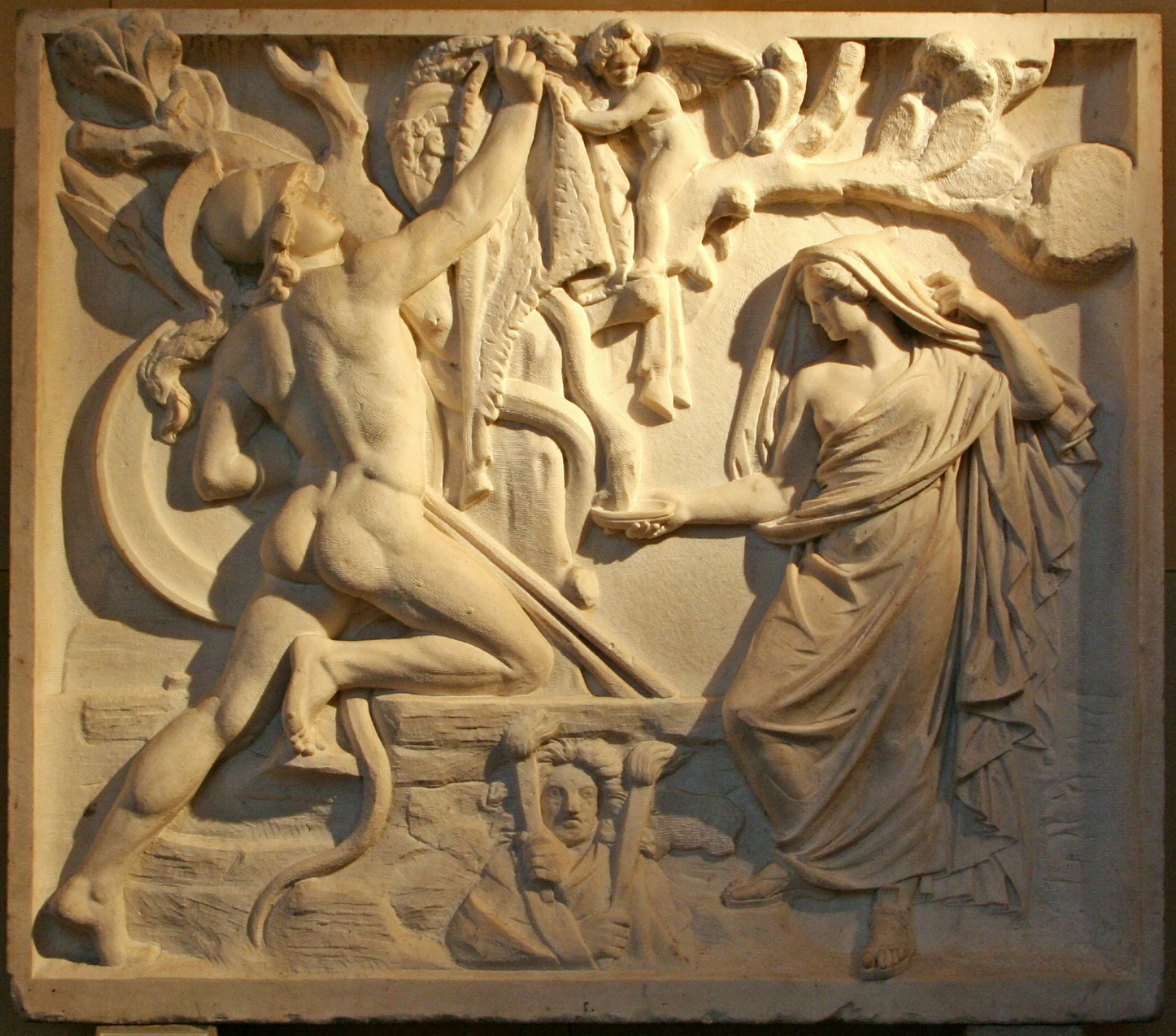
Medea reicht dem Drachen ein Betäubungsmittel, Iason erbeutet das Vlies. Relief von Christian Daniel Rauch, 1818 begonnen, unvollendet

Valerius Flaccus orientierte sich an Apollonios Rhodios, führte aber eine Reihe von inhaltlichen Neuerungen ein. Beispielsweise ist bei ihm der Drachen, den Iason zu überwinden hat, Medeas Pflegling, den sie regelmäßig füttert und von dem sie vor ihrer Flucht rührend Abschied nimmt. Der Gegensatz zwischen dem mädchenhaften und dem monströsen Aspekt von Medeas Naturell tritt noch schärfer als bei Apollonios Rhodios hervor. Die Blindheit ihrer Leidenschaft wirkt zwar entsetzlich, doch ist sie von göttlicher Fügung herbeigeführt, wodurch Medea entlastet wird; im Grunde liegt die Verantwortung bei den Göttern. Bei Valerius veranlassen die Götter, die zugleich Allegorien für seelische Vorgänge sind, die Menschen zu Entscheidungen, die zwar dem Willen der Götter entsprechen, aber für die Menschen von Nachteil sind oder ihnen widerstreben. Medeas Entscheidung für Iason in Kolchis ist ein langwieriger Prozess, in den die Göttin Iuno (Hera) mit Unterstützung der Venus (Aphrodite) wiederholt massiv eingreifen muss, um den von ihr gewünschten Ausgang herbeizuführen. Nur mit Mühe und Täuschungsmanövern gelingt die Überwindung von Medeas Bedenken, ihre Vernunft leistet erbitterten Widerstand.

### Das Epos des Dracontius
Im späten 5. Jahrhundert verfasste der christliche Dichter Dracontius die lateinische Gedichtsammlung Romulea. Das zehnte Buch der Romulea ist ein Medea-Kurzepos von 601 Hexametern. Dracontius verlegte den korinthischen Teil der Handlung nach Theben und fügte in die Medea-Sage Elemente des Mythos von Iphigenie ein. In seiner Version ist Medea in Kolchis Priesterin der Diana (Artemis) und soll Iason, der in die Gefangenschaft der Kolcher geraten ist, der Göttin opfern. Die Göttin Iuno, Iasons Beschützerin, will dies verhindern. Sie veranlasst die Liebesgöttin Venus, Medea die Liebesleidenschaft einzugeben. Von der Macht des Eros ergriffen verschont Medea den Gefangenen und heiratet ihn. Damit scheidet sie aus dem Dienst der Diana, der Jungfräulichkeit erfordert, aus. Dies erregt den Zorn Dianas, die furchtbare Rache nimmt: Sie verflucht die Ehe des Paares und verurteilt Medea dazu, künftig von ihrem Mann verlassen zu werden und daraufhin zur Mörderin zu werden. In Theben, wohin das Paar geflohen ist, vollzieht sich das Verhängnis. Nicht nur der dortige König Kreon, seine Tochter und Medeas Kinder kommen dabei zu Tode, auch Iason fällt der Vergeltung seiner verstoßenen Gattin zum Opfer. Die Kinder sterben erst nach Iason, ihre beiden Leiber werden von der rasenden Mutter mit einem Schwert auf einmal durchbohrt.
Bei Dracontius ist Medea durch das Walten der Gottheiten in eine Lage geraten, die durch tragische Ausweglosigkeit gekennzeichnet ist: Indem sie den Willen der einen Göttin erfüllt hat, hat sie die unerbittliche Rache der anderen auf sich gezogen. Der christliche Dichter nutzt dies zur Kritik an der paganen Religion.

### Sonstige Versionen und Bearbeitungen
Auch eine Reihe von weiteren griechischen und römischen Autoren hat die Medea-Sage aufgegriffen. Dabei wurde der Stoff teils erheblich abgewandelt und mit vielfältigen Ausschmückungen angereichert, wobei auch Material aus anderen Sagen einfloss. Die Werke dieser Autoren sind zu einem großen Teil nicht erhalten geblieben, manche erzielten nur eine relativ geringe Wirkung.

#### Griechische Literatur
Pindar behandelte die Argonautensage in seiner vierten Pythischen Ode ausführlich. Er ließ Medea vor den Argonauten eine prophetische Rede halten, in der sie die künftige Gründung der Stadt Kyrene in Libyen voraussagt und auf Begebenheiten eingeht, die sich ereignen werden, wenn sich die Argonauten auf der Heimfahrt in diesem Land aufhalten. Bei Pindar ist Iason der rechtmäßige Erbe des Königsthrons von Iolkos, Pelias ein Usurpator, der Iasons Vater entmachtet hat. Sowohl Iason als auch Medea werden uneingeschränkt positiv dargestellt, von Zwietracht zwischen ihnen ist nicht die Rede, der nur knapp erwähnte Mord an dem Thronräuber Pelias erscheint als gerechtfertigt.
Sophokles behandelte die Entführung Medeas in seiner Tragödie Kolchides („Die Kolcherinnen“). Nur wenige kurze Fragmente sind erhalten geblieben. In diesem Stück tötete Medea ihren Bruder, der noch ein Kind war, schon im Königspalast von Kolchis. Auch zwei weitere heute verlorene Tragödien des Sophokles thematisierten Medeas Rolle in der Argonautensage: Die Skythai („Die Skythen“) und die Rhizotomoi („Die Wurzelsammler“). In den Skythai machte der Dichter Apsyrtos zu Medeas Halbbruder. Welchen Teil der Sage er in den Rhizotomoi auf die Bühne brachte, ist unklar; jedenfalls ging es um Medea als Zauberin.
Der Dichter Karkinos schrieb im 4. Jahrhundert eine nur fragmentarisch überlieferte Medea-Tragödie, in der er – offenbar in bewusstem Gegensatz zu Euripides – auf eine ältere Version des Mythos zurückgriff. Bei ihm hat Medea zwar Kreons Tochter Glauke ermordet, doch der König hat überlebt. Medea wird von Kreon und Iason verhört. Sie gibt den Mord an Glauke zu, beteuert aber, die Kinder nicht getötet, sondern in Sicherheit gebracht zu haben. Zu der Tragödie von Karkinos (dem Jüngeren) sind in einem im Louvre um 2004 gefundenen Papyrus-Fragment auch Noten überliefert.
Der Mythograph Dionysios Skytobrachion verfasste um die Mitte des 3. Jahrhunderts v. Chr. ein Werk mit dem Titel Argonautika oder Argonautai, das heute verloren ist, dessen Inhalt aber aus der Nacherzählung Diodors sowie aus Scholien und Papyrus-Fragmenten bekannt ist. Dionysios gehörte zu den Autoren, die Mythen „rationalistisch“ betrachteten, indem sie Wundererzählungen auf normale Vorgänge zurückführten, die von den Mythenerzählern phantasievoll umgestaltet worden seien. Seine Medea ist ursprünglich von edlem Charakter und humaner Gesinnung, wird dann aber durch fatale Umstände zu ihren Bluttaten getrieben. Sie widersetzt sich der Grausamkeit ihres barbarischen Vaters, der Menschenopfer vollzieht. Nicht aus Liebe zu Iason, der ihr lebenslange Treue schwört, schließt sie sich den Argonauten an, sondern um ihrem Vater zu entkommen. Die Ermordung des Pelias arrangiert sie, weil dieser zuvor Iasons ganze Verwandtschaft ausgerottet hat. Als Iason sie in Korinth verlässt und damit seinen Treueid bricht, setzt sie den Königspalast in Brand und begeht den Kindermord, worauf sie nach Theben zu Herakles flieht. Dank ihrer Heilmittelkenntnis kann sie den in Wahnsinn verfallenen Herakles heilen.
In der Bibliotheke des Apollodor, einem mythographischen Handbuch, dessen unbekannter Verfasser frühestens im 1. Jahrhundert v. Chr. gelebt hat, findet sich eine als Quelle wertvolle Übersichtsdarstellung der Medea-Sage.

#### Lateinische Literatur

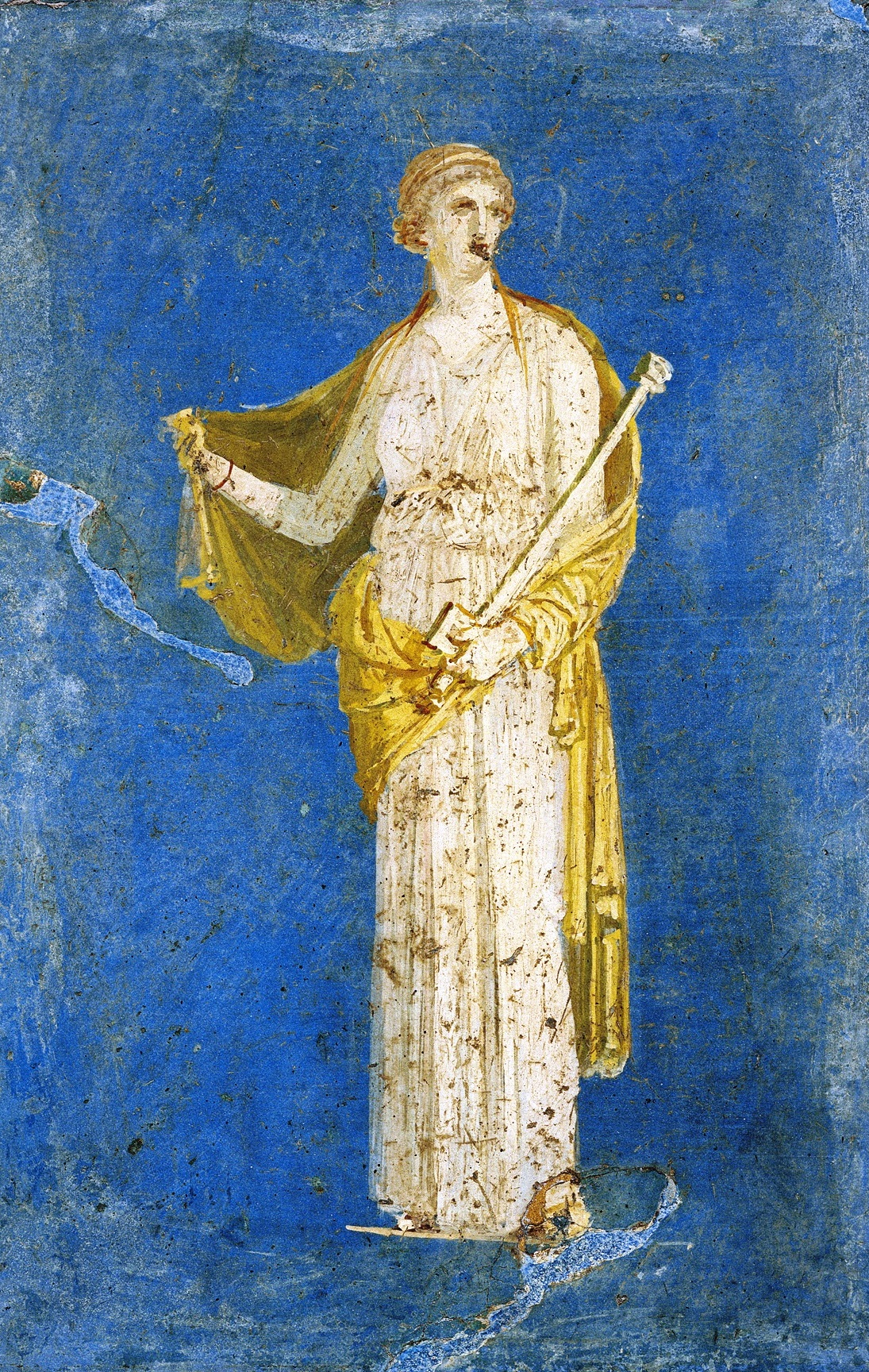
Medea auf einem römischen Wandgemälde des 1. Jahrhunderts aus Stabiae im Archäologischen Nationalmuseum, Neapel

In die römische Tragödie führte Quintus Ennius († 169 v. Chr.) die Gestalt der Medea ein. Er verfasste zwei ihrem Schicksal gewidmete Dramen: Medea exul („Medea in der Fremde“), eine lateinische Bearbeitung von Euripides’ Medeia, und Medea, eine Darstellung der Rolle der Kolcherin als Königin von Athen, wohl nach dem Vorbild von Euripides’ Aigeus. Cicero meinte, Ennius habe nur das Werk des Euripides übersetzt. Ennius’ jüngerer Zeitgenosse Marcus Pacuvius behandelte in seiner Tragödie Medus das Schicksal Medeas und ihres Sohnes Medus nach der Verbannung aus Athen. Sie kehrt nach Kolchis zurück, wo sie Medus nach einer Trennung wiederfindet und sich mit ihrem Vater Aietes aussöhnt. Lucius Accius verfasste im 2. Jahrhundert v. Chr. eine Tragödie Medea sive Argonautae („Medea oder Die Argonauten“); sein Stück thematisierte die Flucht der Argonauten und die Auseinandersetzung Iasons und Medeas mit Apsyrtos. Zu den weiteren römischen Dichtern, die den Medea-Stoff aufgriffen, zählte neben Ovid und Seneca auch Lukan, dessen Tragödie Medea unvollendet blieb. Außer Senecas Tragödie ist keines der lateinischen Dramen erhalten geblieben. Erhalten ist allerdings die wohl aus dem späten 2. Jahrhundert stammende Medea des Hosidius Geta, bei der es sich um einen Vergil-Cento handelt, ein aus Versteilen Vergils zusammengesetztes „Flickgedicht“ in tragischer Form.
Das erste römische Argonautenepos schuf nach der Mitte des 1. Jahrhunderts v. Chr. Varro Atacinus. Dieses bis auf kurze Fragmente verlorene Werk war mehr als eine Übersetzung von Apollonios’ Epos ins Lateinische; es fand als beachtliche dichterische Leistung Wertschätzung.
Hygin, ein Mythograph der römischen Kaiserzeit, dessen Identität unklar ist, bot in seinen Genealogiae eine Übersicht über den Stoff. Seine Version weicht in manchen Einzelheiten von den gängigen Darstellungen ab. Bei Hygin ist König Aegeus (Aigeus) der Vater von Medeas Sohn Medus. Medea wird bei ihrer Verbannung aus Athen von ihrem Sohn getrennt, doch Medus macht sich auf die Suche nach ihr. Beide gelangen nach Kolchis und geben sich eine falsche Identität, um von dem dort regierenden König Perses, einem Bruder des Aietes, nicht erkannt zu werden. Medea gibt sich als Priesterin der Diana aus. Medus, der in die Gefangenschaft des Perses geraten ist, wird von Medea befreit. Er tötet Perses und bemächtigt sich der Herrschaft.
In einer Variante dieser Version des Mythos, die der Geschichtsschreiber Pompeius Trogus in seinem nur auszugsweise erhaltenen Werk Historiae Philippicae mitteilte, kommt es zwischen Iason und Medea zu einer Versöhnung. Das Paar kehrt gemeinsam nach Kolchis zurück, Iason setzt dort den zwischenzeitlich entmachteten König Aeetes (Aietes), seinen Schwiegervater, wieder in die Herrschaft ein. Später gründet Medeas Sohn Medus die Stadt Media, die er nach seiner Mutter benennt, und das nach ihm benannte Mederreich.

### Ikonographie

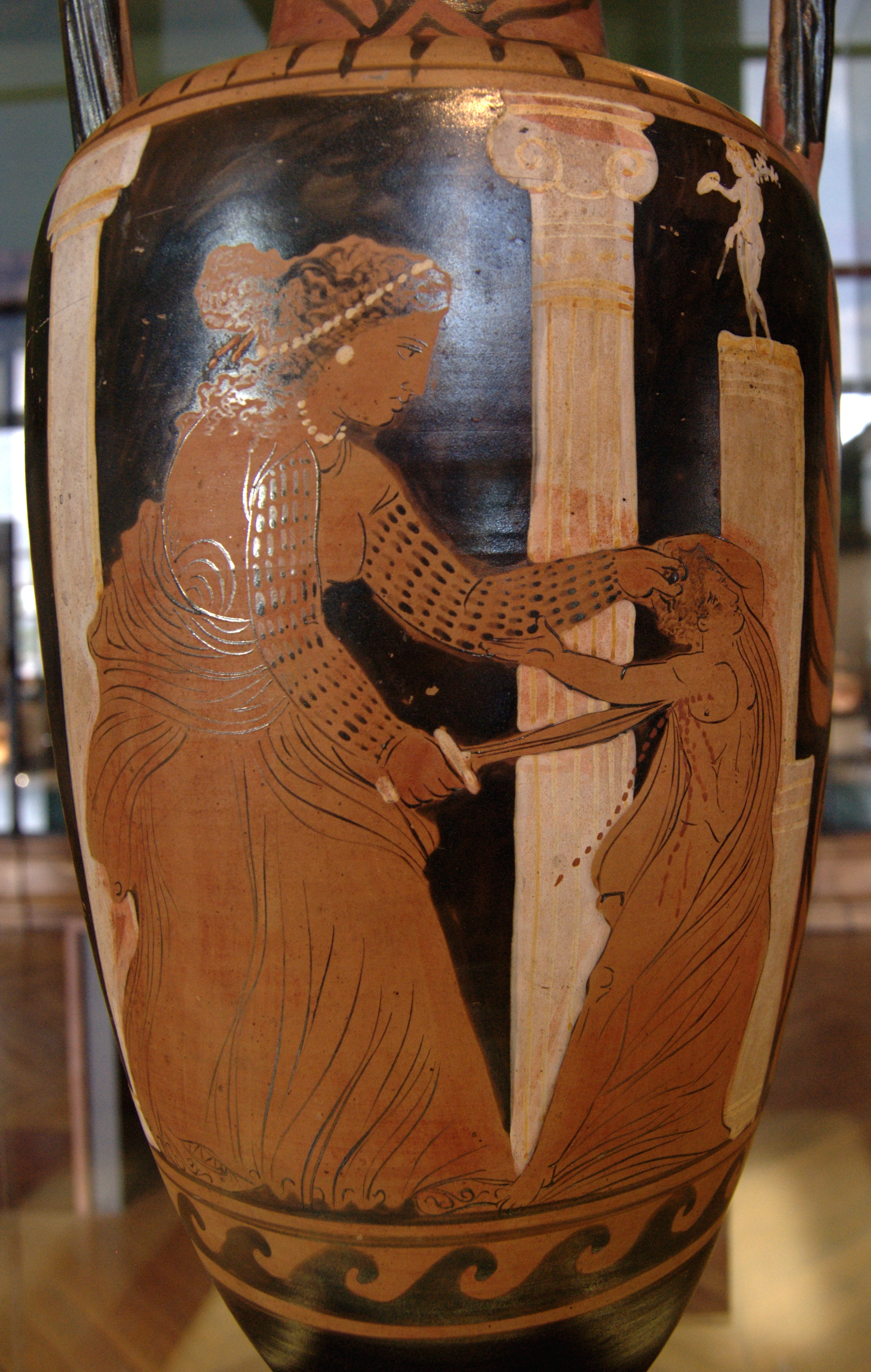
Medea tötet einen ihrer Söhne. Kampanisch-rotfigurige Strickhenkelamphore des Ixion-Malers aus dem 4. Jahrhundert v. Chr.; gefunden in Cumae, heute im Louvre, Paris

Szenen aus der Medea-Sage wurden von griechischen und römischen Künstlern unter anderem auf Vasen, Wandgemälden, Gemmen, Sarkophagen („Medeasarkophage“), Urnen und Spiegeln dargestellt. Auch rundplastische Steindenkmäler und Terrakotta-Figuren sind erhalten. Die Sonderstellung und daraus folgende Isolation Medeas unter den Menschen kommt ebenso wie in den literarischen Werken auch in der Bildkunst zum Ausdruck. Distanz – auch zu ihren Kindern – ist spürbar. Auf manchen Abbildungen trägt sie eine phrygische Mütze, wodurch sie als Barbarin gekennzeichnet ist; in orientalischer Tracht erscheint sie erst nach der Aufführung der Tragödie des Euripides, offenbar unter deren Einfluss. Oft hält sie ein Kästchen, das ihre Zaubermittel enthält.
Die frühen Darstellungen aus der Zeit vor Euripides haben oft den Verjüngungszauber und die Peliassage zum Gegenstand. Die ältesten stammen aus Etrurien, wo offenbar besonderes Interesse an dem mythischen Stoff bestand: eine um 660/640 v. Chr. datierte Amphore, die Medea mit einer dreiköpfigen Schlange – offenbar dem Drachen in Kolchis – zeigt, und ein gegen 630 v. Chr. entstandener Bucchero mit Relief- und Ritzverzierung aus einem Grab in Cerveteri. Der Bucchero, auf dem der Name der Kolcherin in der Form Metaia eingeritzt ist, zeigt sie mit einem Zauberkessel, dem ein offenbar von ihr verjüngter nackter junger Mann entsteigt. Schwarzfigurige attische Vasen des 6. Jahrhunderts v. Chr. zeigen die Zauberin mit zwei Schlangen. Auf der nur durch literarische Bezeugung bekannten „Kypseloslade“, einem korinthischen Weihegeschenk im Heraion von Olympia aus der ersten Hälfte des 6. Jahrhunderts v. Chr., war Medea auf einem Thron zwischen Iason und Aphrodite abgebildet; die Inschrift besagte, Iason habe Medea nach dem Willen Aphrodites zur Frau genommen. Die Lade war ein mit Gold und Elfenbein geschmückter Kasten aus Zedernholz, der zahlreiche Figuren im Relief zeigte. Auf spätarchaischen Vasenbildern ist Medea mit den Töchtern des Pelias, teils auch mit Pelias selbst am Zauberkessel zu sehen. Auch in der klassischen Vasenmalerei blieb die Vorbereitung des Mordes am greisen Pelias ein verbreitetes Motiv. Ab der zweiten Hälfte des 5. Jahrhunderts war auch Medeas Rolle in Athen ein Sujet der Maler.

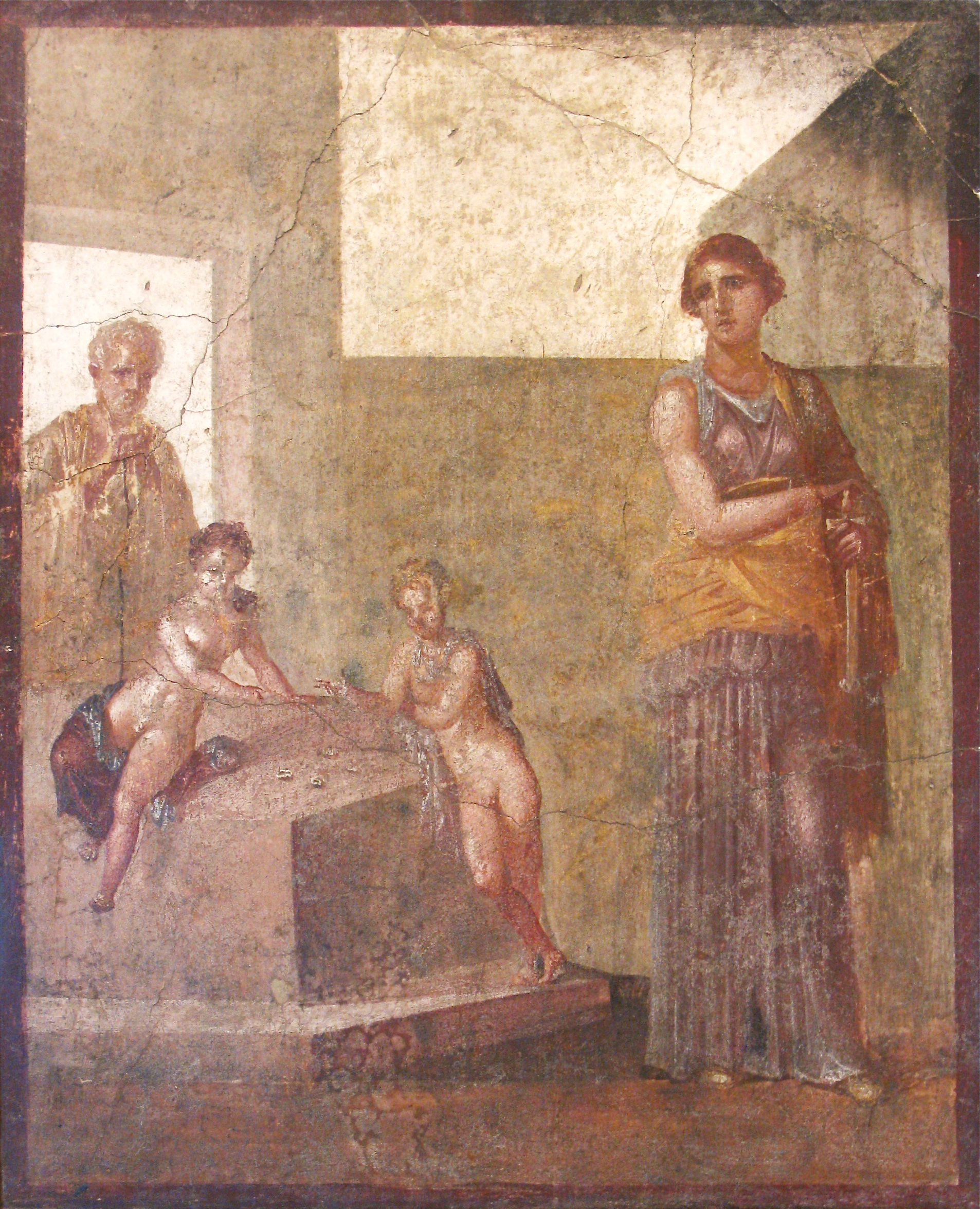
Medea vor dem Kindermord. Wandgemälde (Fresko) des 1. Jahrhunderts aus Pompeii im Archäologischen Nationalmuseum Neapel

Besonders beliebte Motive der italischen – nicht aber der griechischen – bildenden Kunst waren die Szene vor dem Kindermord, die Mordtat selbst und die anschließende Flucht mit dem Drachenwagen. Nicht oder nur in Nachbildungen erhalten ist ein berühmtes Gemälde des Timomachos von Byzanz, das Medea im Widerstreit ihrer Gefühle vor der Tötung der Kinder zeigte. Dieses Bild wurde von Caesar erworben. Wandbilder aus Pompeii und Herculaneum bieten Darstellungen dieser Szene, die vermutlich zumindest teilweise von dem Gemälde des Timomachos beeinflusst sind. Auf einem von ihnen ist Medea mit den Kindern und deren Erzieher zu sehen; sie hält ein Schwert in der linken Hand, ihr nachdenklicher Ausdruck lässt ihr Zögern erkennen. Die übrigen Figuren sehen die Waffe nicht, sie ahnen noch nichts. Eindrücklich ist der Kontrast zwischen dem bevorstehenden Unheil und der Unbefangenheit der am Hausaltar spielenden Kinder. Auf einem berühmten Gemäldeausschnitt aus Herculaneum steht Medea vor der Tat mit ineinander verschränkten Händen und düsterem Blick innerlich zerrissen da.
Ein Krater des späten 4. Jahrhunderts v. Chr. aus Apulien zeigt Medea mit den Kindern und deren Erzieher in Eleusis. Es handelt sich offenbar um eine Szene aus einer nicht literarisch überlieferten Version des Mythos.

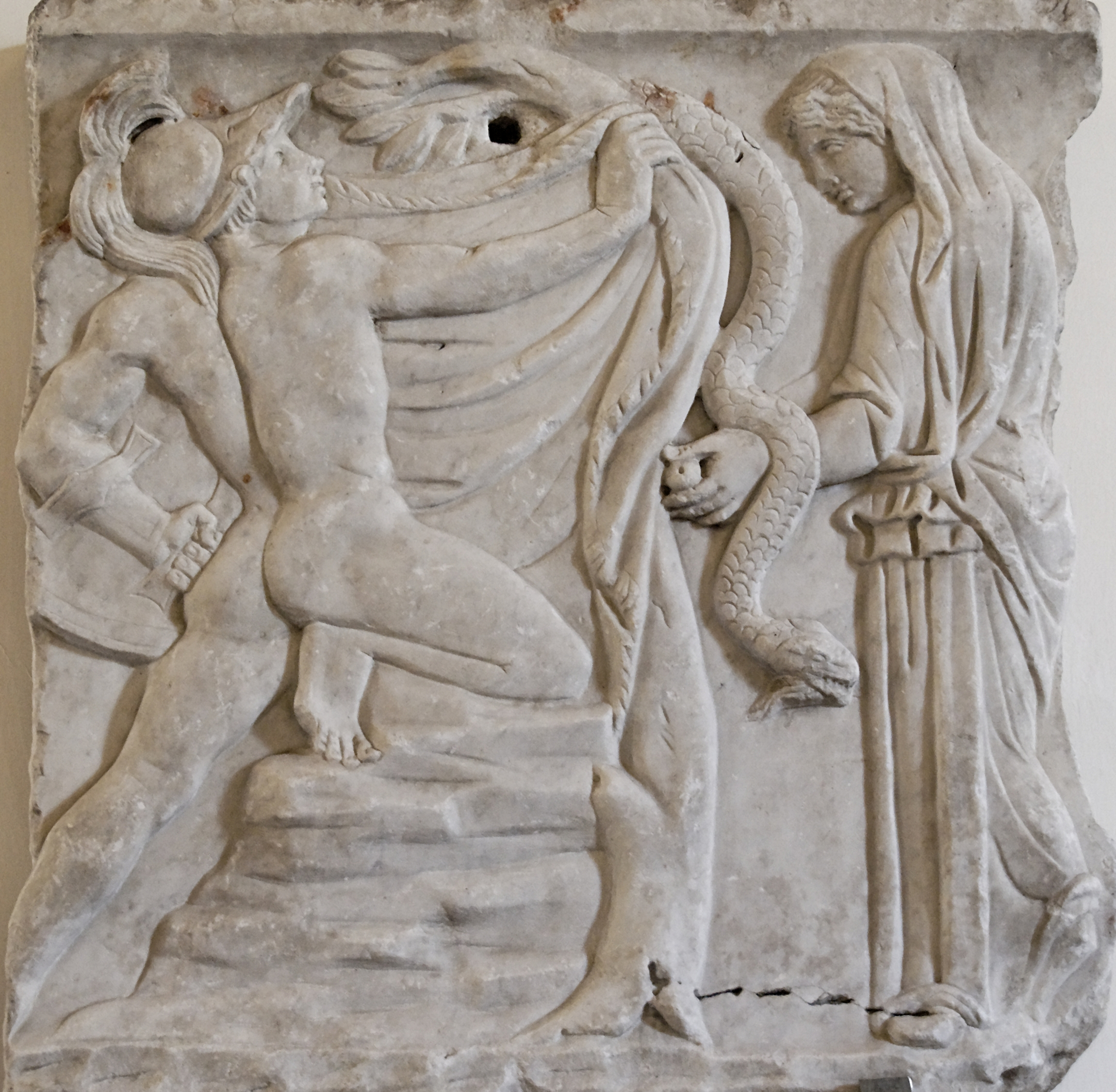
Medea mit Iason, der das Vlies ergreift, auf einem Sarkophag des 2. Jahrhunderts, Palazzo Altemps, Rom

Griechische Maler in Italien und später auch römische Künstler stellten die Gewinnung des Vlieses dar. Dabei schläfert Medea den als Schlange gemalten Drachen ein. Auf römischen Sarkophagen, zu denen der „Basler Medeia-Sarkophag“ zählt, wurde im 2. Jahrhundert der Ablauf der Tragödie des Euripides in einer festen Szenenfolge von Reliefbildern gestaltet.

## Mittelalter und Frührenaissance
Dem Mittelalter wurde der Medea-Stoff vor allem durch Ovid vermittelt. Oft wurde die Argonautensage mit den Sagen vom Trojanischen Krieg vermischt. Autoren, die das Ideal der höfischen Liebe (Minne, fin’ amor) vertraten, schätzten gemäß ihrer Wertordnung die Hingabe und Treue Medeas.
Der erste französischsprachige Autor, der die Erzählung vom Raub des Goldenen Vlieses in eine Darstellung des Trojanischen Krieges einbaute, war Benoît de Sainte-Maure. In seinem um 1165 in altfranzösischen Versen abgefassten Trojaroman behandelte er auch Medeas Rolle auf der Argonautenfahrt, wobei er den Mord an Apsyrtos verschwieg. Seine Medea hat keine Geschwister. Sie ist die kluge und treue Helferin Iasons, ihre Liebe ist fin’ amor. Aus einem Liebesverhältnis dieser Art ergibt sich für die beiden Beteiligten das Erfordernis absoluter Treue. Auf Benoîts Werk fußten eine Reihe von späteren Bearbeitungen des Medea-Stoffs, darunter das Liet von Troye Herborts von Fritzlar.
Im 13. Jahrhundert schilderte Konrad von Würzburg in seinem umfangreichen Versroman Trojanerkrieg auch die Argonautenhandlung. Die Geschichte von Iason und Medea erzählte er ausführlich, wobei er auch die Vorgänge in Korinth einbezog. Er verurteilte Iasons Undankbarkeit und Treulosigkeit, ließ ihn und Kreusa der Rache Medeas zum Opfer fallen und überging den Kindermord. Seine Medea ist keine dämonische Barbarin, sondern eine gebildete höfische Dame, die mit Iason durch eine breit geschilderte gegenseitige Minneleidenschaft verbunden ist und ihn mit Billigung ihres Vaters heiratet. Solange ihr Mann ihr treu bleibt, ist sie eine vorbildlich treue Ehefrau. Ihr Vorgehen gegen Pelias und Iason erscheint als verständliche Rache. Im Gegensatz zu der in höfischer Literatur üblichen Rollenverteilung der Geschlechter ergreift Medea in kritischen Situationen die Initiative.

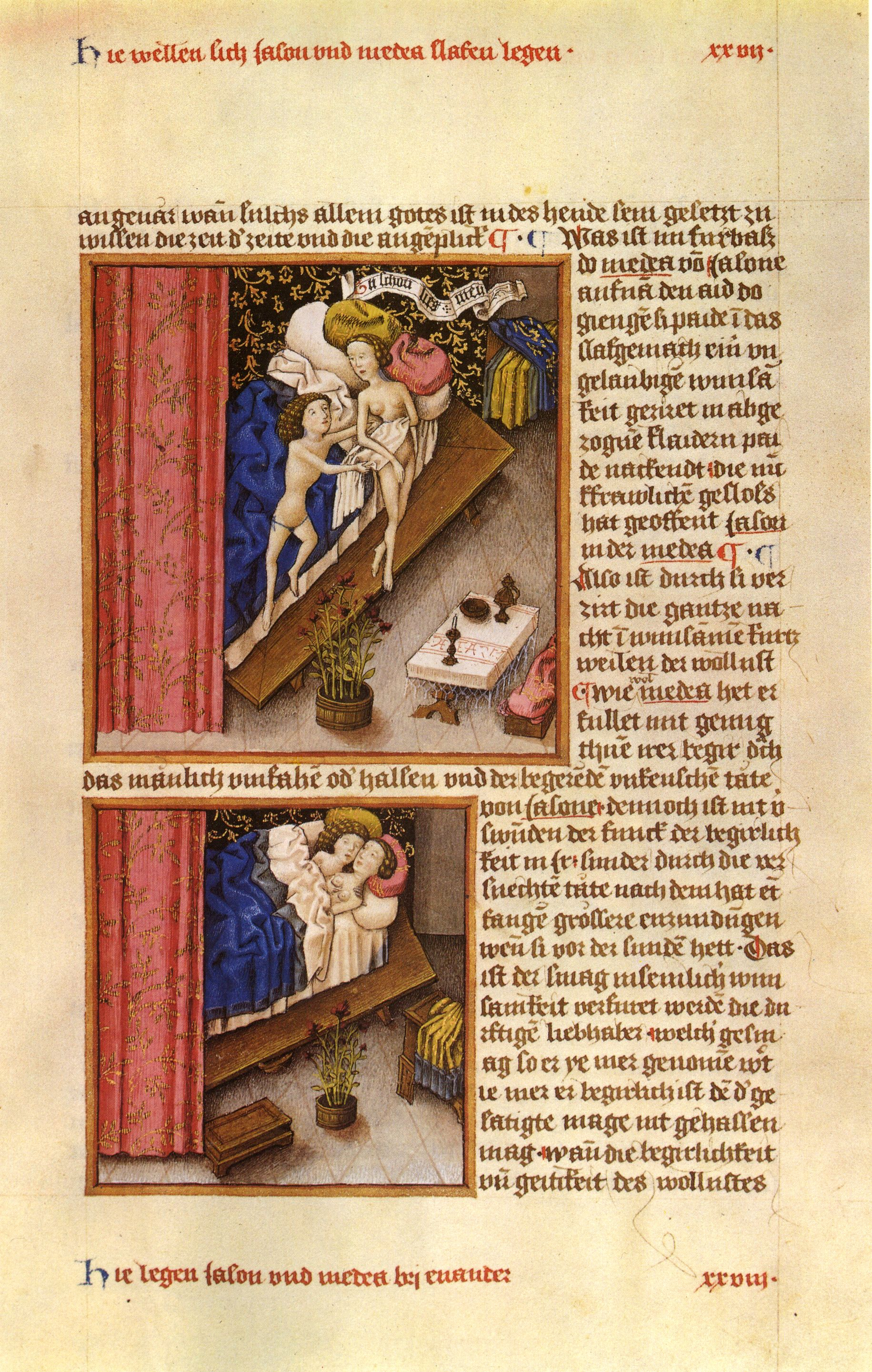
Iason und Medea. Buchmalerei in einer Handschrift der Historia destructionis Troiae des Guido de Columnis in deutscher Übersetzung. Wien, Österreichische Nationalbibliothek, Codex 2773, fol. 18r (15. Jahrhundert)

Ein Zeitgenosse Konrads, Guido de Columnis, beendete 1287 seine lateinische Prosabearbeitung des Werks von Benoît de Sainte-Maure, die Historia destructionis Troiae („Geschichte der Zerstörung Trojas“), die weite Verbreitung fand. Der frauenfeindliche Guido präsentierte Medea als Verkörperung der als typisch weiblich geltenden Laster.
Im Rosenroman, einem außerordentlich einflussreichen altfranzösischen Versroman des späten 13. Jahrhunderts, führte Jean de Meung Medea unter den Frauen an, die töricht gehandelt hätten, indem sie sich auf leere Versprechungen und Treueschwüre unzuverlässiger Männer verließen. Frauen sollten daraus nach der Meinung dieses Dichters klugerweise die Lehre ziehen, sich nicht auf solche Art zu binden und aufzuopfern.
Im 14. Jahrhundert bot Pierre Bersuire im 15. Buch seines Reductorium morale, dem Ovidius moralizatus, eine christliche Interpretation von Ovids Metamorphosen. Er präsentierte unterschiedliche Deutungen der Gestalt Medeas. Positiv gesehen symbolisiert sie bei ihm unter anderem als Helferin Iasons die Jungfrau Maria oder auch die Weisheit, die zur Überwindung des Teufels – des Drachen – verhilft. Negativ gesehen steht sie unter anderem für die sündige Seele oder auch für den Teufel.
In der britischen mittellateinischen Literatur wurde Medea sehr negativ dargestellt; für Walter Map und Galfredus de Vino Salvo war sie ein Muster der Verworfenheit. Einen anderen Eindruck vermittelte Geoffrey Chaucer in seinem um 1385 entstandenen mittelenglischen Werk Legend of Good Women, einer Sammlung von Versnovellen über tragische Schicksale berühmter Frauen. Er betonte die Schuld des Verführers Iason am Unglück der Frauen, die sich auf ihn einließen, und überging Taten Medeas, die beim Publikum Entsetzen erregen könnten. Mit welcher Absicht Chaucer Medea unter die „guten“ Frauen einreihte, ist in der Forschung umstritten. Chaucers Freund John Gower behandelte den Medea-Stoff in seiner mittelenglischen Dichtung Confessio amantis. Auch für ihn war Iasons Treulosigkeit der Hauptaspekt. Er verschwieg die Morde an Apsyrtos und Pelias, nicht aber die an Kreusa und den Kindern, für die seine Leser in Anbetracht der Gefühlslage der verstoßenen Gattin nach Iasons Eidbruch ein gewisses Verständnis aufbringen konnten. Gower schätzte Medeas Liebe und Treue so sehr, dass er sie am Ende trotz der Mordtaten in den Himmel versetzte.
Ein sehr ungünstiges Bild von Medea zeichnete Giovanni Boccaccio in seiner 1361/1362 verfassten Biographiensammlung De claris mulieribus („Über berühmte Frauen“), in der er neben historischen auch literarische Gestalten vorstellte. Für ihn war sie das schrecklichste Beispiel von Verrat in der Antike. Die schöne, in der Zauberkunst unübertroffene Prinzessin habe, als es in Kolchis zu Unruhen kam, einen Krieg gegen ihren königlichen Vater ausgelöst. Sie habe Iason zuliebe den Untergang des Aietes verschuldet und seinen Königsschatz gestohlen. So sei ein mächtiger König durch eine Verliebtheit zugrunde gerichtet worden. Dann sei sie mit Iason geflohen und zur Mörderin geworden. All dies sei geschehen, weil sie schamlos gewesen sei. Solche Schamlosigkeit entstehe, wenn man seine Augen nicht unter Kontrolle habe und daher einer hemmungslosen erotischen Begierde zum Opfer falle. Daraus könne man lernen, dass dem Urteil der Augen nicht zu trauen sei.
Christine de Pizan befasste sich mit Medeas Schicksal in ihrer 1404/1405 entstandenen Schrift Le livre de la cité des dames, in der sie sich gegen das Gedankengut der damals einflussreichen frauenfeindlichen Literatur wandte. Dabei hob sie das umfassende Wissen der Kolcherin und ihre Loyalität zu ihrem Mann hervor und nutzte dieses Beispiel als Argument gegen den Vorwurf einer generellen Unbeständigkeit der Frauen. Um 1460 verfasste Raoul Lefèvre eine Histoire de Jason, in der er eine Ehrenrettung Iasons unternahm; dieser sei dem Zauber Medeas erlegen, und Medea sei ihrerseits ihrem Gatten erotisch verfallen. Durch die Heirat mit der korinthischen Königstochter habe sich Iason von seiner erotischen Hörigkeit befreien wollen.

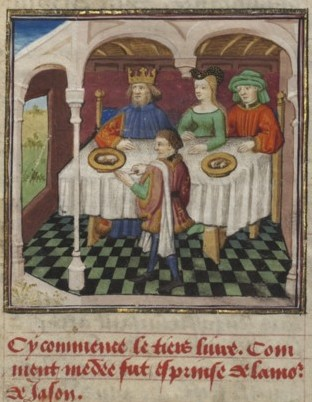
Medea mit Iason und Aietes. Buchmalerei des 15. Jahrhunderts in der Handschrift Paris, Bibliothèque nationale de France, Français 22553, fol. 7r

In der spätmittelalterlichen Buchmalerei wurde Medea gewöhnlich idealisiert. Die Maler präsentierten sie als begehrenswerte, vornehme höfische Dame; Negatives wurde meist ausgeblendet. Zu den gemalten Szenen gehörte auch die Hochzeitsnacht. Mitunter wurde aber auch der Kindermord abgebildet, und in Illustrationen zu Boccaccios und Lefèvres Werken wurden Mordtaten Medeas realistisch dargestellt.

## Frühe Neuzeit

### Belletristik
In der Frühen Neuzeit war das Medea-Bild primär vom Einfluss der Tragödien des Euripides und Senecas geprägt. An diese knüpften die neuen dramatischen Bearbeitungen des Stoffs an. Die dramatische Rezeption setzte zuerst in Frankreich und Italien ein. Aufführungen antiker Tragödien waren abgesehen vom Schultheater unüblich; auf die Bühne kam der Stoff durch Aufführungen neuzeitlicher Dramen sowie durch Oper und Ballett.

#### Pierre Corneille
Der berühmte französische Dramatiker Pierre Corneille folgte in seiner 1635 uraufgeführten Médée, einem Jugendwerk, teils dem Handlungsablauf bei Euripides, teils dem Vorbild der Tragödie Senecas. Großen Wert legte er auf die Plausibilität. Daher wich er streckenweise erheblich von der Darstellung bei Euripides ab, denn einzelne Verknüpfungen in dem antiken Werk kamen ihm unstimmig vor. Seine Überlegungen hierzu legte er später in einer Erläuterung, dem examen, dar. Wie im antiken Theater üblich spielt sich auch in Corneilles Fünfakter alles an einem einzigen Tag ab (Einheit der Zeit). Es ist der Tag des Kindermords. Die antike Einheit des Orts ist aber nicht gewahrt, sondern die Schauplätze wechseln.
Bei Corneille bittet nicht Medea Kreon um Aufschub, sondern er bietet ihr diesen spontan an, um die Härte seines Verbannungsurteils ein wenig abzumildern. Jasons Verhalten wirkt nicht so verantwortungslos wie bei Euripides, sondern er trägt wie bei Seneca eine nachvollziehbare Begründung vor. Er ist zwar in Kreusa verliebt, doch ist dies für ihn nicht das wichtigste Motiv. Vielmehr geht es ihm vor allem um das Überleben seiner Kinder, die Kreon als sein Schwiegervater vor seinen erbitterten Feinden schützen soll. Er rettet sogar Medea, indem er Kreon von dem Vorhaben abbringt, sie dem Sohn des Pelias auszuliefern. Allerdings ist er zu tiefer Liebe nicht fähig, sondern bekennt seinem Freund Pollux, dass er Frauen nur ausnutzt, um seine Ziele zu erreichen.
Eine stark erweiterte Rolle weist Corneille dem König Aigeus zu. Die Begegnung des Königs von Athen mit Medea ist nicht wie bei Euripides zufällig, sondern hat eine für die gesamte Konstellation wichtige Vorgeschichte. Der gealterte Aigeus hat sich heftig in Kreusa verliebt und will sie als Ehefrau gewinnen. Er tritt also als Konkurrent Jasons auf, wobei er seinen Rivalen als Mörder darstellt. Die korinthische Prinzessin lehnt aber seinen Antrag ab, nicht nur weil sie Jason liebt, sondern auch weil sie in ihrer Heimat bleiben will. Aigeus ist durch die Abweisung tief gekränkt. Er versucht Kreusa gewaltsam zu entführen, was ihm beinahe gelingt, denn seine Schiffe liegen im Hafen. Jasons mutiges Eingreifen vereitelt jedoch den Handstreich. Aigeus gerät in Gefangenschaft, wird aber durch die Zauberkunst Medeas befreit. Damit erwirbt sich Medea einen Anspruch auf seine Dankbarkeit, er verspricht ihr die Heirat.
Im Gegensatz zur antiken Überlieferung wird bei Corneille das verhängnisvolle Gewand nicht von Medea der Rivalin als Geschenk angeboten, sondern von dieser gefordert. Mit ihrer Gier nach dem Gewand bereitet sich die Königstochter selbst den Untergang. Nach dem Tod Kreons und Kreusas ist Jason so verzweifelt, dass er seine Kinder umbringen will, weil sie das tödliche Gewand überbracht haben, doch kommt ihm Medea mit dem Kindermord zuvor, worauf er sich den Tod gibt.
Corneille äußerte zu seinem Stück, er habe darin den „Triumph des Lasters“ auf die Bühne gebracht, da Medea am Schluss wie bei Euripides ungestraft entweicht. Seine Medea ist eine äußerst finstere Gestalt. Das Drama erzielte eine beträchtliche Nachwirkung, stieß aber auch auf Kritik, insbesondere bei Voltaire, der es für misslungen hielt. Gerügt wurde ein Mangel an Stimmigkeit in der Charakterzeichnung und an Glaubhaftigkeit des Handlungsablaufs. Die Kritik entzündete sich also gerade an dem Aspekt der Plausibilität (vraisemblence, „Wahrscheinlichkeit“), auf den Corneille besonderen Wert gelegt hatte.

#### Sonstige Bearbeitungen

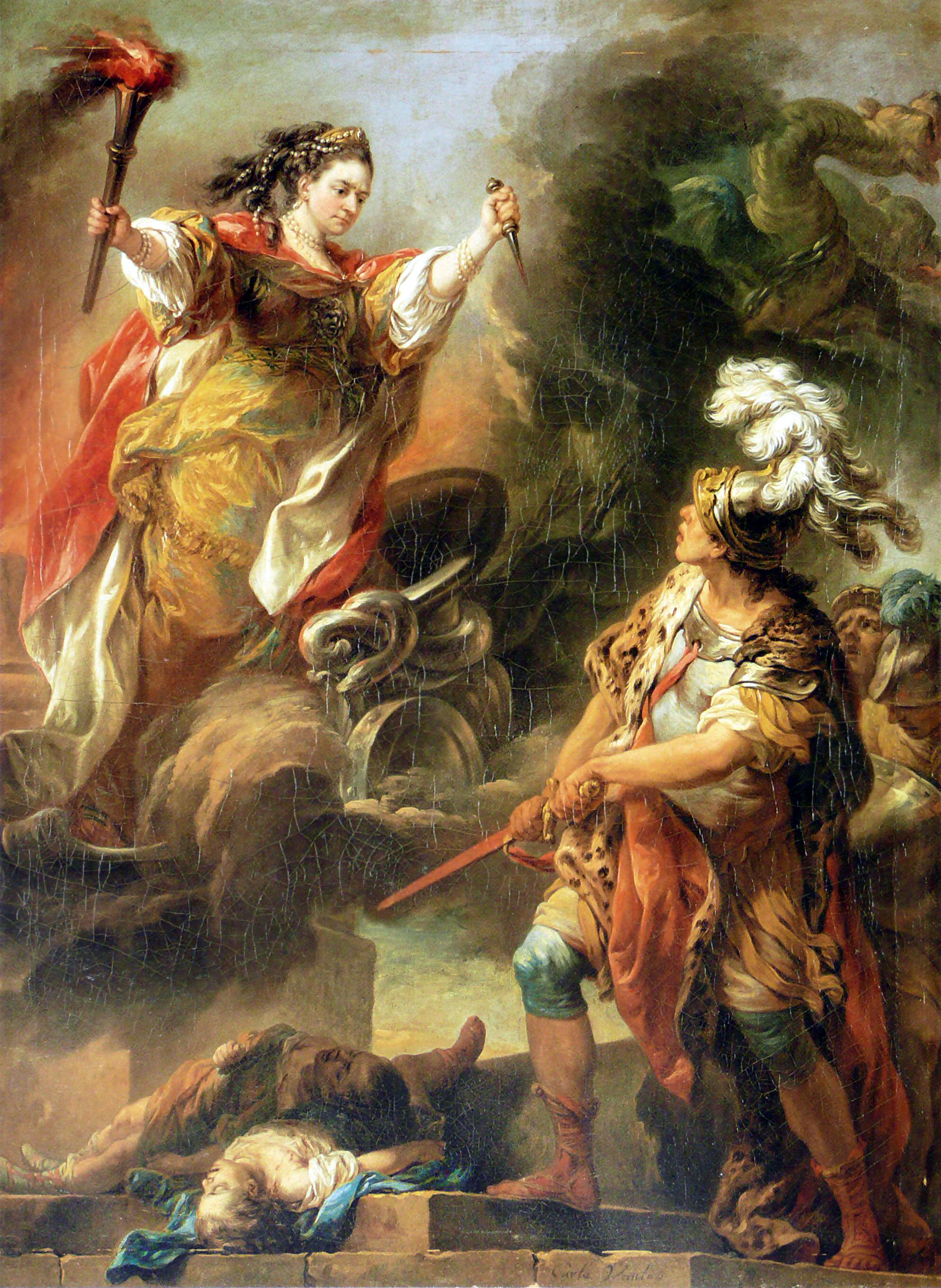
Die Schauspielerin Claire Clairon als Medea in der Tragödie Médée von Longepierre, gemalt von Carle van Loo, 1759

Wohl im Jahr 1553 schuf Jean Bastier de La Péruse die an die Dramen des Euripides und Senecas angelehnte fünfaktige Tragödie La Médée in gereimten Alexandrinern. Der Humanist Lodovico Dolce veröffentlichte 1557 eine italienische Bearbeitung der Tragödie des Euripides.
Pedro Calderón de la Barca schrieb das mythologische Festspiel Los tres mayores prodigios („Die drei größten Wunder“), das 1636 uraufgeführt wurde. Im ersten der drei Akte geht es um das erste Wunder, Jasons erfolgreiche Suche nach dem Vlies und seine Flucht mit Medea. Francisco de Rojas Zorrilla veröffentlichte 1645 sein Stück Los encantos de Medea („Medeas Zauber“). Seine Medea zögert beim Kindermord nicht, was den Eindruck der Unmenschlichkeit verstärkt.
Der Amsterdamer Theaterdirektor Jan Vos schrieb das Trauerspiel Medea in niederländischer Sprache; es wurde 1665 uraufgeführt und erzielte einen großen Publikumserfolg.

Mary Ann Yates als Medea in Richard Glovers Tragödie

Hilaire Bernard de Requeleyne, Baron von Longepierre verfasste die 1694 uraufgeführte Tragödie Médée. Ihr Bühnenerfolg war nachhaltig; zur Zeit Voltaires, der sie für sehr mittelmäßig hielt, war sie die einzige Bearbeitung des Stoffs, die in Paris aufgeführt wurde. Für Longepierre war Corneilles Drama zu rational konstruiert und nicht im Einklang mit der sensibilité, dem untrüglichen Urteil des Herzens. Seine eigene Tragödie entsprach den Erwartungen des beginnenden Zeitalters der Empfindsamkeit. Hier ist Jason von echter Liebe zu Kreusa überwältigt worden, daher missachtet er alle Warnungen vor Medeas Rache. Wie bei Euripides verkennt er Medeas Natur völlig, er hält sie für gutherzig und glaubt an ihre außerordentliche Zärtlichkeit (tendresse extrême), daher kann sie ihn mühelos täuschen. Trotz ihrer Wildheit verfügt Medea bei Longepierre über eine bessere äußerliche Selbstbeherrschung als in den früheren Tragödien.
Das erste englische Medea-Drama, Charles Johnsons 1730 uraufgeführte Tragedy of Medæa, war ein Misserfolg, da es nicht dem Zeitgeschmack entsprach. Anklang fand hingegen die 1761 veröffentlichte, 1767 uraufgeführte Tragödie Medea von Richard Glover. Glover wandelte den überlieferten Stoff beträchtlich ab. Bei ihm war nicht der weiche, schwankende Jason, sondern der tyrannische Kreon der eigentliche Gegenspieler der positiv gezeichneten Medea. Glover ließ Medea den Kindermord in einem Wahnsinnsanfall begehen, um die Tat dem Publikum begreiflich zu machen. Nach antikem Vorbild setzte er einen Chor ein. Die Leistung der berühmten Schauspielerin Mary Ann Yates in der Hauptrolle trug wesentlich zum Erfolg bei.
Julius Graf von Soden schuf die Blankverstragödie Medea in fünf Akten, die sich um die Verwicklungen einer Dreiecksbeziehung von Jason, Medea und Kreusa dreht. Friedrich Maximilian Klinger schrieb zwei Medea-Dramen in Prosa: Medea in Korinth (1787 veröffentlicht) und Medea auf dem Kaukasos (1791 veröffentlicht). In dem ersten Stück ist Medea eine dämonische und zugleich heroische, innerlich einsame Gestalt, weit entfernt vom normalen menschlichen Dasein. Daher ist ihre Distanz nicht nur zu ihrem Gatten, sondern auch zu ihren Kindern groß. Jason erträgt seine Abhängigkeit und Unterlegenheit nicht, und sogar die Kinder wenden sich der sanften Kreusa zu, die eine Alternative zu Medeas erschreckendem Wesen bietet. Mit dem Kindermord kehrt die Halbgöttin Medea in die Welt jenseits des Menschlichen, aus der sie stammt, zurück. In Klingers zweitem Drama ist Medea nach ihrer Flucht aus Korinth auch äußerlich einsam und wird von Reue geplagt. Vergeblich versucht sie die kaukasischen Barbaren, unter denen sie nun lebt, von den dort üblichen Menschenopfern abzubringen. Schließlich fügt sie sich selbst den Tod zu.

### Bildende Kunst

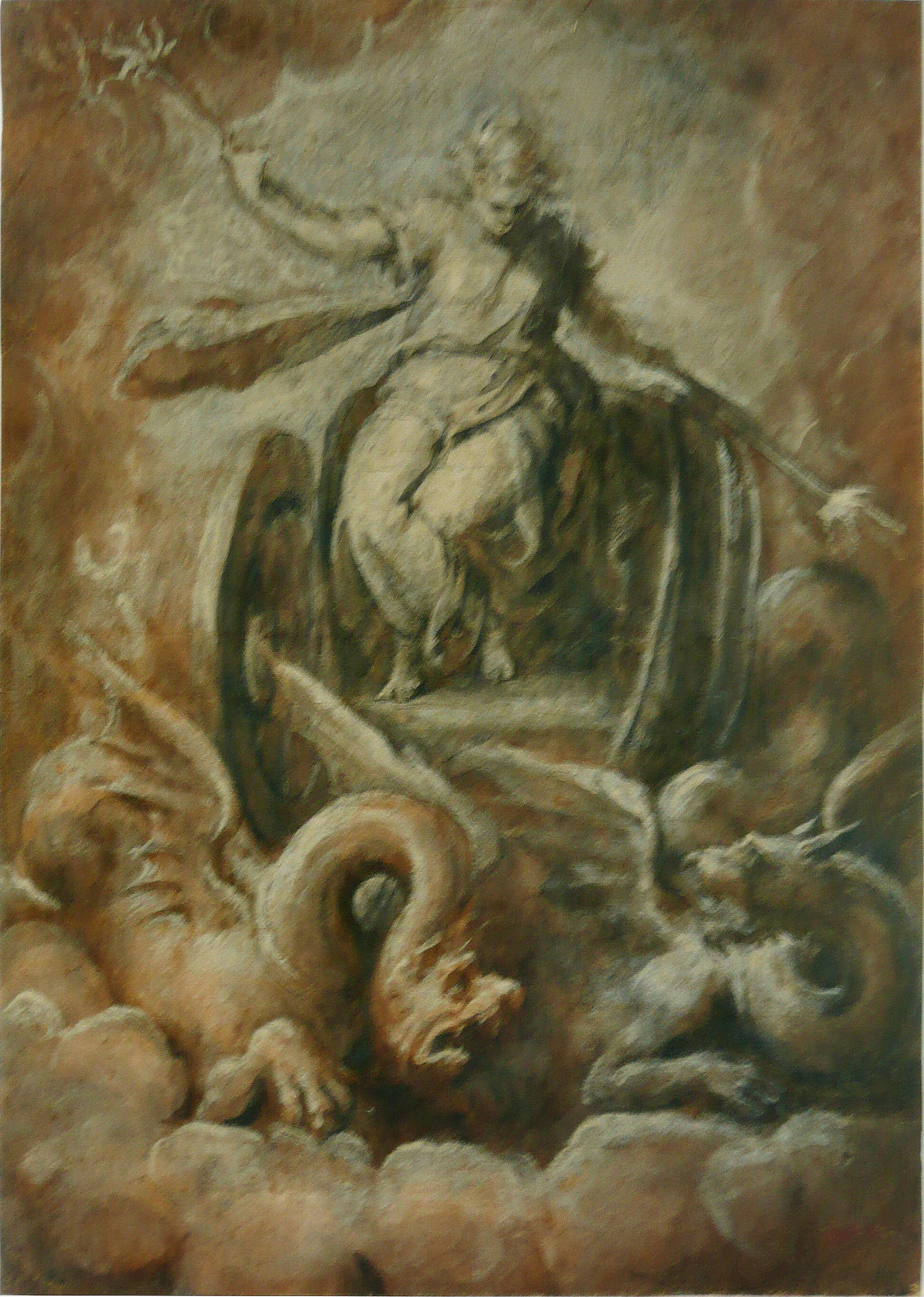
Medea auf dem Drachenwagen, gezeichnet von Andrea Schiavone

Von Andrea Schiavone stammt eine Zeichnung Medeas auf dem Drachenwagen. Girolamo Macchietti schuf um 1572 ein Gemälde, das die Verjüngung Aisons durch Medeas Zauberkunst zeigt. 1583–1584 malten Annibale Carracci und Lodovico Carracci im Palazzo Ghisilardi Fava in Bologna Fresken mit Szenen aus dem Mythos, darunter die Begegnung Medeas mit Jason, die Überlistung der Peliaden und die Verjüngung Aisons. Peter Paul Rubens zeichnete Medeas Flucht auf dem Drachenwagen. Nicolas Poussin fertigte zwei Federzeichnungen des Kindermordes an. Charles-Antoine Coypel stellte 1715 den Triumph der auf dem Drachenwagen unangreifbaren Medea über den wütenden Jason im Pastellgemälde Jason et Médée dar. 1746 vollendete Jean-François de Troy den Bilderzyklus Histoire de Jason, der verschiedene Szenen mit Medea enthält. Edme Bouchardon zeichnete die Täuschung der Töchter des Pelias.

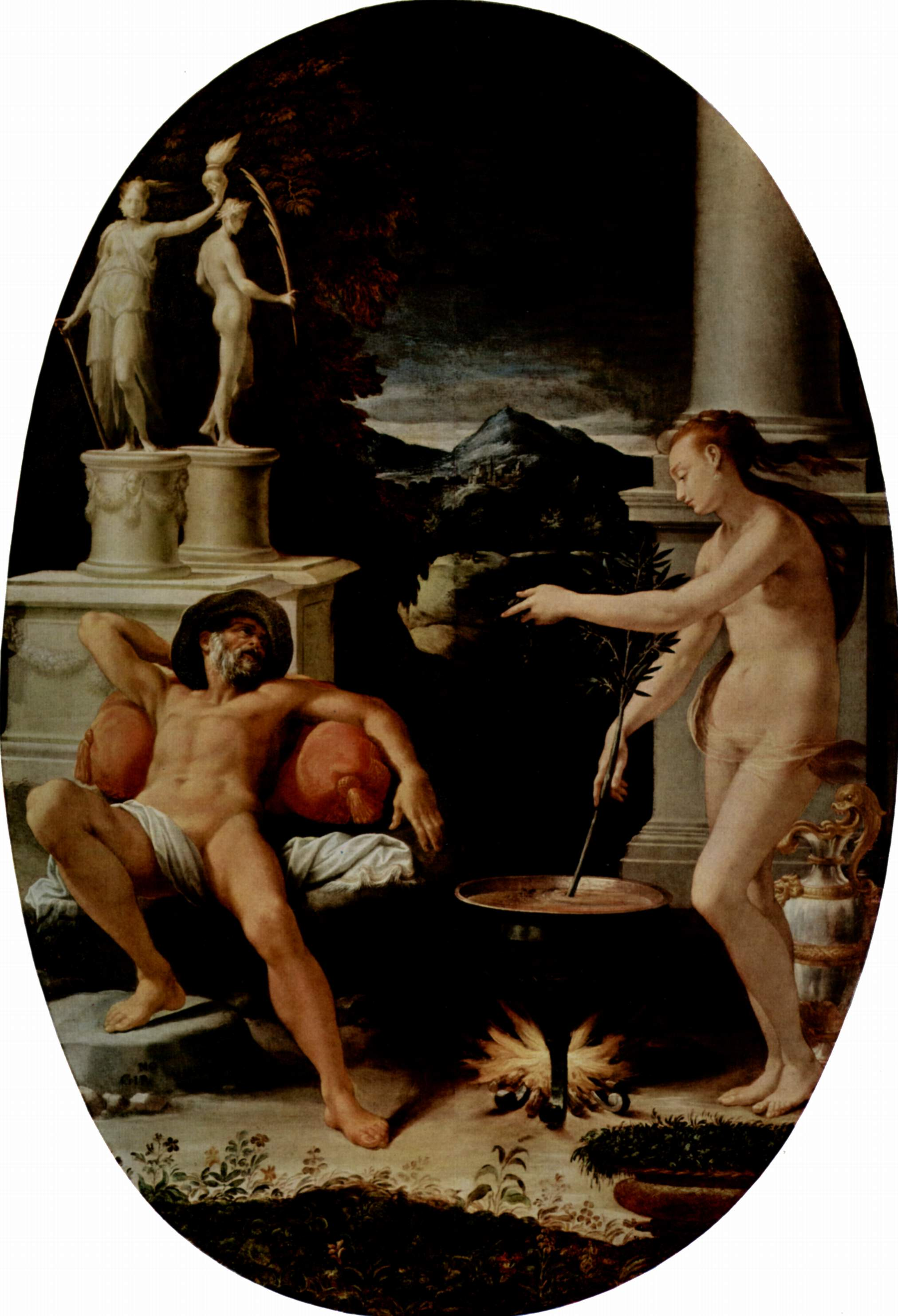
Die Verjüngung Aisons. Gemälde von Girolamo Macchietti, um 1572, im Palazzo Vecchio, Florenz

Ein 1759 entstandenes Ölgemälde von Carle van Loo zeigt die gefeierte Schauspielerin Claire Clairon als Medea auf dem Drachenwagen mit ihrem Dolch in der Linken, in der Rechten eine Fackel; die toten Kinder liegen auf den Steinstufen, Jason zieht vergeblich sein Schwert. Van Loos Gemälde begründete seinen Ruhm, es wurde aber von Denis Diderot als überladen und pathetisch kritisiert. Von George Romney stammt eine um 1778 entstandene Federzeichnung Medea Contemplating the Murder of Her Children. 1779 malte Anton Hickel die Schauspielerin Johanna Sacco als Medea. Jean-Honoré Fragonard fertigte eine Kreidezeichnung des Kindermords an.

### Musik
In der Oper des 17. und 18. Jahrhunderts war Medeas Schicksal ein beliebtes Sujet. Als Protagonistin erschien sie erstmals 1649 auf der Opernbühne; dabei ging es nur um ihre Rolle als Geliebte Jasons, die den Helden betört. Erst ab 1693 wurde sie auch als Kindermörderin gezeigt. Im 18. Jahrhundert wurden meist die dramatischen Vorgänge in Korinth thematisiert.
Zu den Komponisten, die Opern mit ihr als Hauptfigur oder wichtiger Figur auf die Bühne brachten, zählen – die Jahreszahlen beziehen sich jeweils auf die Uraufführung – Francesco Cavalli (Giasone, Libretto von Giacinto Andrea Cicognini, 1649), Jean-Baptiste Lully (Thésée, Libretto von Philippe Quinault, 1675), Antonio Giannettini (Medea in Atene, Libretto von Aurelio Aureli, 1675), Marc-Antoine Charpentier (Médée, Libretto von Thomas Corneille, 1693), Johann Christian Schieferdecker (Medea, 1700, Musik heute verloren), Georg Friedrich Händel (Teseo, Libretto von Nicola Francesco Haym, 1713), Joseph François Salomon (Médée et Jason, Libretto von Simon-Joseph Pellegrin, 1713), Giovanni Francesco Brusa (Medea e Giasone, Libretto von Giovanni Palazzi, 1726), Davide Perez (Medea, 1744), Georg Gebel der Jüngere (Medea, 1752), Josef Mysliveček (Medea, 1764), Bengt Lidner (Medea, 1774), Johann Christoph Vogel (La toison d’or, Libretto von Philippe Desriaux, 1786), Johann Gottlieb Naumann (Medea in Colchide; zwei Fassungen, die erste unter anderem Titel 1788 uraufgeführt, die zweite 1805), Gaetano Marinelli (La vendetta di Medea, 1792), Gaetano Andreozzi (Giasone e Medea, 1793), Luigi Cherubini (Médée, Libretto von François-Benoît Hoffman, 1797) und Francesco Piticchio (La vendetta di Medea, 1798).
Eine besonders starke Nachwirkung erzielten Cavalli und Cherubini. Cavallis Giasone wurde eine der erfolgreichsten Opern des 17. Jahrhunderts. Es ist eine heitere Liebesgeschichte, die nach vielfältigen Verwicklungen versöhnlich endet. Cherubinis Médée gehört zu seinen bekanntesten Werken; besonders die Aufführungen mit Maria Callas in der Titelrolle (1953–1962) trugen zur Popularität dieser Oper bei. Hier ist Medea die betrogene Gattin, die anfangs mit allen Mitteln versucht ihren Mann zurückzugewinnen und schließlich verheerende Rache nimmt.

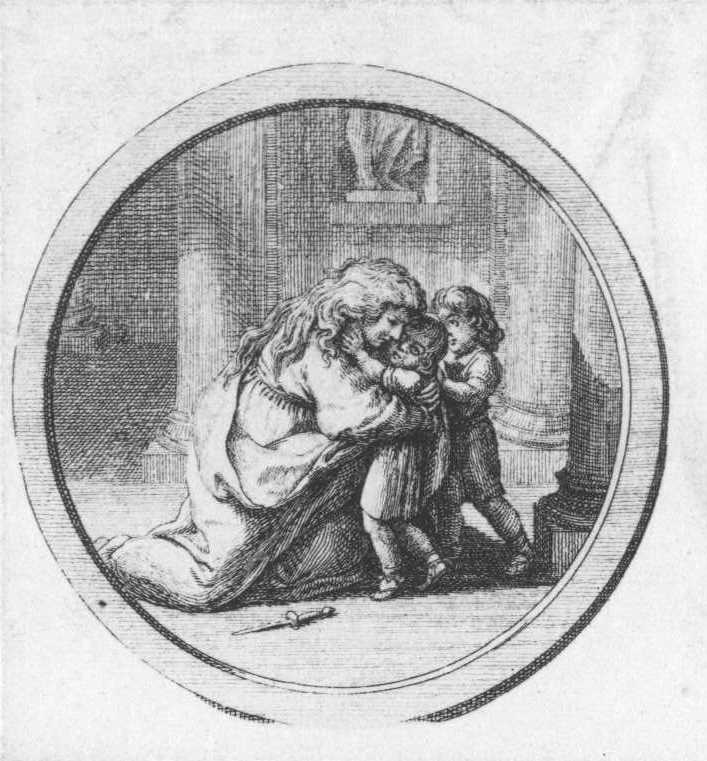
Daniel Chodowiecki: Titelvignette zur Medea von Friedrich Wilhelm Gotter

1688 wurde die Ballettoper L’enchantement de Médée („Medeas Zauber“) von Wolfgang Carl Briegel uraufgeführt. 1775 verfasste Friedrich Wilhelm Gotter den Text eines Melodrams Medea in neun Szenen; Georg Anton Benda komponierte die Musik dazu. Ein großer, mehrmals unterbrochener Monolog Medeas, in dem sie ihre Gedanken, Gefühle und Phantasien vorträgt, macht den weitaus größten Teil des Singspiels aus. Am Ende ersticht sie die Kinder im Königspalast, Jason gibt sich mit dem Schwert selbst den Tod. Auf der Bühne erzielte dieses Melodram einen über Jahrzehnte anhaltenden Erfolg. Jean Georges Noverre choreografierte 1763 sein Ballett Médée et Jason, das international Begeisterung auslöste und bis ins 19. Jahrhundert in verschiedenen Fassungen zum Repertoire zählte.

## Moderne

### Altertumswissenschaft
In der Altertumswissenschaft sind verschiedene Hypothesen diskutiert worden, denen zufolge Medea ursprünglich eine Göttin war und erst in späterer Überlieferung zu einer Heroine – einer halbgöttlichen Gestalt – herabsank. Diese Annahme gilt als plausibel, wird aber nicht einhellig akzeptiert. Im korinthischen Sagenkomplex finden sich Hinweise auf die mutmaßliche anfängliche Göttlichkeit Medeas. Allerdings haben die Versuche, die ursprüngliche Gottheit näher zu bestimmen, zu keinem befriedigenden Ergebnis geführt. Weiterhin offen ist die oft erörterte Frage nach dem ursprünglichen Verhältnis der in Thessalien entstandenen Argonauten- und der korinthischen Medea-Sage. Ob zwei eigenständig entstandene Sagen miteinander verschmolzen sind oder eine von ihnen als Erweiterung der anderen zu deuten ist, ist unklar. Ferner wird seit langem kontrovers diskutiert, ob Euripides Medeas vorsätzliche Tötung der Kinder erfunden oder in älterem Sagengut vorgefunden hat. Die erstgenannte Hypothese wird von zahlreichen Forschern vertreten und ist insbesondere von Denys Lionel Page befürwortet worden; für die Gegenmeinung hat vor allem Walter Burkert plädiert.

### Belletristik

#### Franz Grillparzer

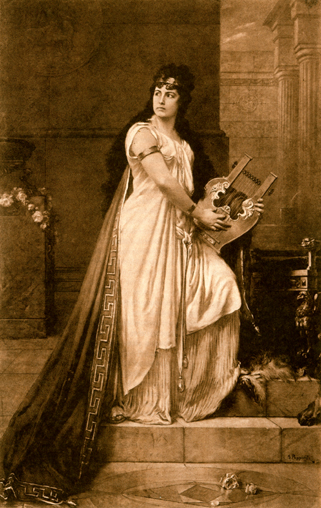
Klara Ziegler als Medea in Grillparzers Tragödie

Franz Grillparzer schuf die Trilogie Das goldene Vlies, die 1821 in Wien uraufgeführt wurde. Die ersten beiden Teile, die Trauerspiele Der Gastfreund und Die Argonauten, werden an einem Abend aufgeführt, der dritte Teil, die Tragödie Medea, am folgenden Abend. Der erste Abend ist den Vorgängen in Kolchis und auf der Flucht gewidmet, der zweite hat das Ehedrama in Korinth zum Inhalt. Somit sind die Zuschauer zu Beginn der Medea bereits mit der Vorgeschichte vertraut.
Den Ausgangspunkt der Verkettungen bildet eine Untat: König Aietes von Kolchis ermordet seinen Gast Phryxus, der das Goldene Vlies nach Kolchis gebracht hat, und eignet sich damit das Vlies an. Dieses Verbrechen bringt Unheil über ihn und sein Haus. Medea ist über den Mord an dem wehrlosen Gast Phryxus entsetzt, die Untat entfremdet sie ihrem Vater, dessen barbarische Gesinnung sie verabscheut. Jason, der bei Grillparzer ein echter Held ist, wirbt um sie und gewinnt ihre Liebe. Vergebens bittet sie ihn flehentlich, auf das Vlies zu verzichten, da es nur Unheil bringe; er ist entschlossen, seine Mission zu erfüllen, und erreicht sein Ziel. Medeas Bruder Absyrtus, ein tapferer Krieger, unterliegt Jason im Kampf und gerät in die Gefangenschaft der Argonauten, worauf er sich das Leben nimmt.
Die tragischen Folgen dieser Taten zeigen sich im dritten Teil der Trilogie. König Kreon nimmt die Eheleute in Korinth auf, nachdem sie aus Iolkos geflohen sind, weil sie dort zu Unrecht des Mordes an Pelias beschuldigt wurden. Auch Kreons Tochter Kreusa ist den Flüchtlingen wohlgesinnt. Medea vergräbt das Vlies, um sich von dem damit verbundenen Unheil zu lösen. Anfangs bekennt sich Jason aufrichtig zu seiner Frau, doch tritt zwischen ihnen eine Entfremdung ein, deren Gründe die unbewältigte Vergangenheit und die auch ethnisch bedingte Unvereinbarkeit ihrer Mentalitäten sind. Jason und Medea haben zwar keine Verbrechen begangen, doch haben sich beide in Schuld verstrickt. Medea verkörpert für Jason seine problematische Vergangenheit, von der er sich distanzieren will. Sie hingegen verübelt ihm immer noch, dass ihm das Vlies, das er gegen ihren Rat mitnahm, und sein Ruhm wichtiger waren als sie. Außerdem wird sie in Korinth als Fremde nicht akzeptiert. Kreon will Medea von Jason, der sein Schwiegersohn werden soll, trennen. Sie ist bereit, ins Exil zu gehen, will aber die Kinder mitnehmen. Es entspinnt sich ein Streit um die Kinder, die erschrocken vor ihrer wilden Mutter fliehen und bei der sanften Kreusa Zuflucht suchen. Medea, die sich von allen zurückgestoßen und sogar von den eigenen Kindern verlassen sieht, hält nun Kreusa für eine Verführerin, die ihr den Gatten und die Kinder genommen habe. Daraufhin beschließt sie ihre Mordtaten und führt sie aus. Am Ende entscheidet sie sich, das Vlies in den Tempel von Delphi, wo es ursprünglich aufbewahrt war, zurückzubringen und sich dem Richterspruch der dortigen Priester zu unterwerfen.

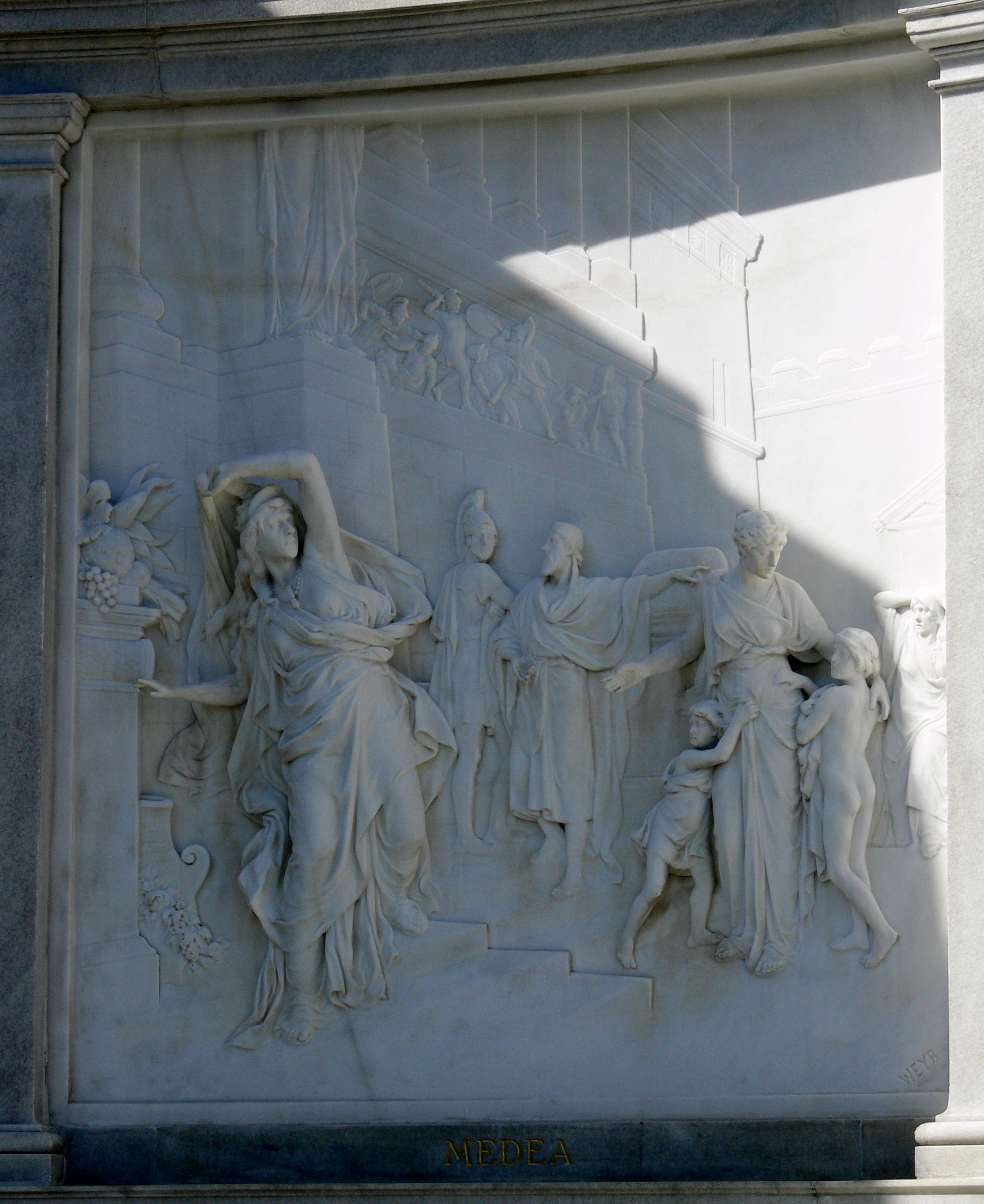
Medea auf dem Grillparzerdenkmal im Volksgarten, Wien. Relief von Rudolf Weyr, 1889

Grillparzer greift einen Gedanken auf, der schon bei Euripides ausgesprochen wurde: Medea glaubt, es sei zum Besten der Kinder, dass sie sie tötet. Bei Euripides ging es darum, dass die Kinder, wenn sie ohnehin keine Überlebenschance mehr hatten, nicht feindlicher Rache ausgeliefert sein sollten. Bei Grillparzers Medea kommt eine generelle Abwertung des Lebens hinzu; die Kinder sollen durch den Tod vom Leben erlöst werden.

#### Hans Henny Jahnn
Hans Henny Jahnn schrieb die Tragödie Medea, die 1926 in Berlin mit Agnes Straub in der Hauptrolle uraufgeführt wurde. Eine überarbeitete Fassung erschien 1959. Das in Blankversen gehaltene Stück hat keine Akteinteilung. Wie die antiken Dramatiker ließ Jahnn die ganze Handlung an einem einzigen Tag und einem einzigen Ort – Jasons Haus in Korinth – spielen, doch nahm er zahlreiche gewichtige Neuerungen vor. Bei ihm ist Medea eine „Negerin“, womit er einen Rassengegensatz einführt, aber auch an eine antike Überlieferung anknüpft: Pindar nannte die Kolcher „schwarzgesichtig“ oder „dunkelhäutig“. Jason ist der schönste Mann in Korinth, denn seine Frau hat ihn mit ihrer Zauberkraft verjüngt, doch ihrem eigenen Altern steht Medea machtlos gegenüber. Jason lebt hemmungslos seine Sexualität aus, doch der alt und hässlich gewordene Körper seiner Ehefrau ekelt ihn an. Als er sich der jungen Kreusa zuwendet, lässt Medea ihrer Eifersucht und ihrem Hass freien Lauf. Den Kindermord begeht sie im Affekt. Damit gelingt es ihr, sich von ihrer inneren Abhängigkeit von Jason zu befreien. Sowohl Jasons als auch Medeas Verhalten ist maßgeblich von sexuellen Bedürfnissen bestimmt, die im Mittelpunkt der Aufmerksamkeit stehen. Eindringlich wird dem Publikum die Brutalität der Vorgänge vor Augen gestellt, die entsprechende Gesinnung kommt auch in den verbalen Äußerungen der Hauptfiguren ungehemmt zum Ausdruck.

#### Jean Anouilh
Der französische Dramatiker Jean Anouilh schrieb 1946 das Stück Médée, das er zu seinen „pièces noires“ (schwarzen Stücken) zählte.
Anouilhs Medea hat im Gegensatz zu Grillparzers Gestalt tatsächlich Verbrechen begangen, daher wird sie überall von ihren Feinden verfolgt. Auf der Flucht ist sie mit ihrem Mann, ihren Kindern und ihrer Amme im Reich des korinthischen Königs angekommen und hofft auf Asyl. Der Karren, auf dem die Flüchtlinge geflohen sind, ist ihre Behausung. Jason hat sich zum König begeben, um für sich und seine Familie dessen Schutz zu erlangen. Ein Bote berichtet Medea, was dabei herausgekommen ist. Kreon hat den Fall untersucht und ist zum Ergebnis gekommen, dass Jason schuldlos, Medea aber schuldig sei. Darauf hat er Jason seine Tochter zur Frau angeboten und Medea zum Tode verurteilt. Immerhin ist es Jason gelungen, ihn zur Umwandlung des Todesurteils in einen Verbannungsbeschluss zu bewegen. Medea reagiert auf die Nachricht mit Hass auf ihren Mann, der sich gerettet hat und sie ihrem Schicksal überlässt. Der Hass ist ihr willkommen, denn nun glaubt sie innerlich von ihm loskommen zu können. Diese Hoffnung erweist sich aber als Illusion; sie ist außerstande sich von ihrer erotischen Abhängigkeit zu befreien. Kreon erscheint und verkündet ihr die Ausweisung. Sie bittet ihn, ihr entweder Jason zu lassen oder sie zu töten, doch verweigert er beides. Daran ändert sich auch nichts, als sie seine Weichheit verhöhnt.
Es folgt Jasons Auseinandersetzung mit seiner verstoßenen Gattin. Wiederum trägt sie ihren Wunsch vor, entweder seine Frau bleiben zu dürfen oder getötet zu werden. Erneut stößt sie auf Ablehnung, denn er will sie gänzlich vergessen und befürchtet, dass ihr Tod ihn weiterhin an sie binden würde. Er bekennt, dass er sie geliebt hat, auch ihre schwarze Welt, ihre Kühnheit, sogar ihre Zerstörungswut und ihr Verbrechen. Mit ihr hat er geglaubt, dass man immer nehmen und kämpfen müsse und dass alles erlaubt sei. Nun will er diese Vergangenheit abstreifen und ein anderes Leben führen. Zögernd schlägt sie ihm einen Neuanfang mit ihr vor, doch er lehnt entschlossen ab und geht. Die Folge ist die Katastrophe: Medea tötet Kreusa, Kreon und die Kinder, schließlich ersticht sie sich. Ihre Leiche verbrennt in dem Karren, den sie angezündet hat. Jason bleibt zurück. Er beschließt, Medea und die ganze blutige Vergangenheit zu vergessen und sich seiner neuen Aufgabe zuzuwenden: „Jetzt heißt es leben, die Ordnung sichern, Korinth Gesetze geben und ohne Illusionen eine Welt nach unserem Maß wiederaufbauen, um in ihr den Tod zu erwarten.“ Das Stück endet mit dem Auftritt kleiner Leute – der Amme Medeas und eines Wächters –, die sich über Alltägliches unterhalten: Der Tag ist schön, die Ernte wird gut. Es gibt ein Leben jenseits des Tragischen.
Ein zentrales Thema war für Anouilh die Frage, ob im menschlichen Leben ein Neuanfang mit Vergessen der Vergangenheit eine mögliche Option ist oder ob – wie seine Medea meint – das Geschehene und Gewordene ein Teil des Menschen selbst geworden ist. Hinsichtlich des Schicksals stimmen Jason und Medea bei Anouilh darin überein, dass sie die Existenz wohlwollender Götter verneinen. Nach Medeas Überzeugung spielen die Götter mit bestimmten Menschen, für die sie sich interessieren, ein schmutziges Spiel, das aus der Sicht der betroffenen Menschen sinnlos ist. Jason ist der Ansicht, die Menschen seien den Göttern gleichgültig.

#### Robinson Jeffers
Robinson Jeffers verfasste das zweiaktige Drama Medea, eine Nachdichtung der Tragödie des Euripides, in freien Versen. Die Uraufführung fand 1947 mit Judith Anderson in der Titelrolle statt. Jeffers’ Medea repräsentiert mit ihrer elementaren Leidenschaft, ihrem Rachewillen und ihrem Vernichtungsdrang den „Inhumanismus“, das Heraustreten aus der Beschränkung auf die Normen gängiger, subjektiver menschlicher Werte und Maßstäbe. Wie die Natur, die erzeugt und vernichtet, ist die naturnahe Medea moralisch indifferent. Der einschüchternden, übermenschlich wirkenden Gestalt der Titelheldin stehen bei ihren Gegenspielern Feigheit, Heuchlerei und Opportunismus gegenüber. Das Motiv für den Kindermord ist, dass für Medea die Kinder das Band sind, das sie noch mit Jason verbindet.

#### Christa Wolf
Christa Wolf hat den Stoff in ihrem 1996 veröffentlichten Roman Medea. Stimmen aus feministischer Sicht radikal umgestaltet. Dabei knüpft sie an die Überlieferung aus der Zeit vor Euripides an, die ein positives Bild von Medea vermittelt. Diese Ur-Medea ist für Christa Wolf die authentische.
In dem Roman äußern sich sechs Personen, darunter Medea, Jason und Kreons Tochter Glauke, in elf Monologen über die Katastrophe und ihre Vorgeschichte. Medea hat keine Verbrechen begangen, sondern wird von böswilligen Feinden, die eine gewalttätige patriarchalische Gesellschaftsordnung repräsentieren, verleumdet und angefeindet. Sie dient als Sündenbock, ihr wird die Schuld sowohl an Schandtaten anderer als auch an einer in Korinth wütenden Seuche zugewiesen. Nicht aus blinder Liebe zu Jason hat sie sich den Argonauten angeschlossen, sondern aus Opposition gegen das verbrecherische Regime ihres Vaters. In Korinth findet sie heraus, dass König Kreon ebenso wie Aietes eines seiner Kinder ermordet hat. Von den Herrschenden wird sie als Bedrohung wahrgenommen, das Volk glaubt den verleumderischen Gerüchten. Überdies ist Medea auch wegen ihrer ethnischen Herkunft in Korinth Außenseiterin. Diese Umstände führen zu ihrer Vertreibung aus der Stadt. Am Tag ihres Fortgangs bringt die psychisch kranke Glauke sich selbst um. Auch ihr Tod wird Medea angelastet. Die Wut der Korinther richtet sich gegen die im Heratempel gebliebenen Kinder der verhassten Ausländerin. Sie werden gesteinigt. Medea, die ratlos zurückbleibt, verflucht am Ende die Korinther und besonders die Hauptschuldigen: „Ein grässliches Leben komme über euch und ein elender Tod. Euer Geheul soll zum Himmel aufsteigen und soll ihn nicht rühren. Ich, Medea, verfluche euch.“ Damit erhält die ansonsten als edle Gestalt gezeichnete Titelheldin des Romans am Ende doch eine düstere Facette.
Der Roman wurde in viele Sprachen übersetzt und löste eine intensive Debatte aus. Kritik wurde vor allem daran geübt, dass Medea in statischer Eindimensionalität gezeichnet und die Charakterdarstellung von Schwarz-Weiß-Malerei geprägt sei. Es wurde vorgebracht, Wolfs Medea sei „zur Lichtgestalt und Heiligen“ geworden, die „ausschließlich gut ist und ausschließlich Gutes wirken will“. Daher eigne sie sich zum unschuldigen Opfer und Sündenbock. Der Roman sei „eine klassische Sündenbockgeschichte“.

#### Weitere moderne Bearbeitungen

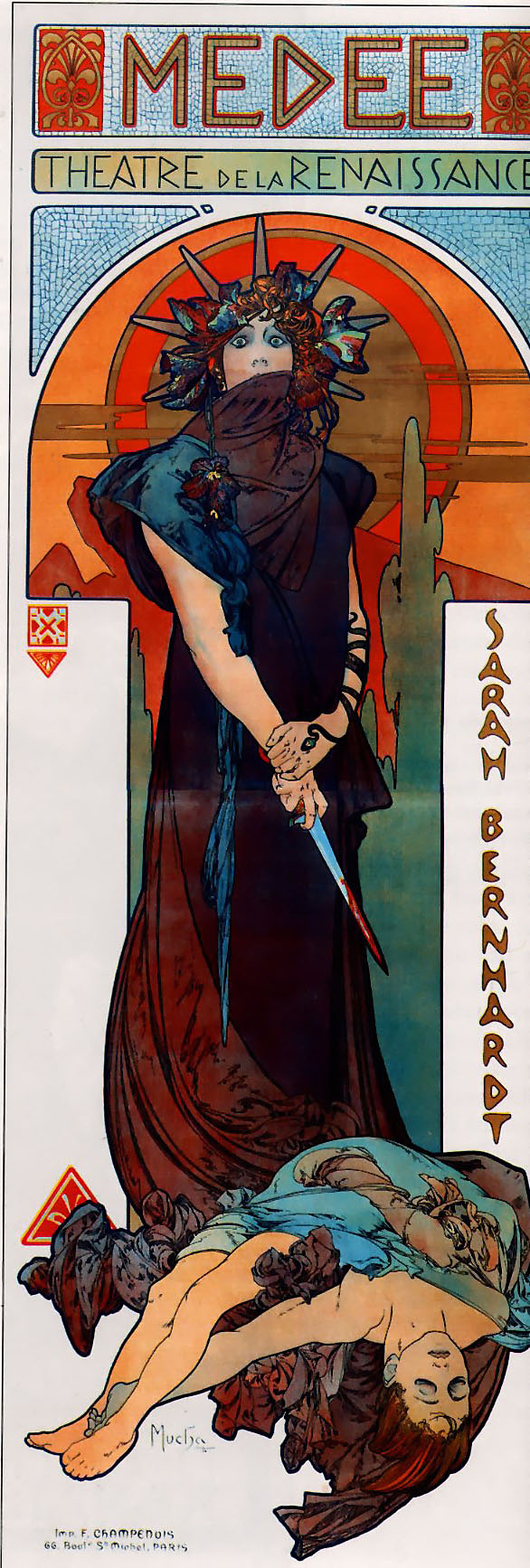
Sarah Bernhardt als Medea auf einem Theaterplakat von Alfons Mucha, 1898

Zu den modernen Dramatikern, die sich des Stoffs angenommen haben, zählen neben Grillparzer, Anouilh, Jeffers und Jahnn auch Giovanni Battista Niccolini (Tragödie Medea, 1825 uraufgeführt), Ernest Legouvé (Tragödie Médée, in der italienischen Fassung mit Adelaide Ristori in der Titelrolle ein großer Bühnenerfolg, 1856 in Paris uraufgeführt), Gotthard Oswald Marbach (Tragödie Medeia, 1858 erschienen), Prinz Georg von Preußen (Tragödie Medea, 1870 erschienen), Catulle Mendès (Tragödie Médée, 1898 mit Sarah Bernhardt in der Titelrolle uraufgeführt), Maurice Baring (Drama Jason and Medea, 1911 veröffentlicht), Corrado Alvaro (Tragödie Lunga notte di Medea, Uraufführung 1949), Alfonso Sastre (Drama Medea, Uraufführung 1958), Jean-Claude van Itallie (Drama Medea, Uraufführung 1979), Reinaldo Montero (Tragödie Medea, Uraufführung 1997), Tom Lanoye (Drama Mamma Medea, Uraufführung 2001) und Nino Haratischwili (Drama Mein und dein Herz. Medeia, Uraufführung 2007).
Heiner Müller verarbeitete den Stoff sehr frei in seinem Stück Verkommenes Ufer. Medeamaterial. Landschaft mit Argonauten (drei Szenen, 1982 veröffentlicht). Seine Medea ist zwar eine monströse Mörderin, doch die eigentliche Schuld an ihren Verbrechen trägt Jason, der als Aggressor nach Kolchis gekommen ist und dort Schandtaten verübt hat.
Per Lysander und Suzanne Osten verfassten das schwedische Kindertheaterstück Medeas barn („Medeas Kinder“), das 1975 uraufgeführt wurde. Darin wird der Konflikt in Korinth aus der Sicht der betroffenen Kinder dargestellt und das Leid der Kinder unter dem Streit der Eltern thematisiert. Dario Fo und seine Frau Franca Rame schrieben 1977 die Szene Medea, die auf vielen Bühnen Europas erfolgreich war. Hier spielt der Chor der Korintherinnen nach antikem Vorbild eine wichtige Rolle als Dialogpartner der Titelheldin. Der Kindermord findet nur in Medeas Phantasie statt.
Auch in der modernen erzählenden Literatur ist der Stoff intensiv rezipiert worden. William Morris publizierte 1867 das umfangreiche Gedicht The Life and Death of Jason, in dem er die Argonautenfahrt und die Vorgänge in Iolkos und in Korinth darstellte. Friederike Mayröcker schilderte 1954 die Begegnung von Jason und Medea in Kolchis in dem kurzen Text Medea und Iason: Medea ist verliebt, Jason nur an ihrem Zauberkästchen interessiert. John Gardner veröffentlichte 1973 das epische Gedicht Jason and Medeia. In dem feministischen Roman Freispruch für Medea von Ursula Haas, der 1987 erschien, entfällt der Kindermord; stattdessen treibt Medea ein Kind von Jason ab, da sie nicht will, dass er einen Nachkommen hat, der ihm ähnlich sein könnte. Nach schmerzvollen Jahren an der Seite Jasons, der sie für sein Macht- und Besitzstreben ausgenutzt hat, kehrt sie in ihre Heimat zurück. Trotz des Romantitels ist sie allerdings nicht „unschuldig“; sie hat unter anderem Kreusa ermordet und später in Athen versucht Theseus zu vergiften. „Freigesprochen“ wird sie nur von der Verantwortung für ihr Handeln, da sie unter dem Zwang übermächtiger Impulse gehandelt habe.
Auch aus der Sicht des gealterten, vor seinem Tod auf sein Leben zurückblickenden Jason werden die tragischen Vorgänge in modernen Werken dargestellt: in dem Hörspiel Jasons letzte Nacht von Marie Luise Kaschnitz (Erstsendung 1965) und in der 1949 publizierten Erzählung Das Argonautenschiff von Anna Seghers. Kaschnitz hat sich schon in ihrer 1943 erschienenen Schrift Griechische Mythen mit dem Thema auseinandergesetzt (Die Nacht der Argo). Dort deutete sie das Gewand, das Medea der Tochter Kreons schenkte, als Ausdruck der Lebenserfahrung einer Frau, die für ihren Mann eine „ewig Fremdgebliebene“ war: „in sein feines Gewebe war alles hineingewirkt, was sie in dieser Zeit erlitten hatte: Schmerz und Enttäuschung, Eifersucht und Bitterkeit. Es war schwer von der goldenen Stickerei, die es zierte, schwerer von Hass und vergeblicher Hoffnung, und als die Braut es anlegte, versank sie in eine Trauer, die ihre Freude erstickte und der ihr junges Leben erlag.“ Bei Seghers sieht Jason Medea rückblickend als „schwarze Hexe“, die aus Liebe zu ihm den eigenen Göttern untreu geworden war, „ihm aber widerlich treu“ blieb.
Hinzu kommen Werke, in denen nicht die antike Sage als solche thematisiert wird, sondern Elemente des Mythos auf vergleichbare Konstellationen in anderen, gegenwartsnahen Zeiten übertragen werden. Zu den Autoren, die den Stoff auf solche Weise aktualisiert haben, zählen Paul Heyse (Novelle Medea, 1896 verfasst, 1897 veröffentlicht), Bertolt Brecht (Gedicht Die Medea von Lodz, 1934), Maxwell Anderson (Drama The Wingless Victory, Uraufführung 1936), Franz Theodor Csokor (Drama Medea postbellica, Uraufführung 1950), Max Zweig (Drama Medea in Prag, 1949 verfasst), Dea Loher (Drama Manhattan Medea, Uraufführung 1999), Neil LaBute (Bühnenmonolog Medea redux, Uraufführung 1999) und Werner Fritsch („Traumspiel“ Hydra Krieg, Uraufführung 2003). Ljudmila Jewgenjewna Ulizkaja knüpft in ihrem Roman Medea und ihre Kinder (1996) nur mit dem Namen der Titelheldin, nicht mit der Handlung an den antiken Stoff an.

### Bildende Kunst

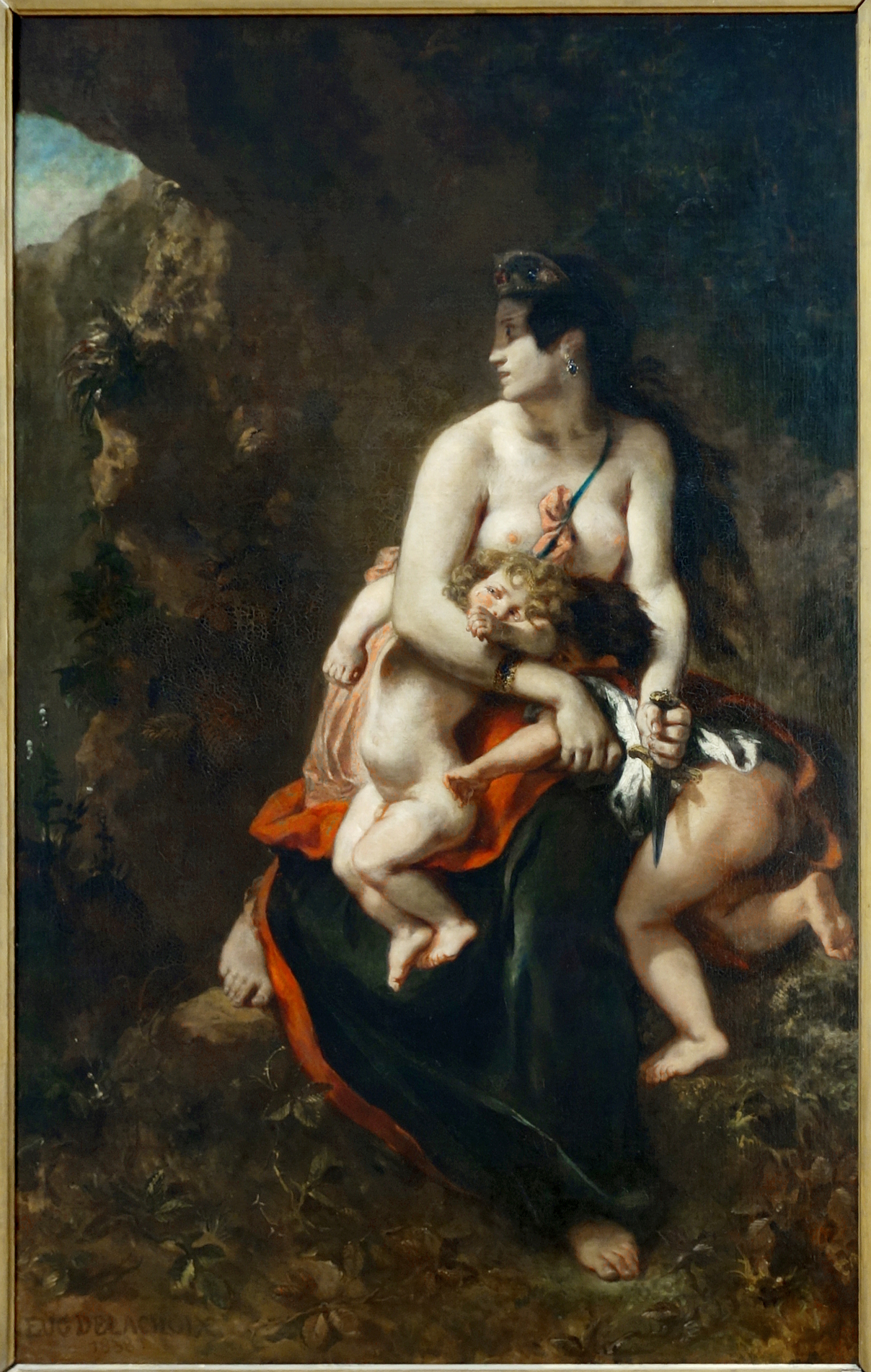
Eugène Delacroix: Médée furieuse, 1836–1838, Palais des Beaux-Arts de Lille
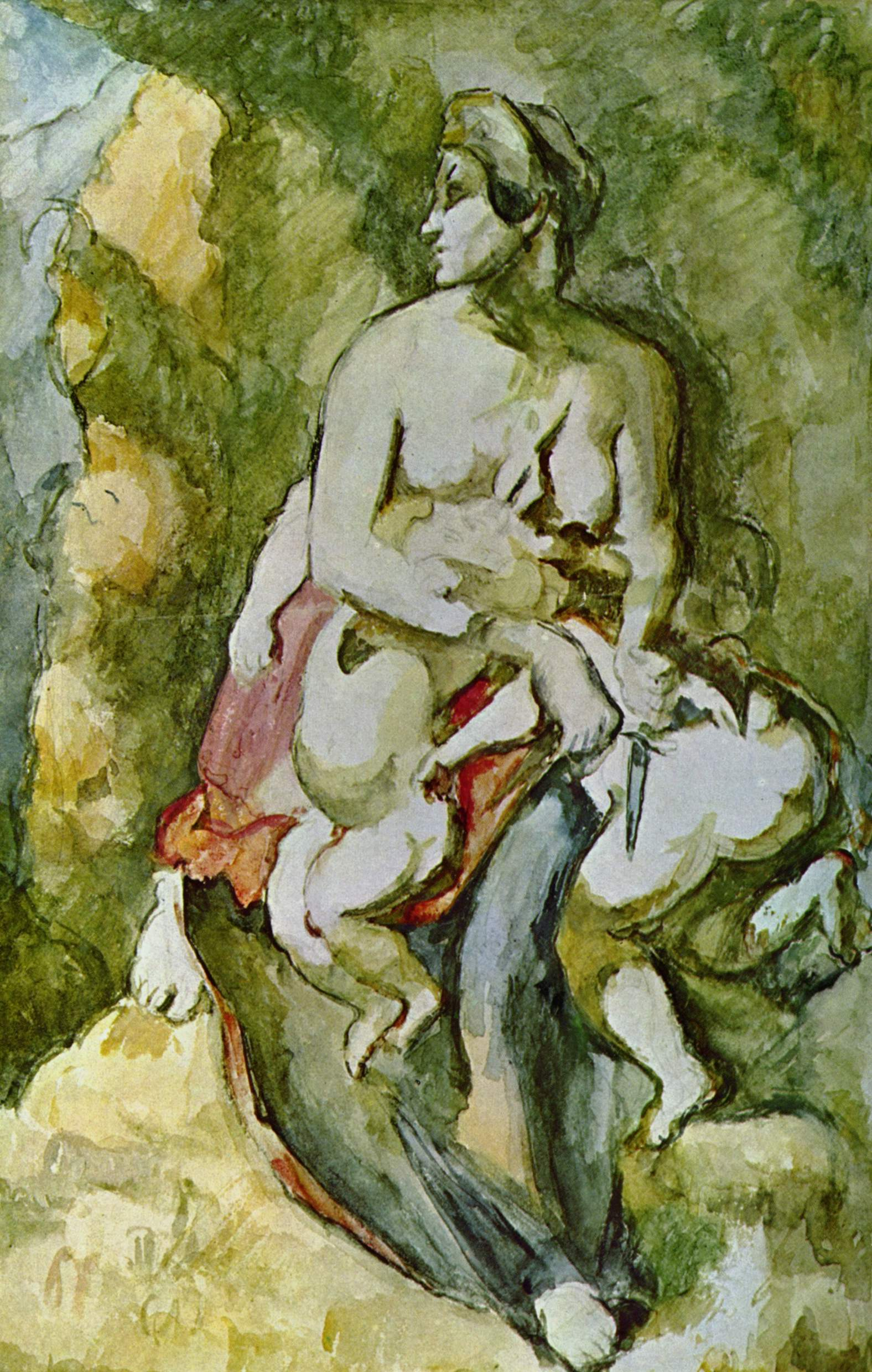
Paul Cézanne: Medea, 1880–1885, Kunsthaus Zürich
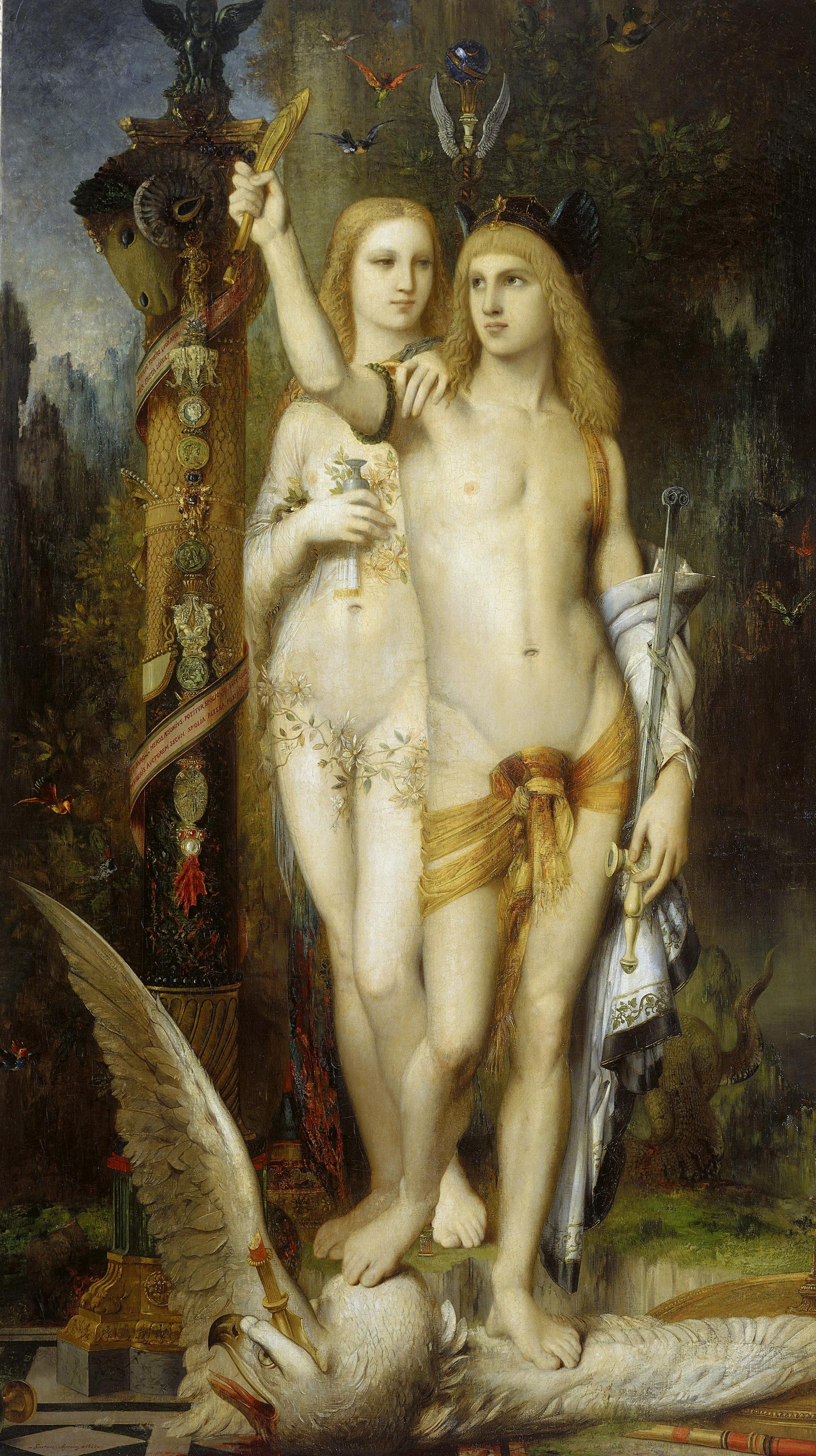
Gustave Moreau: Jason et Médée, 1865, Musée d’Orsay, Paris
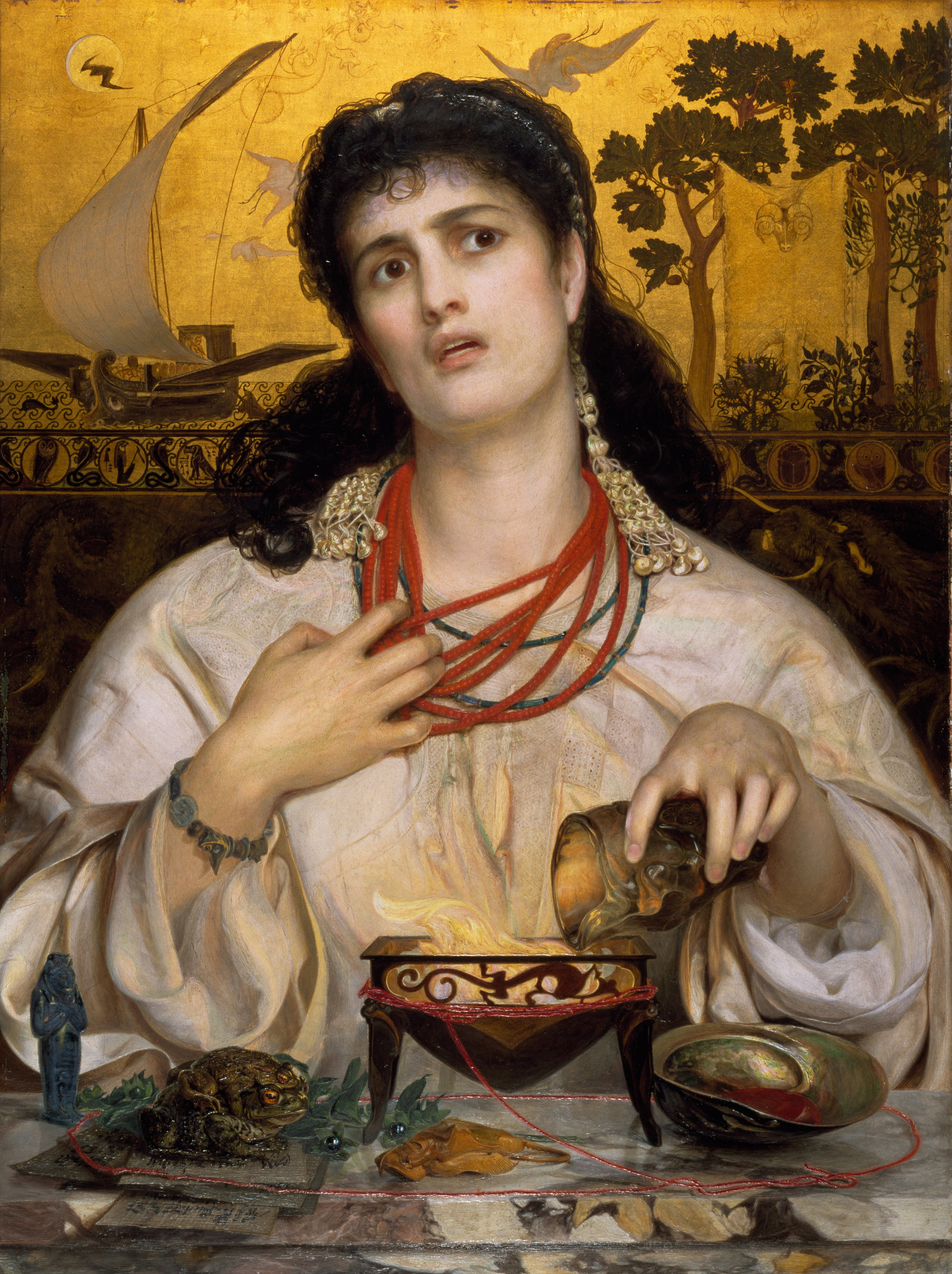
Frederick Sandys: Medea, 1866–1868, Birmingham Museum and Art Gallery
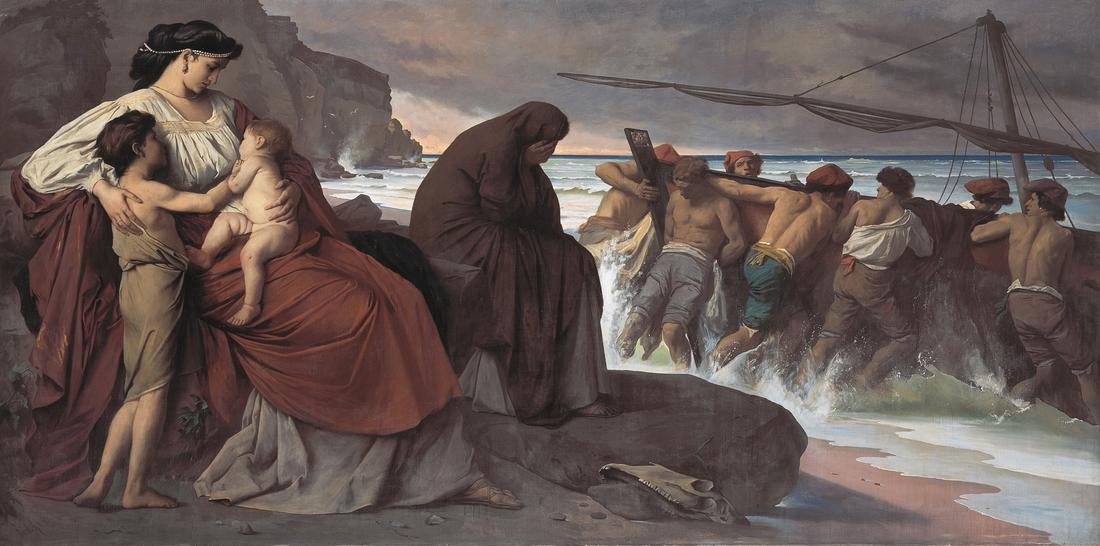
Anselm Feuerbach: Medea, 1870, Neue Pinakothek, München
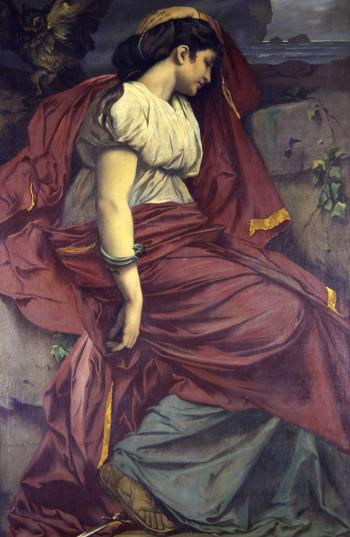
Anselm Feuerbach: Medea mit dem Dolche, 1871, Kunsthalle Mannheim
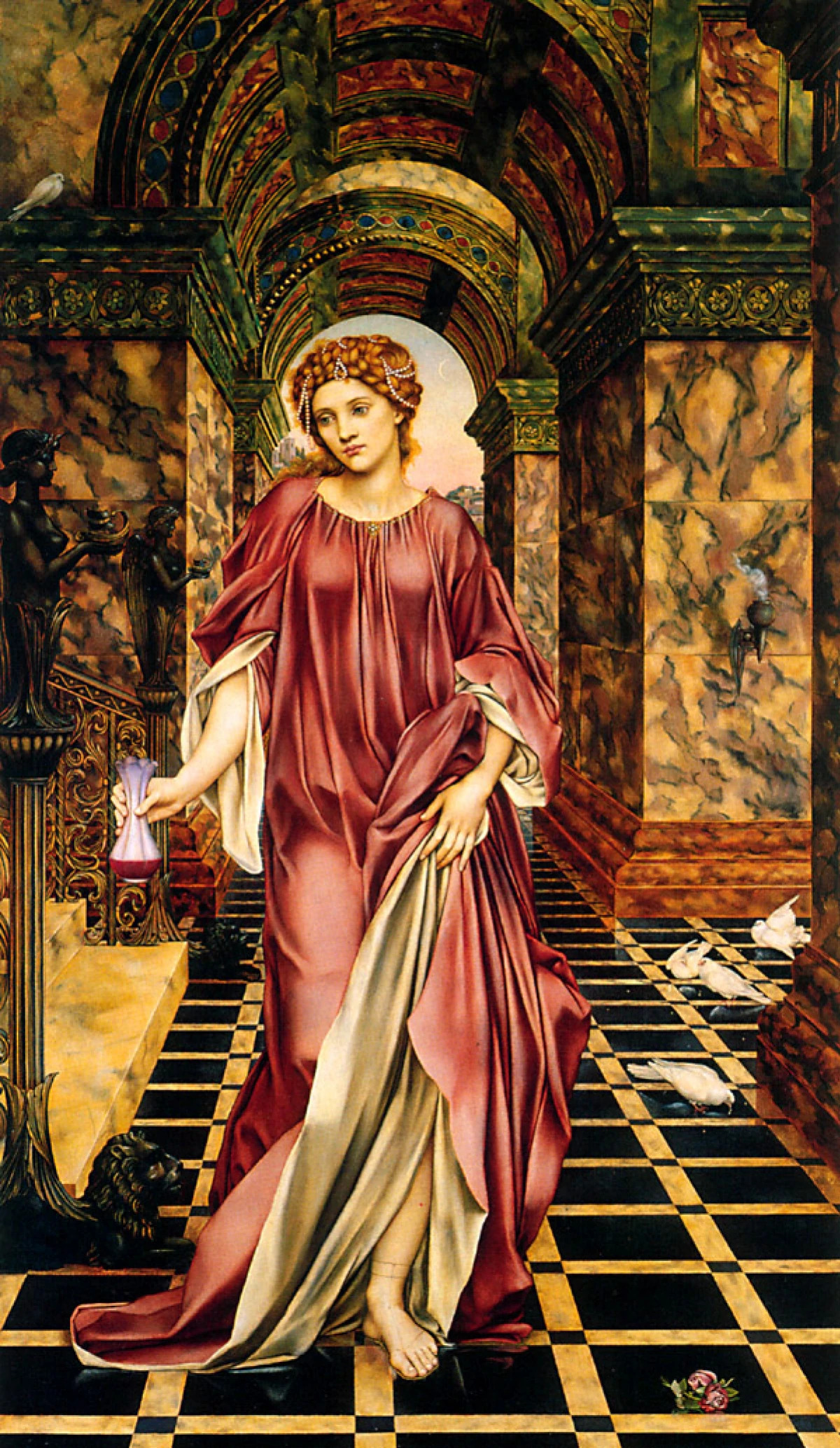
Evelyn De Morgan Medea, 1889
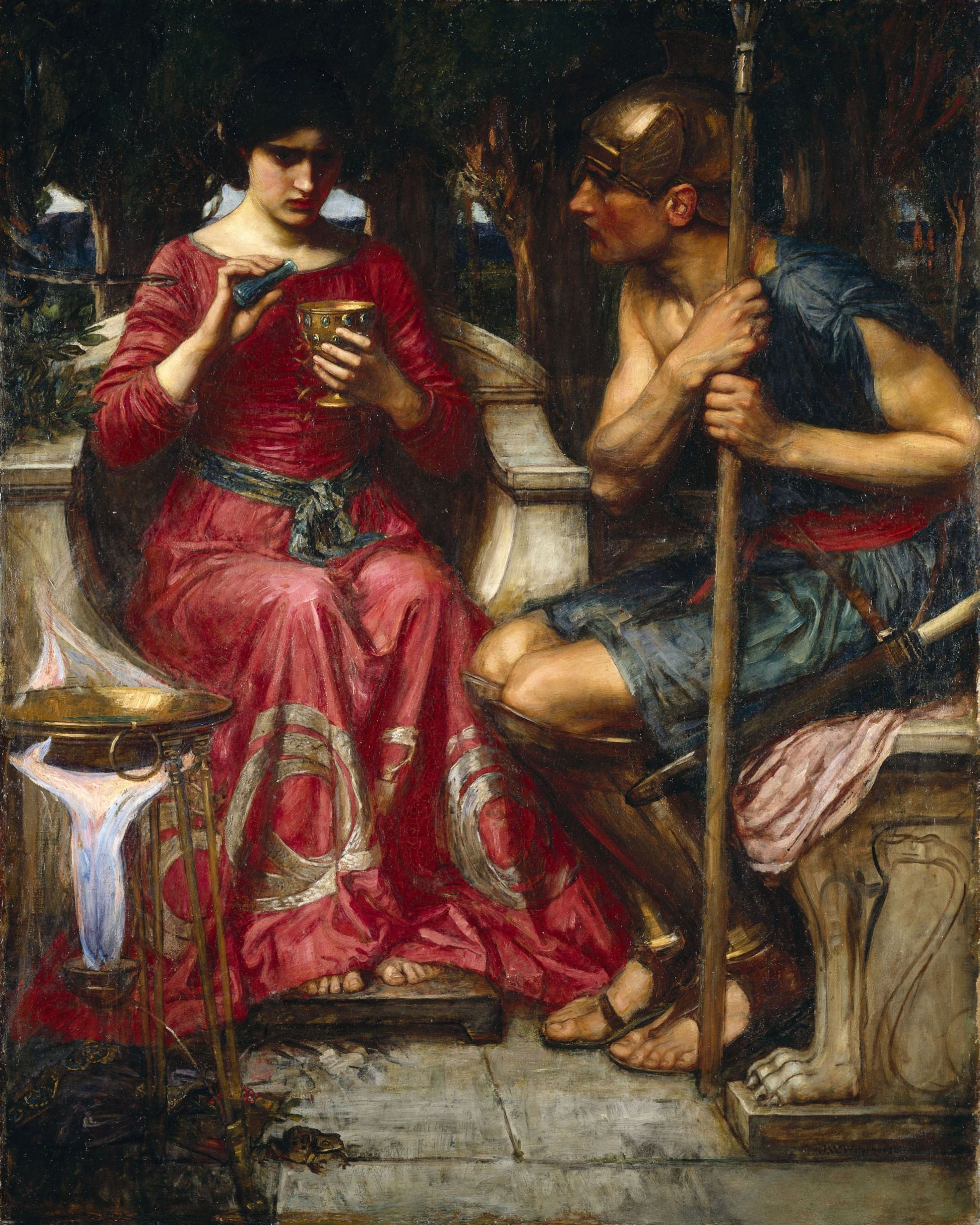
John William Waterhouse: Jason and Medea, 1907
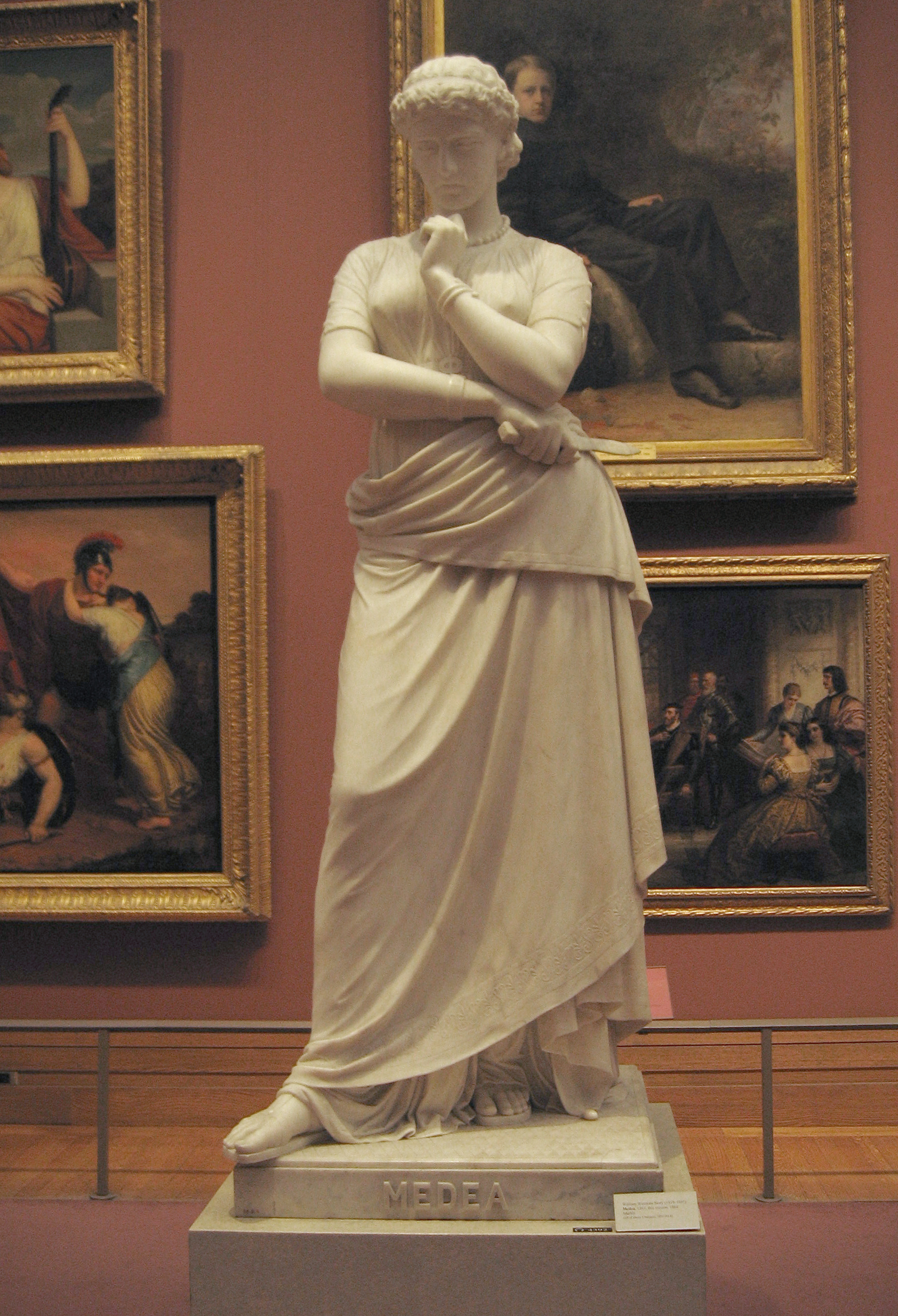
William Wetmore Story: Medea, 1865–1868, Metropolitan Museum of Art, New York

1828 schuf William Turner das Ölgemälde Vision of Medea. Es zeigt Medea in zwei Szenen: beim Zaubern und auf der Flucht aus Korinth. Von der zeitgenössischen Kunstkritik sehr geschätzt wurde das 1838 vollendete Ölgemälde Médée furieuse von Eugène Delacroix. Medea ist in einer Höhle mit dem Dolch in der Hand kurz vor dem Kindermord zu sehen; sie blickt zum Ausgang der Höhle und presst die Kinder an sich, als wollte sie sie mit dem Dolch verteidigen. Von Delacroix’ Bild angeregt gestaltete Paul Cézanne das Sujet in seinem Aquarell Médée. Gustave Moreau präsentierte 1865 auf dem Ölgemälde Jason et Médée ein schönes Paar in einer paradiesischen Umgebung; auf dem Boden liegt ein erdolchter Adler statt des Drachen, der das Vlies hütete. Medea erscheint als besitzergreifende femme fatale. 1866–1868 malte Frederick Sandys Medea beim Präparieren des vergifteten Gewands.

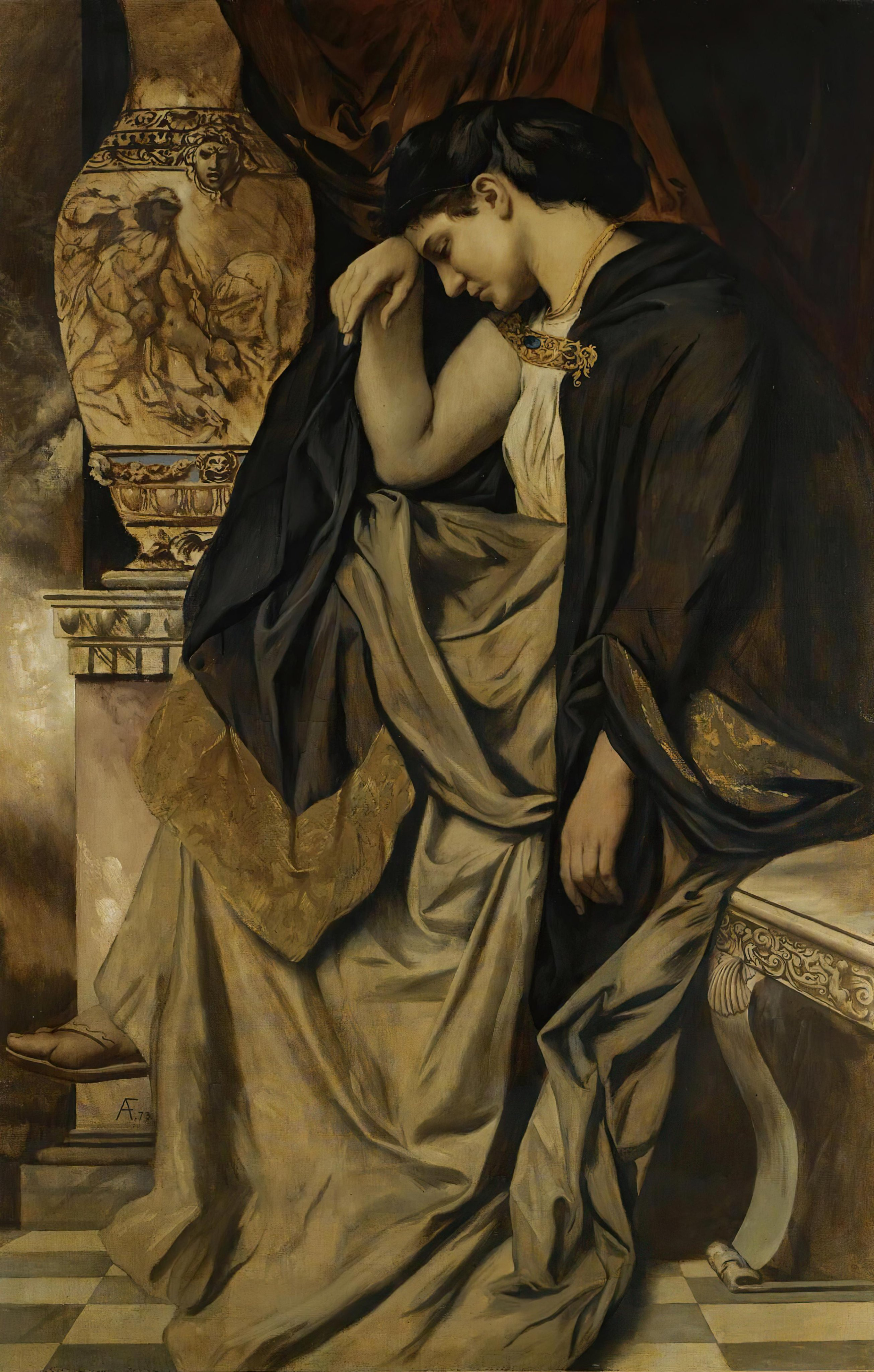
Anselm Feuerbach Medea an der Urne, 1873 Kunsthistorisches Museum Wien

Auf drei Gemälden stellte Anselm Feuerbach Szenen aus dem Mythos dar: Medea (1870), Medea mit dem Dolche (1871) und Medea an der Urne (1873). Auf dem ersten Bild ist Medea mit den beiden Kindern an der Küste zu sehen; die Friedlichkeit der Szene kontrastiert mit der schrecklichen Zukunft, die dem Betrachter bekannt ist. Das zweite Bild zeigt Medea überlebensgroß, eine monumentale Gestalt in brütender Nachdenklichkeit und Melancholie. Auf dem dritten Bild sitzt Medea träumerisch mit geschlossenen Augen; die Mordtat, die ihr innerlich vor Augen steht, spiegelt sich auf der Urne, auf der die Kindermordszene dargestellt ist. Zur Uraufführung von Catulle Mendès’ Tragödie Médée gestaltete Alfons Mucha 1898 das Plakat, eine Lithografie, die als bedeutendes Werk des Jugendstils gilt; abgebildet ist die Schauspielerin Sarah Bernhardt als Medea mit dem blutbefleckten Dolch und den toten Kindern. Das 1907 entstandene Gemälde Jason and Medea von John William Waterhouse zeigt Medea bei der Herstellung eines Zaubertranks, Jason schaut ihr zu. Auf einem 1923 entstandenen Aquarell von Werner Gilles ist Medea mit den Kindern zu sehen. Francis Picabia präsentierte Medea 1929 auf einem surrealistischen Aquarell, wobei er mit unterschiedlichen Motiven die Vielgestaltigkeit ihres Mythos ausdrückte. 1947 fertigte Gerhard Marcks einen Holzschnitt an, der eine schlichte Medea mit starrem, verzweifeltem Gesichtsausdruck zeigt. Auch in neuerer Zeit haben zahlreiche Künstler Gemälde und Zeichnungen geschaffen, die Medea darstellen.
William Wetmore Story schuf 1865–1868 eine Marmorstatue Medeas mit dem Dolch, Auguste Rodin 1865–1870 eine Gipsfigur, Eduardo Paolozzi 1964 eine abstrakte Aluminiumskulptur, Leonard Baskin 1980–1981 mehrere Bronzeskulpturen.
In der georgischen Stadt Batumi, die sich im Gebiet der antiken Landschaft Kolchis befindet, wurde 2007 ein Medea-Denkmal eingeweiht, das Medea mit dem Vlies zeigt.

### Musik

#### Oper, Ballett, Modern Dance
Die Beliebtheit des Stoffs in der Oper dauerte auch in der Moderne an. Zu den Komponisten, die ihn auf die Bühne brachten, zählen – die Jahreszahlen beziehen sich jeweils auf die Uraufführung – Johann Simon Mayr (Medea in Corinto, Libretto von Felice Romani, 1813), Giovanni Pacini (Medea, 1843), Saverio Mercadante (Medea, Libretto von Salvadore Cammarano, 1851), Otto Bach (Medea, 1874), Vincenzo Tommasini (Medea, 1906), Slavko Osterc (Medea, 1932), Darius Milhaud (Médée, Libretto von Madeleine Milhaud, 1939), Pietro Canonica (Medea, 1953), Harold Farberman (Kammeroper Medea, 1961), Theodore Antoniou (Medea, 1976), Ray Edward Luke (Medea, 1979), Gavin Bryars (Medea, 1984), Friedhelm Döhl (Medea, 1990), Mikis Theodorakis (Medea, 1991), Pascal Dusapin (Medeamaterial, Vertonung des gleichnamigen Werks von Heiner Müller, 1992), Gordon Kerry (Kammeroper Medea, Libretto von Justin Macdonnell, 1993), Rolf Liebermann (Freispruch für Medea, Libretto nach dem gleichnamigen Roman von Ursula Haas, 1995), Volker Blumenthaler (Kammeroper Jason und Medea / Schwarz überwölbt Rot, 1996), Johanna Doderer (Die Fremde, 2001), Adriano Guarnieri (Video-Oper Medea, 2002) und Aribert Reimann (Medea, 2010).
Die Choreographie von Balletten und Werken des Modern Dance schufen – die Jahreszahlen beziehen sich jeweils auf die Uraufführung – Charles-Louis Didelot (Ballett Médée et Jason, 1807), Martha Graham (Modern Dance Cave of the Heart, Musik von Samuel Barber, 1946; Ballett La hija de Cólquide oder Dark Meadow, Musik von Carlos Chávez, 1946), Birgit Cullberg (Ballett Medea, Musik von Béla Bartók, 1950), Michael Smuin (Ballett Medea, Musik von Samuel Barber, 1977), Anton Kalinov (Ballett Medea, Musik von Teresa Procaccini, 1983), John Neumeier (Ballett Medea, 1990) und Renato Zanella (Ballett Medea’s Choice, Musik von Mikis Theodorakis, 2011).

#### Sonstige musikalische Werke
Samuel Barber hat seine Ballettmusik zu Cave of the Heart später zur Orchestersuite Opus 23 umgearbeitet (Uraufführung 1947) und eine Neufassung, Opus 23a, Medea’s Meditation and Dance of Vengeance benannt (Uraufführung 1956). Dimitri Terzakis schuf Medea, eine Komposition für Sopran, Violine, Violoncello und Schlagzeug (gesungener Text von Euripides, Uraufführung 1966). Georg Katzer vertonte ein von Christa Wolf nach ihrem Medea-Roman geschaffenes Libretto in seinem 2002 uraufgeführten Werk Medea in Korinth. Oratorische Szenen. Die korsische Musikgruppe A Filetta brachte 2005 das Album Medea heraus, das vier Chorlieder von Jean-Claude Acquaviva in korsischer Sprache enthält.

### Film
1969 produzierte Pier Paolo Pasolini seinen zivilisationskritischen Film Medea mit Maria Callas in der Titelrolle. Das Thema ist der tragische Konflikt zwischen den unvereinbaren Mentalitäten zweier Menschen, die erotische Anziehung zusammengeführt hat. Die religiöse Welt der kolchischen Priesterin Medea ist von archaischen Sitten und Normen geprägt und kennt keine Humanität. Unmenschlich ist aber auch – wenngleich auf ganz andere Art – die „moderne“, „technische“ Welt des griechischen Abenteurers Jason, in der pragmatische Kalkulationen das Handeln bestimmen und nur der sichtbare Erfolg zählt. Zugleich besteht ein schroffer Gegensatz zwischen Medeas Leidenschaftlichkeit und Jasons Nüchternheit. Medea verliert nach der Trennung von ihrer Heimat den Kontakt zu den Naturgewalten und damit ihre Identität. In Griechenland bleibt sie eine nicht akzeptierte Fremde. Die Kinder tötet sie, um sie vor einem aus ihrer Sicht nicht lebenswerten Leben zu bewahren. Mit diesem Schritt trennt sie sich von der griechischen Zivilisation und findet den Rückweg in ihre angestammte Welt. Unter den gegebenen Umständen ist dies aber der Weg zu ihrem eigenen Tod: Sie verbrennt in einem von ihr selbst gelegten Feuer.
Pasolini steht der banalen Zweckmäßigkeitsorientierung, die sein Jason verkörpert, sehr kritisch gegenüber. Andererseits lenkt er aber auch das Augenmerk eindringlich auf Aspekte der archaischen Daseinsweise, die dem modernen Publikum besonders fremd und anstößig sind: ein rituelles Menschenopfer in Kolchis, bei dem Medea als Priesterin fungiert, und die Ermordung und Zerstückelung von Medeas Bruder.
Wie Pasolini hält sich auch Lars von Trier in der Handlung seines 1988 produzierten Medea-Films weitgehend an die antike Überlieferung. Der Film, für den von Trier ein Drehbuch des 1968 gestorbenen Regisseurs Carl Theodor Dreyer verwertet hat, handelt vom Machtkampf zwischen Medea und Glauke. Der zynisch agierende, nur an seinen Vorteil denkende Jason will sowohl die Königstochter gewinnen als auch seine Kinder behalten. Es zeigt sich jedoch, dass er in Wirklichkeit nicht Herr seines Schicksals ist, sondern die beiden rivalisierenden Frauen Entwicklungen herbeiführen, zu deren Spielball er wird. Glauke setzt die Verbannung Medeas durch, womit sie sich aber selbst den Untergang bereitet. So verliert Jason am Ende alles.

### Psychologie
In der Psychoanalyse gilt die Medea-Sage als mythischer Ausdruck eines Todeswunsches von Müttern gegen ihre Kinder – insbesondere Söhne –, der dem Bedürfnis der Mutter entspringt, sich am Vater der Kinder zu rächen. Seit der Mitte des 20. Jahrhunderts wird dafür der Ausdruck „Medea-Komplex“ verwendet. Joseph C. Rheingold nahm an, dass ein Impuls zur Tötung der Kinder wahrscheinlich in jeder Mutter vorhanden sei und nur die Intensität stark variiere. Zumindest sei der Impuls sehr verbreitet. Wenn sich damit das Bedürfnis nach Bestrafung des Kindsvaters verbinde, handle es sich um einen Medea-Komplex. In neuerer Zeit ist auch von „Medea-Phantasie“ die Rede, womit „Grenzzustände weiblicher Destruktivität“ bezeichnet werden. Die betroffenen Patientinnen fürchten ihre zerstörerischen Impulse, die sich gegen den Partner und gegen die eigenen Kinder als Produkte der Beziehung zu ihm richten.
Als Medea-Syndrom wird die Tötung des eigenen Kindes (bzw. der eigenen Kinder) bezeichnet, die das Ziel hat, den anderen Elternteil zu bestrafen. Grund dafür ist in der Regel Rache – wie im Mythos von Medea, die ihre Kinder tötete, um deren Vater Iason zu bestrafen, weil dieser sie verlassen hatte.

### Naturwissenschaft
Nach Medea wurde ein 1880 entdeckter Asteroid benannt: (212) Medea.
Bei manchen Mehlkäfern gibt es ein sogenanntes Medea-Gen. Dessen Genprodukt blockiert die toxische Wirkung einer von der Mutter produzierten microRNA, die für alle Nachkommen tödlich ist, wenn diese das Medea-Gen nicht besitzen.
Nach Medea ist auch die von dem Paläontologen Peter Ward geprägte Medea-Hypothese benannt, nach der die Erde ein selbstzerstörerisches System ist, das wie Medea seine Kinder tötet und schließlich in einen Zustand zurückfällt, in dem nur noch mikrobielles Leben existieren kann.

## Textsammlungen
- Ludger Lütkehaus (Hrsg.): Mythos Medea. Texte von Euripides bis Christa Wolf. Reclam, Stuttgart 2007, ISBN 978-3-15-020006-3 (Zusammenstellung literarischer Texte).
- Joachim Schondorff (Hrsg.): Medea. Euripides, Seneca, Corneille, Cherubini, Grillparzer, Jahnn, Anouilh, Jeffers, Braun. Langen Müller, München 1963 (Übersetzungen).